# Verona
Verona (, AFI: /veˈrona/) è un comune italiano di 255 082 abitanti , comprendente la città capoluogo dell'omonima provincia in Veneto. Primo comune della regione per popolazione, si trova al margine settentrionale della Pianura Padana, lungo il fiume Adige e ai piedi dei monti Lessini.
Di origine preistorica, l'abitato venne rifondato dai Romani all'interno dell'ansa del fiume intorno alla metà del I secolo a.C., rimanendo sotto il governo dell'Impero fino al V secolo, quando venne occupato dal re germanico Teodorico il Grande. Entrò a far parte prima del dominio dei Longobardi e poi dei Franchi, rimanendo fedele nei secoli successivi agli imperatori del Sacro Romano Impero. Divenne libero Comune all'inizio del XII secolo per poi prosperare sotto la Signoria degli Scaligeri. Si dedicò alla Serenissima nel 1405, passando sotto il governo della Repubblica di Venezia. Occupata militarmente da Napoleone nel 1797, nel 1815 divenne parte dell'Impero austriaco che la trasformò nella sua maggiore piazzaforte militare in territorio italico, per poi essere annessa al Regno d'Italia nel 1866.
Verona è stata dichiarata patrimonio dell'umanità dall'UNESCO per le peculiarità urbanistiche e per il patrimonio artistico e culturale. Il suo simbolo è l'Arena ed è conosciuta nel mondo per l'opera di William Shakespeare Romeo e Giulietta. Sede universitaria e importante snodo di scambio logistico e intermodale tramite il Quadrante Europa, l'industria riveste un ruolo chiave nell'economia della città, come il turismo fieristico e culturale.

## Geografia fisica

### Territorio

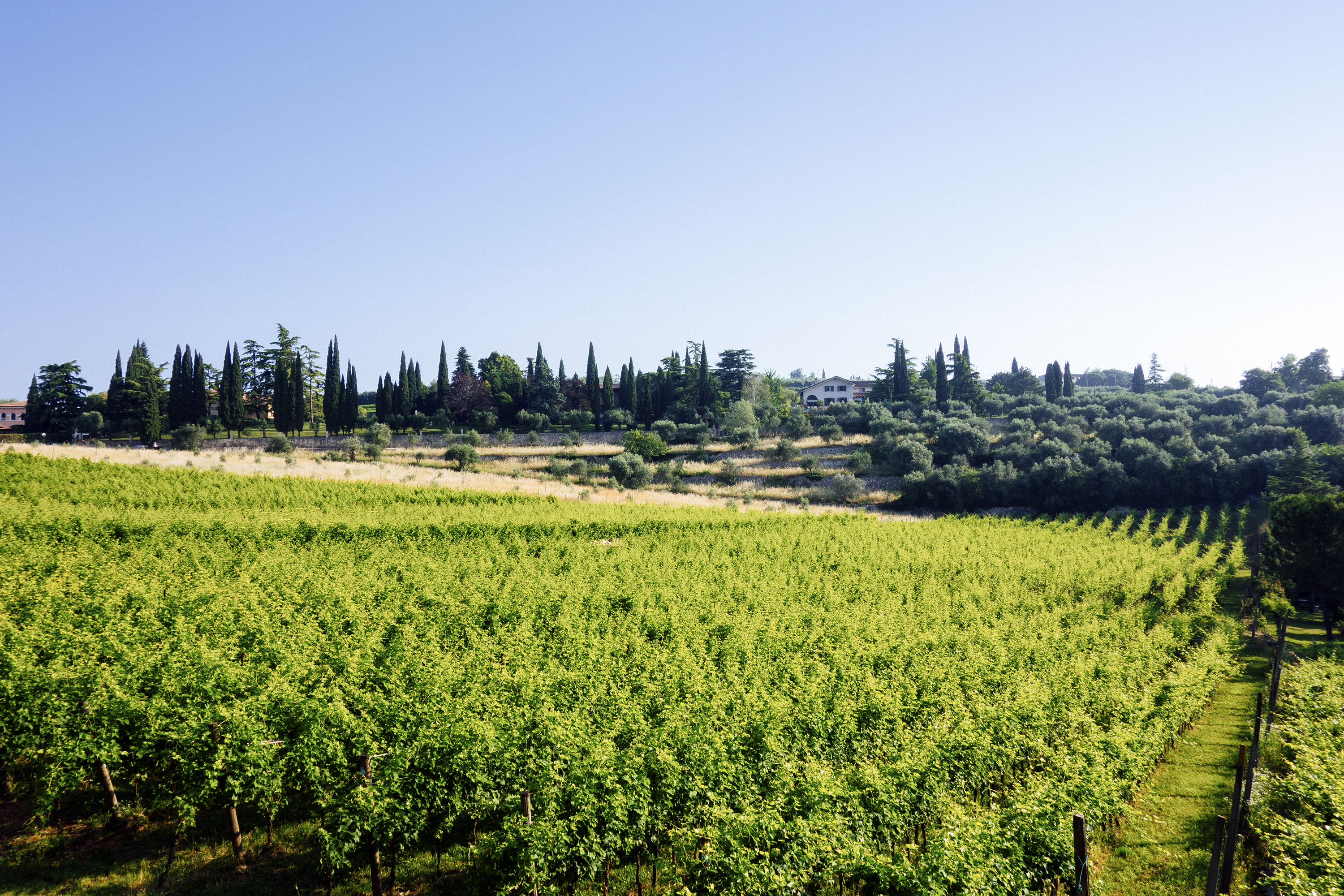
Le colture tradizionali nella fascia collinare del comune: un vigneto in primo piano e un oliveto sullo sfondo, coltivato su terrazzamenti

L'abitato di Verona si situa in posizione centrale rispetto al territorio comunale, il quale è caratterizzato da una notevole eterogeneità di paesaggi a causa della particolare collocazione geografica e dell'escursione altitudinale, che va dai 30 metri della pianura agli oltre 600 della zona pedemontana. La città, che sorge lungo le rive del fiume Adige nel punto in cui questo entra nella Pianura Padana e forma un caratteristico doppio meandro, è posta a cavallo tra le propaggini meridionali dei monti Lessini che contornano la città a nord e la pianura che si apre a sud del corso del fiume.
Nelle dorsali collinari, conosciute con il nome di Torricelle, si possono individuare un'alternanza di aree boscose e praterie aride, ma sono presenti anche formazioni vegetali, sia naturali sia coltivate, tipiche dei climi submediterranei, in particolare nelle porzioni di territorio meno elevate ed esposte a sud. Gli oliveti sono l'espressione più significativa di questa tipicità, in quanto la loro coltivazione si estende fino a circa 400 metri di quota. Le opere di sistemazione dei versanti sono rappresentate principalmente dalle marogne, ovvero da terrazzamenti con muri a secco che, oltre a rappresentare un pregevole esempio di prevenzione dal rischio idrogeologico, hanno anche un valore architettonico e paesaggistico intrinseco. Infine, il fondovalle della fascia collinare è inciso da diversi torrenti, localmente detti progni o vaj, quali (da ovest verso est) Quinzano, Borago, Galina, Valpantena e Squaranto.
Altro elemento distintivo del paesaggio è l'Adige, che condiziona fortemente le forme del territorio sia nel tratto urbano sia in quello extraurbano, per via sia del suo sviluppo ma anche per la presenza di paleoalvei e terrazzi fluviali tracciati dai suoi antichi percorsi. L'ambito fluviale è ormai quasi privo di elementi di naturalità, a causa degli interventi di regimazione idraulica e della diffusa antropizzazione, nonostante ciò si conservano alcuni elementi seminaturali a valle dell'abitato: il nucleo boscato più consistente è quello dell'isola del Pestrino, che rappresenta l'unica morfologia fluviale sopravvissuta agli interventi di sistemazione idraulica di difesa dalle piene nel tratto di fiume entro i limiti comunali; nel parco della villa Bernini Buri si conserva una formazione boschiva con elementi delle antiche foreste planiziali; altri nuclei boscati si trovano nell'ambito del parco dell'Adige Sud.
L'ambito della pianura, modellata dalle alluvioni del fiume, è l'elemento che più ha sofferto le trasformazioni antropiche e che quindi presenta minori connotati di pregio e originalità.

### Idrografia

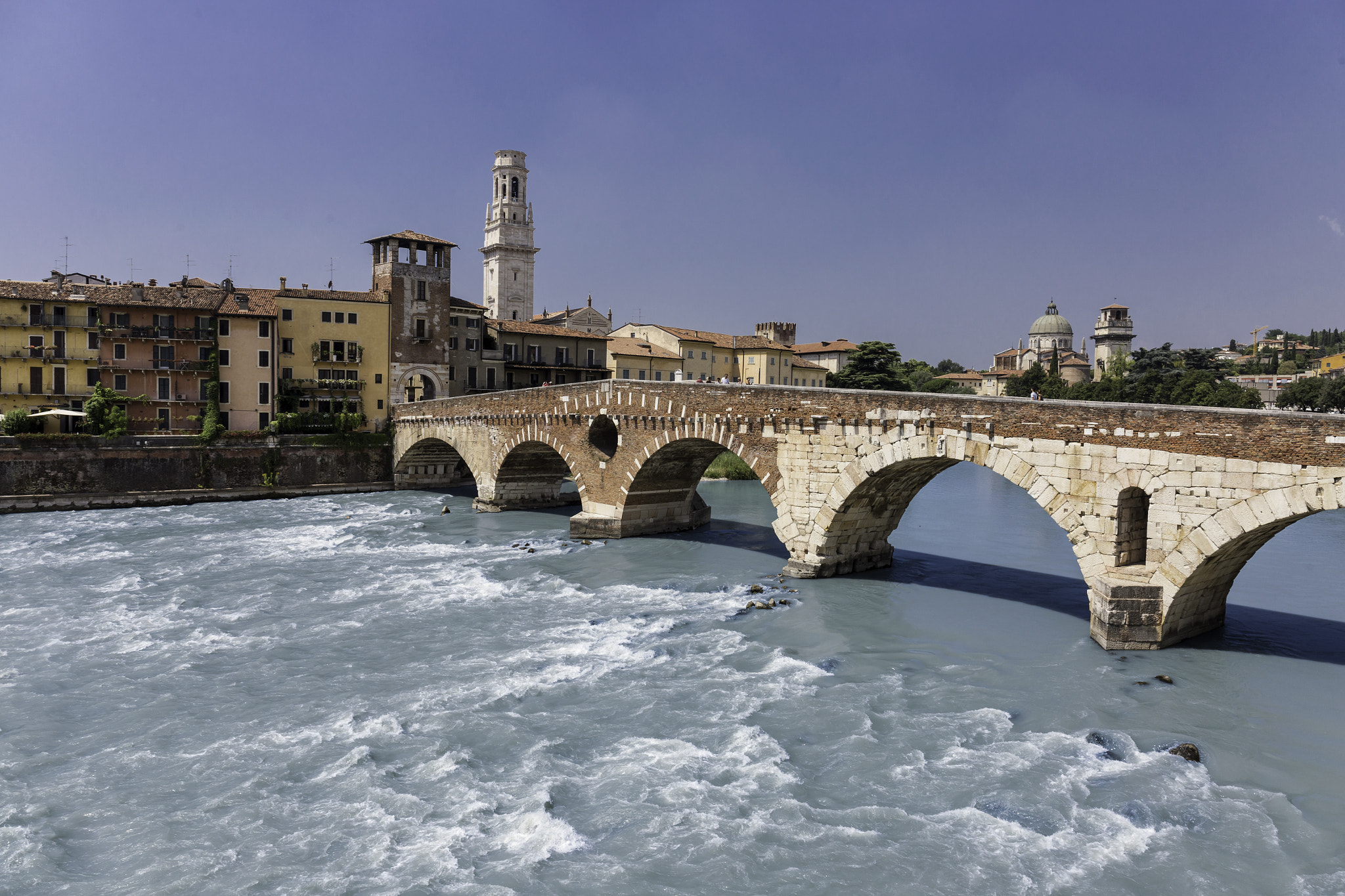
L'Adige presso il più antico ponte della città, il romano ponte Pietra

L'Adige scorre a Verona all'interno di possenti muraglioni, argini costruiti dopo l'alluvione del 1882 per proteggere la città da altre piene. Il fiume ormai si limita ad attraversare la città rinchiuso tra questi argini in mattoni di laterizio, ma fino a tempi relativamente recenti la città era particolarmente legata al suo fiume, per via delle numerose attività commerciali e industriali che la sua notevole portata consentiva di svolgere. Inoltre l'Adige era una via di comunicazione di primaria importanza, navigabile fino a Trento: esso è stato utilizzato sin dall'antichità per il trasporto di merci e il suo tragitto era quindi servito da approdi, da caselli daziari, da torri utilizzate per sostenere catene, tese da una parte all'altra del fiume per trattenere le merci (a Verona è ancora presente quella a monte della città), e da castelli e forti. A sud della città, nel rione Filippini, è presente la dogana di San Fermo, che si affaccia sull'Adige attraverso una grande darsena e la relativa dogana di fiume, anche se quest'ultima conserva solo le pareti perimetrali a causa dei bombardamenti che l'hanno gravemente danneggiata durante la seconda guerra mondiale. Fino all'Ottocento, quindi, Verona e i borghi che si affacciavano sul fiume avevano un'economia collegata direttamente alla presenza dell'acqua: lungo le sue rive venivano lavorati i blocchi di marmo e il legname che venivano poi trasportati sulle sue acque, sorgevano cantieri navali, numerosi mulini galleggianti, idrovore, depositi merci, piccole industrie e attività artigianali.

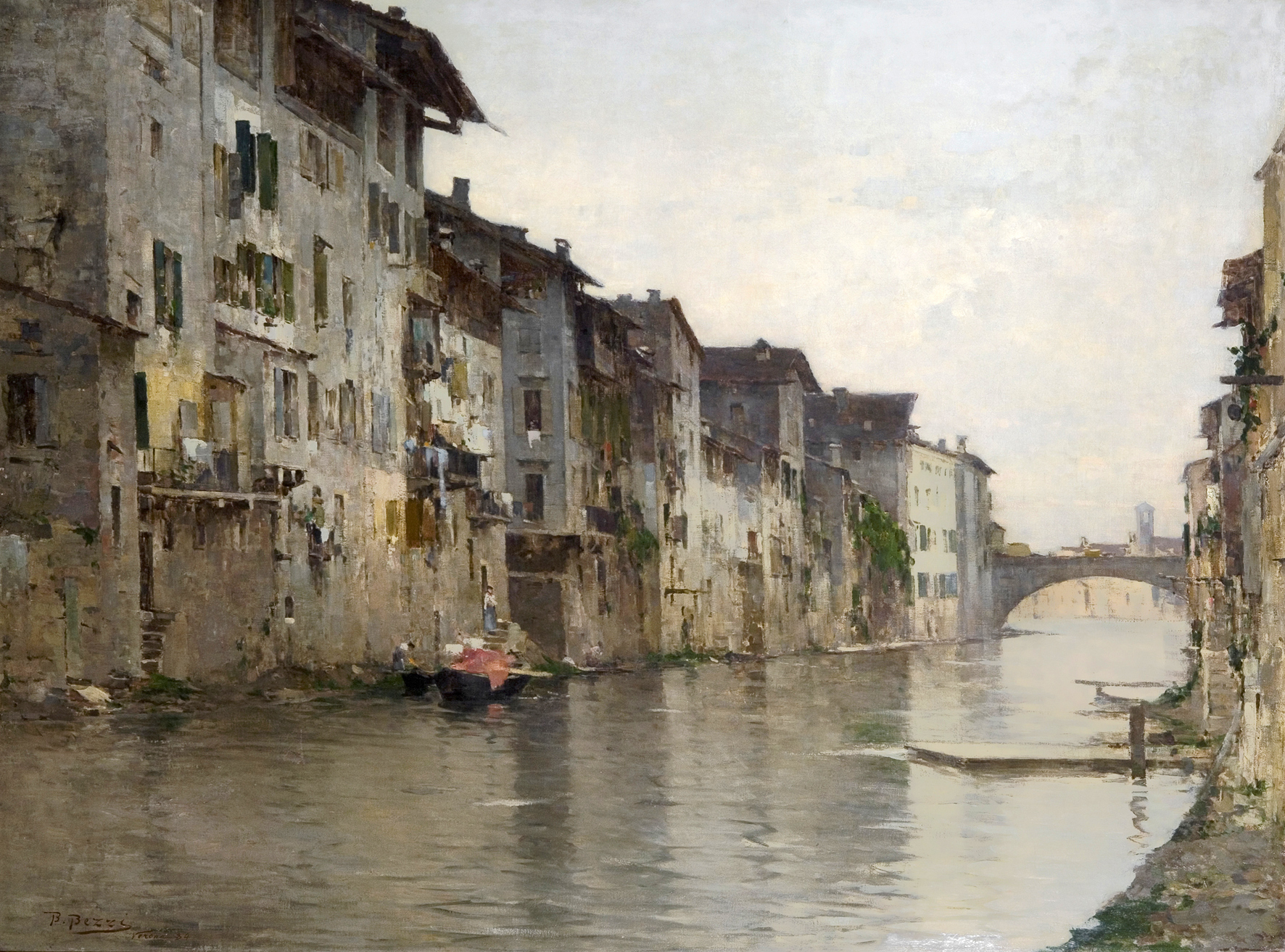
Il canale dell'Acqua Morta in un dipinto del 1884 di Bartolomeo Bezzi

All'interno dell'abitato il fiume formava alcuni rami secondari, non più esistenti. Presso il teatro romano si staccava sulla sinistra il canale dell'Acqua Morta, così detto per il lento fluire delle acque che, nelle epoche successive a quella romana, persero progressivamente di portata e velocità. Questo canale si ricongiungeva al ramo principale presso il ponte Navi, formando il cosiddetto Isolo, un'isola fluviale costituita da sedimenti ghiaiosi. Vi era poi l'Adigetto, che era invece un largo fossato ampliato in età medievale a scopo difensivo, che si separava dall'Adige poco prima di Castelvecchio e costeggiava a sud le mura comunali, congiungendosi all'Adige poco a valle dell'odierno ponte Aleardi. Oltre a questi due rami principali vi erano anche i cosiddetti vò, più di settanta collegamenti che garantivano lo scambio tra acqua e area abitata.

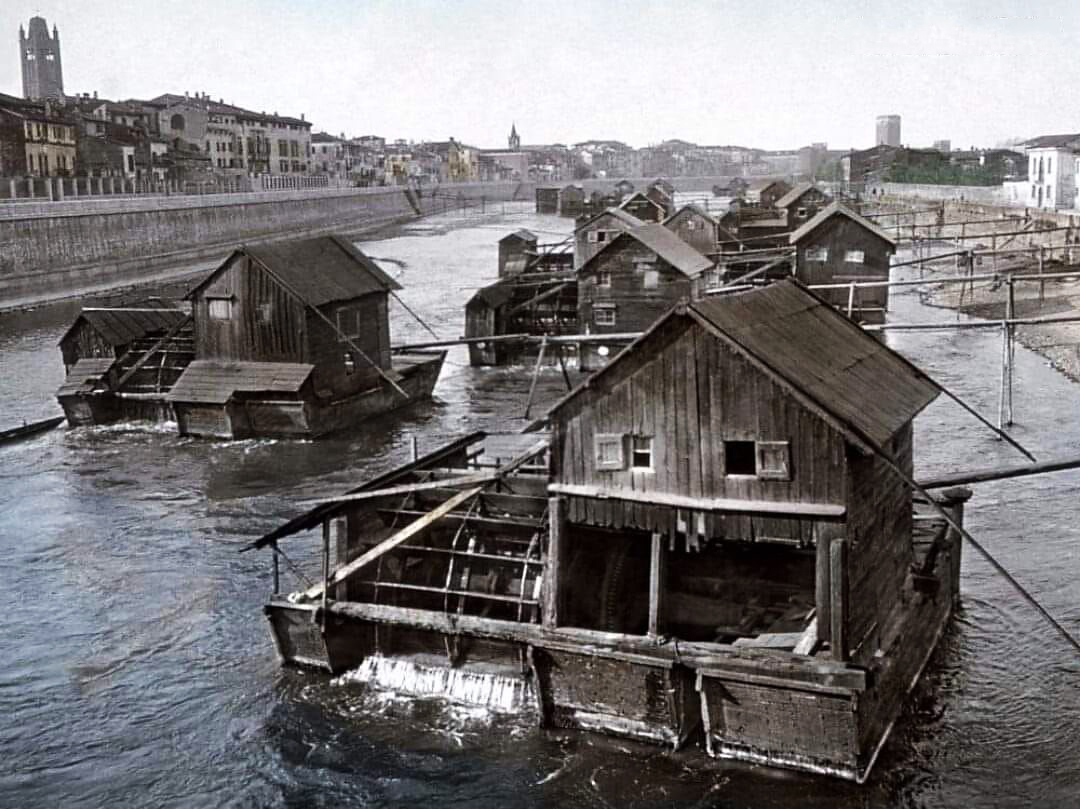
I mulini sull'Adige in una fotografia del 1897, pochi anni prima della loro dismissione

Caratteristici erano i mulini, costruiti su una piattaforma o pontone galleggiante, in modo da potersi adattare al variare del livello delle acque. Sul pontone si trovavano la ruota a pale e un capanno di legno che ospitava la macina, mentre un ponticello detto peagno li collegava alla riva. Documentati fin dal Medioevo, molti di essi erano controllati dai vari monasteri locali, che anticamente avevano il diritto di sfruttamento delle acque del fiume; gruppi di mulini si trovavano in particolare in prossimità della basilica di San Zeno, nella porzione di fiume compresa tra le chiese di San Giorgio in Braida e la Cattedrale, e presso via Sottoriva. Il loro numero aumentò nei secoli fino a superare le 400 unità nel corso del XIX secolo, per poi calare sensibilmente a causa della crescente industrializzazione di Verona, fino alla totale scomparsa all'inizio del Novecento.
La piena del 16 settembre 1882, che invase buona parte della città distruggendo centinaia di case, due ponti e causando diverse vittime, costrinse a modificare profondamente l'assetto dei corsi d'acqua; molte di queste opere furono costruite nel periodo tra il 1885 e il 1899, mutando per sempre l'aspetto della città. L'alveo dell'Adige fu ampliato e ripulito, vennero edificati i cosiddetti muraglioni lungo tutta la città mentre furono interrati l'Adigetto e il ramo dell'Acqua Morta. Per ridurre la portata del fiume nel suo percorso urbano si realizzò il canale industriale Camuzzoni, che partendo da Chievo (dove nel 1923 sarà realizzato anche un ponte-diga) percorre 7,5 km in direzione sud-est fino a rientrare nell'Adige a valle della città.

### Clima

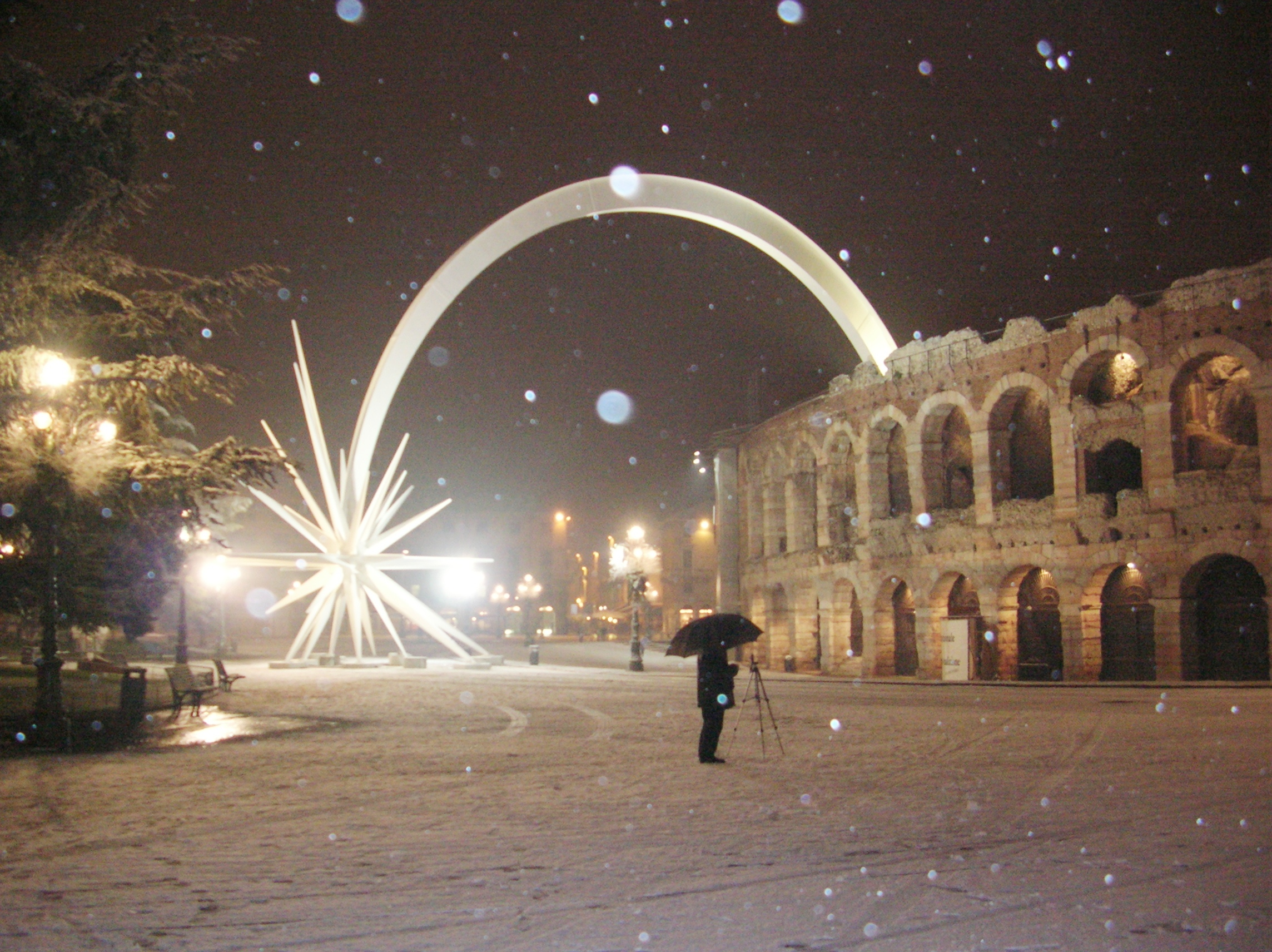
Piazza Bra e l'Arena imbiancate durante una nevicata nell'inverno del 2006

Il Veneto presenta peculiari caratteristiche climatiche determinate dalla sua collocazione alle medie latitudini, da cui derivano i caratteristici effetti stagionali, e dal fatto che la regione si pone in una zona di transizione fra l'Europa centrale, in cui predomina l'influsso delle correnti occidentali e dell'oceano Atlantico o, in alcune occasioni, di quelle nordorientali più fredde e asciutte di origine euroasiatica, e l'Europa meridionale, dove invece domina l'influsso degli anticicloni subtropicali e del mar Mediterraneo. A questi influssi di livello macro-territoriale si associano altri importanti fattori che influenzano in modo significativo il clima a livello regionale, il quale si va così a definire in specifiche sotto-zone climatiche, che nel caso specifico del territorio veronese si possono individuare: l'appartenenza alla pianura padano-veneta, delimitata sia a nord sia a sud da catene montuose e con un'apertura principale verso est; la presenza di una vasta area montana a orografia complessa; la presenza del lago di Garda a ovest.
A livello di scala territoriale, l'area si caratterizza da un clima di pianura, temperato umido. Nel veronese prevale infatti un certo grado di continentalità con inverni relativamente rigidi ed estati calde, e temperature medie annue che si aggirano intorno ai 13-14 °C. In condizioni di tempo anticiclonico la massa d'aria che sovrasta la pianura manifesta condizioni di elevata stabilità o di inversione termica al suolo, che si traducono in fenomeni stagionali quali le foschie, le nebbie, le gelate, l'afa e l'accumulo di inquinanti in prossimità del suolo. Al verificarsi di tali fenomeni contribuiscono la presenza di importanti fonti di umidità, come le aree irrigue e il lago di Garda, i quali sono in grado di rifornire la massa d'aria in vicinanza del terreno di vapore acqueo. Infine, scendendo di scala, a livello microclimatico la copertura e l'uso del suolo risultano significativi, determinando la formazione di isole di calore in città e nel suo immediato circondario.
Le precipitazioni sono distribuite abbastanza uniformemente durante l'anno, tuttavia l'inverno è solitamente la stagione più secca mentre nelle stagioni intermedie prevalgono le perturbazioni atlantiche e mediterranee. In estate i fenomeni temporaleschi risultano abbastanza frequenti e spesso associati a grandine, tuttavia sono distribuiti in modo molto irregolare. Il territorio scaligero è caratterizzato, per quanto concerne le precipitazioni, da un andamento crescente spostandosi da sud verso nord: se nelle Valli Grandi Veronesi si rilevano le precipitazioni minime, di circa 700 mm, esse arrivano a 800 mm nel territorio del comune di Verona, situato a cavallo tra la pianura e la zona collinare, mentre risalendo verso la fascia pedemontana si arriva ai 900–1100 mm della Valpolicella, della bassa Lessinia e della parte meridionale del massiccio del monte Baldo, con valori crescenti nei settori più settentrionali di Lessinia e Baldo fino ad arrivare a valori superiori ai 1 500 mm nella Lessinia nord-orientale e sul gruppo del Carega.
| VERONA VILLAFRANCA (1991-2020) | Mesi | Mesi | Mesi | Mesi | Mesi | Mesi | Mesi | Mesi | Mesi | Mesi | Mesi | Mesi | Stagioni | Stagioni | Stagioni | Stagioni | Anno  |
| VERONA VILLAFRANCA (1991-2020) | Gen  | Feb  | Mar  | Apr  | Mag  | Giu  | Lug  | Ago  | Set  | Ott  | Nov  | Dic  | Inv      | Pri      | Est      | Aut      | Anno  |
| ------------------------------ | ---- | ---- | ---- | ---- | ---- | ---- | ---- | ---- | ---- | ---- | ---- | ---- | -------- | -------- | -------- | -------- | ----- |
| T. max. media (°C)             | 7,1  | 9,7  | 14,5 | 18,8 | 23,9 | 28,1 | 30,4 | 30,3 | 25,1 | 18,8 | 12,4 | 7,6  | 8,1      | 19,1     | 29,6     | 18,8     | 18,9  |
| T. media (°C)                  | 3,3  | 5,0  | 9,3  | 13,3 | 18,4 | 22,6 | 24,7 | 24,6 | 19,7 | 14,2 | 8,7  | 3,9  | 4,1      | 13,7     | 24,0     | 14,2     | 14,0  |
| T. min. media (°C)             | −0,5 | 0,3  | 4,0  | 7,8  | 12,7 | 17,0 | 18,9 | 18,9 | 14,3 | 9,7  | 4,9  | 0,2  | 0,0      | 8,2      | 18,3     | 9,6      | 9,0   |
| Precipitazioni (mm)            | 35,8 | 33,9 | 41,4 | 63,5 | 66,1 | 64,8 | 60,2 | 64,5 | 79,2 | 73,4 | 83,0 | 59,1 | 128,8    | 171,0    | 189,5    | 235,6    | 724,9 |
| Giorni di pioggia              | 5    | 4    | 5    | 8    | 7    | 7    | 5    | 5    | 6    | 7    | 8    | 7    | 16       | 20       | 17       | 21       | 74    |

## Origini del nome
L'origine del toponimo Verona è sconosciuta e nel tempo sono state formulate diverse ipotesi sulla sua derivazione, di cui alcune già in epoca medievale: ad esempio una suggestiva leggenda raccolta dal cronista Galvano Fiamma riferisce che il capo gallico Brenno, mitico fondatore della città, chiamò il nuovo centro abitato Vae Roma, ovvero Guai a te Roma, a seguito di una campagna bellica contro lo stato romano. Altri racconti collegano invece il nome a un ipotetico imperatore Verus Antonius Pius o  Marcus Antonius Verus (intendendosi forse Marco Aurelio), anche questi creduto fondatore della città e dei principali monumenti, oppure si pensava che il nome potesse derivare da una famiglia etrusca di nome Vera, in base a quanto raccontato in un testo antico, che in realtà era stato falsificato sul finire del Quattrocento da Annio da Viterbo.
In ambito glottologico si sono realizzati studi caratterizzati da risultati discordanti. Si è per esempio ipotizzato che questo toponimo potesse avere origine veneta, trovando un confronto con il suffisso di Glemona, oppure celtica, in quanto la stessa terminazione è presente in diversi toponimi gallici. In questo caso si può ritenere che il toponimo rientri in una famiglia di parole di origine celtica cui appartiene anche il termine in irlandese antico feronn, che continua con un originario werona e che ha il significato di territorio delimitato, recintato e difeso, oppure che derivi dalla radice celtica wern o bern, che ha il significato di fiume.
Il medesimo suffisso -ona ha portato anche a sostenere la tesi che Verona possa derivare dalla lingua etrusca, tanto che in Toscana si trovano diversi toponimi che terminano in questo modo, di cui alcuni meno conosciuti sono molto simili se non addirittura identici: vicino a Lamporecchio si trova infatti un luogo chiamato Verona, ma si possono rintracciare anche Verone, Verrone e, non molto distante da questi, un Veròlla (già Verunula). Il significato in questo caso potrebbe essere quello di verone inteso come terrazza o poggiolo, che può apparire corretto (almeno semanticamente) se si pensi che l'abitato preromano sorgeva sopra il colle San Pietro, su un vero e proprio terrazzo naturale che dominava la pianura sottostante, su cui successivamente sarebbe stata fondata la Verona romana.

## Storia

### Fondazione
L'area in cui sorge Verona è stata abitata fin dal neolitico, in quanto zona di passaggio obbligato delle comunicazioni tra la zona orientale e quella occidentale della Pianura padano-veneta a nord del fiume Po: un villaggio doveva probabilmente sorgere presso la zona meridionale di colle San Pietro, in prossimità di uno dei pochi punti guadabili del fiume Adige. Questa è in effetti un'area ricca di reperti e vi si sono rinvenute alcune tracce delle case che potevano formare l'antico villaggio. In epoca protostorica attorno al villaggio gravitavano i Galli cenomani, che si stanziarono nei territori a occidente del fiume, i Veneti, che abitavano i territori a oriente, e i Reti, che invece stazionavano nella zona alpina.
Gli storici latini non riuscirono a identificare una origine certa del villaggio preromano e accreditarono la fondazione della città ai Veneti o ai loro predecessori Euganei, ai Galli Cenomani, ai Reti o addirittura agli Etruschi: lo storico Polibio per esempio afferma che ai suoi tempi, ovvero nel II secolo a.C., l'etnia veneta era quella preponderante nella popolazione della città, ed effettivamente la presenza veneta è ben documentata da ritrovamenti avvenuti presso il colle San Pietro; Plinio il Vecchio ipotizza invece che la fondazione sia avvenuta insieme da parte di Reti ed Euganei; la fondazione da parte dei Galli Cenomani fu invece sostenuta da Tito Livio.

### Storia antica

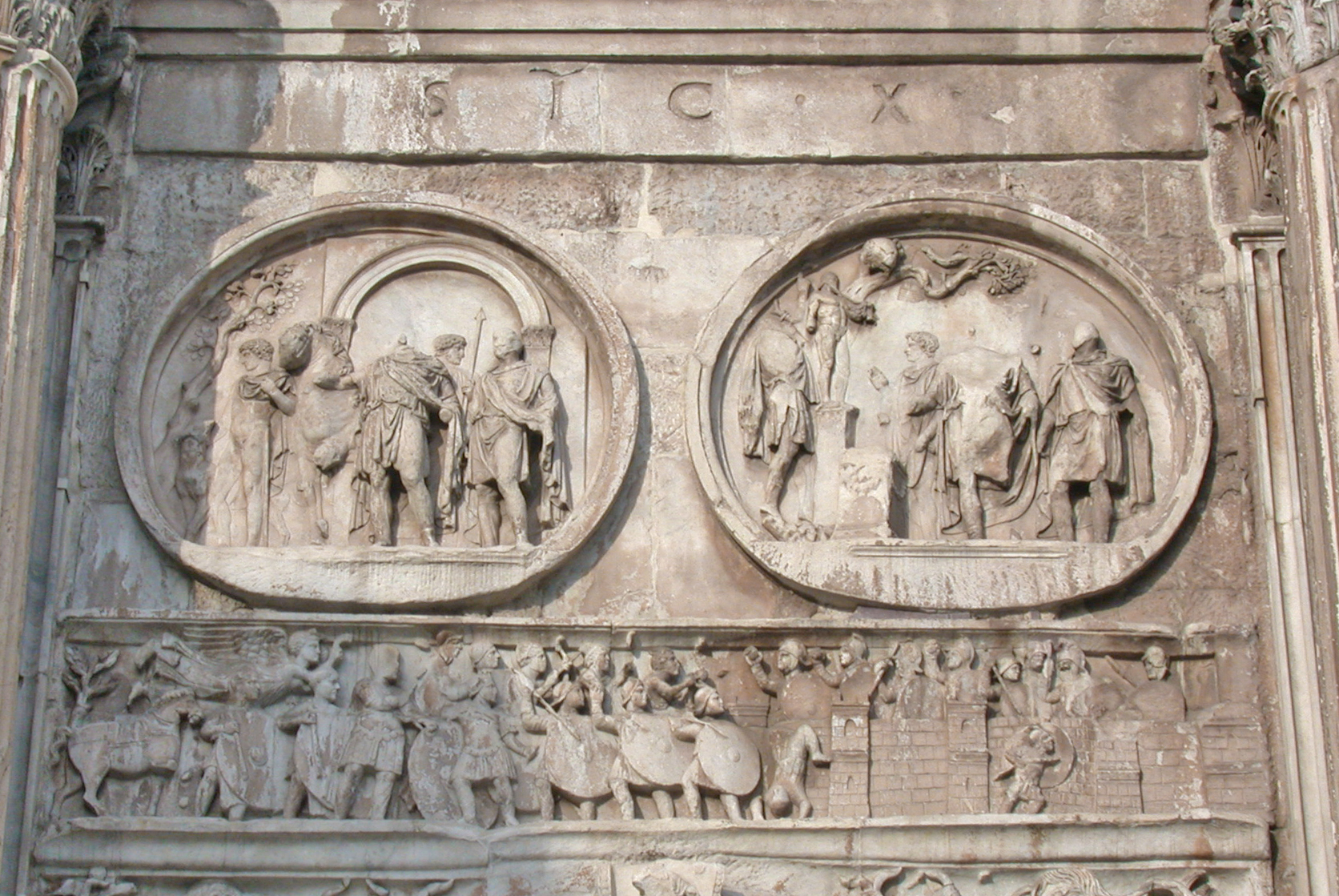
Raffigurazione nell'arco di Costantino a Roma dell'assedio di Verona da parte delle truppe di Costantino I. In basso a destra appaiono le mura urbiche restaurate e ampliate da Gallieno alcuni decenni prima

I primi contatti fra l'antica Roma e Verona sono documentati intorno al III secolo a.C. e furono fin da subito caratterizzati da rapporti di amicizia e alleanza. Nel 390 a.C. infatti i Galli sénoni di Brenno invasero la stessa Roma e, forse proprio grazie a un'azione diversiva dei Veneti, essi furono costretti a venire a patti con i Romani, ma anche successivamente Galli Cenomani e Veneti aiutarono i Romani in battaglia, perfino durante la conquista della Gallia Cisalpina. Proprio con la conquista e la colonizzazione romana della Pianura Padana cominciò a rivelarsi la grande importanza strategica di Verona, che quindi nell'89 a.C. divenne colonia di diritto latino e nel 49 a.C. venne elevata a rango di municipio romano tramite la Lex Roscia voluta da Gaio Giulio Cesare: al nuovo municipium venne così concesso un agro di 3 700 km² e la possibilità di fregiarsi del nome di Res publica Veronensium.
Durante il periodo repubblicano Verona venne rifondata ex novo nell'ansa dell'Adige, dove si ingrandì rapidamente e si sviluppò economicamente, tanto che tra la metà del I secolo a.C. e quello successivo vennero realizzate le mura urbiche e i principali monumenti. Fu poi in età giulio-claudia che la città raggiunse l'apice della ricchezza e dello splendore, quando venne realizzata l'ultima grande opera, simbolo della città, l'anfiteatro romano, e restaurati il Foro e le due porte urbiche, Borsari e Leoni. Nei secoli successivi l'abitato si trovò però investito anche dalle invasioni barbariche, essendo il primo baluardo dell'Italia alle discese dal nord Europa, per questo motivo l'imperatore Gallieno, nel 265, fece ristrutturare e allargare le mura della città fino a includervi l'Arena. Le rinnovate fortificazioni furono in particolare protagoniste dell'assedio avanzato dalle truppe di Costantino I contro quelle di Massenzio, che si erano asserragliate in città, anche se altre importanti battaglie furono combattute alle porte della città.

### Storia medievale

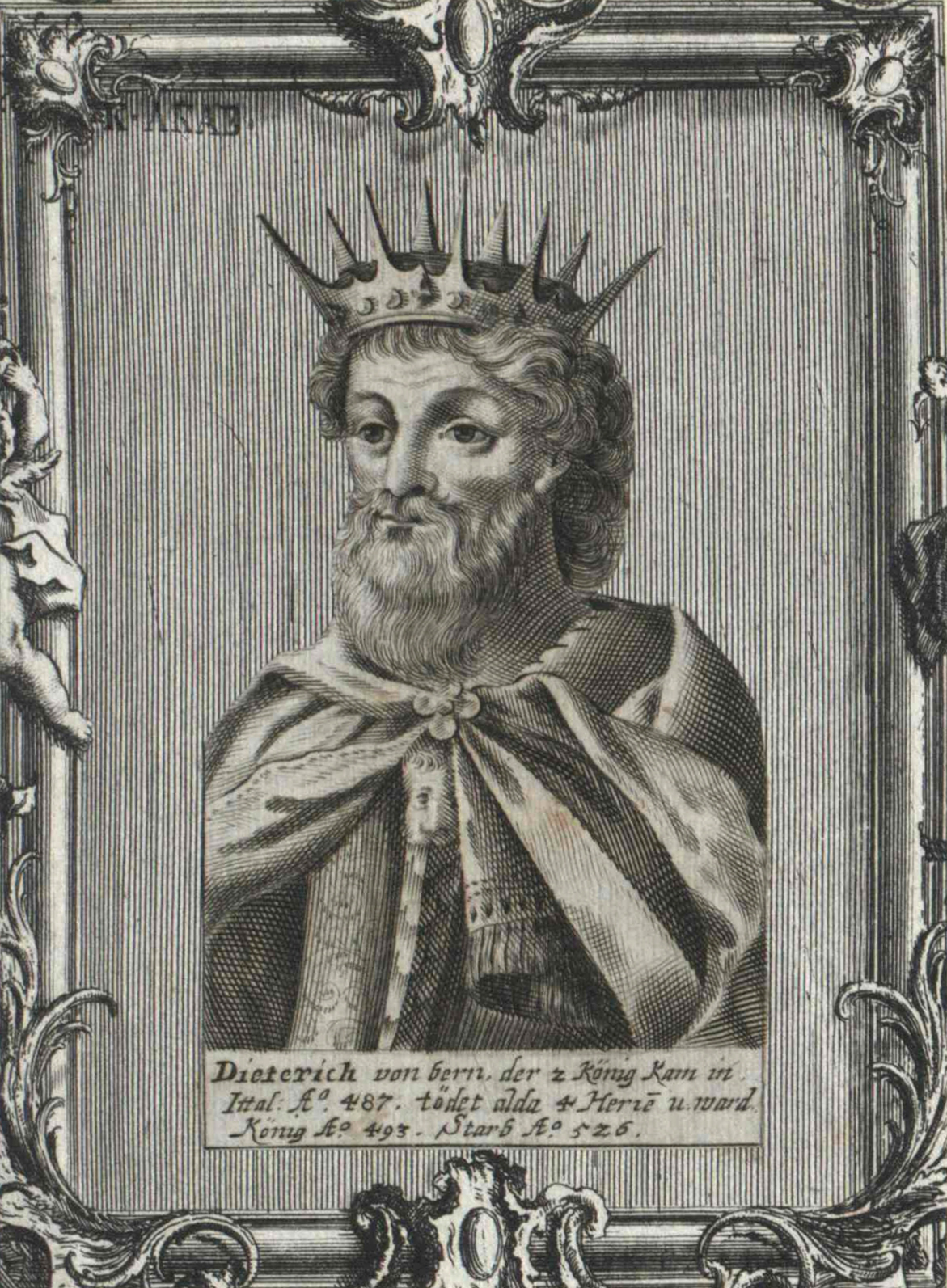
Teodorico il Grande, detto Teodorico di Verona, restaurò la cinta muraria romana e realizzò importanti opere

Con la caduta dell'Impero romano d'Occidente la città vide lo stabilizzarsi di nuovi regni romano-barbarici, tra cui quello ostrogoto governato da Teodorico il Grande, in Germania conosciuto come Dietrich von Bern, ovvero Teodorico di Verona, così conosciuto in quanto la città fu sede preferita del re, che le restituì l'antico splendore e ne ampliò le antiche mura romane, facendo dell'abitato un centro militare di primaria importanza. Successivamente i Longobardi interruppero il breve dominio bizantino (ripristinato in seguito alla sconfitta degli Ostrogoti nella guerra gotica) sulla città, che divenne capitale d'Italia sino al 571, quando la sede della corte longobarda fu spostata a Pavia. Verona rimase comunque capitale di un importante ducato longobardo e una delle principali città della Langobardia Maior accanto a Milano, Cividale e Pavia. L'egemonia dei Longobardi su Verona e gran parte dell'Italia durò per due secoli, fino alla calata dei Franchi: proprio a Verona, nel 774, Carlo Magno venne a capo dell'ultima resistenza dei Longobardi, guidata dal figlio di Desiderio, Adelchi: il principe cercò rifugio all'interno della città prima di essere costretto alla fuga, segnando la fine del Regno longobardo. Alla caduta dei Longobardi corrispose la nascita dell'Impero carolingio con l'incoronazione di Carlo Magno, che assegnò al figlio Pipino il Regno longobardo.
All'alba del nuovo millennio la Marca di Verona entrò sotto la sfera d'influenza del Sacro Romano Impero, cui rimase fedele durante tutta la lunga lotta per le investiture con il Papato. Nel 1117 il territorio veronese venne colpito da un terremoto distruttivo, il più forte evento sismico avvenuto nell'area padana di cui si abbia notizia, che comportò, oltre a vasti danneggiamenti di edifici e monumenti, un crisi economica e sociale che però offrì l'opportunità a una nuova classe cittadina di prendere il potere, tanto che essa riuscì a instaurare una forma di governo locale autonomo e a istituire, nel 1136, uno dei primi liberi comuni italiani. Con l'ottenimento di una larga autonomia andò però delineandosi una lotta intestina tra le due fazioni dei guelfi e ghibellini: i primi, che prevalevano nel contado, contavano tra i massimi esponenti i conti di Sambonifacio, mentre in città prevaleva la fazione ghibellina capeggiata dai Montecchi, resi famosi dal dramma Romeo e Giulietta di Shakespeare.

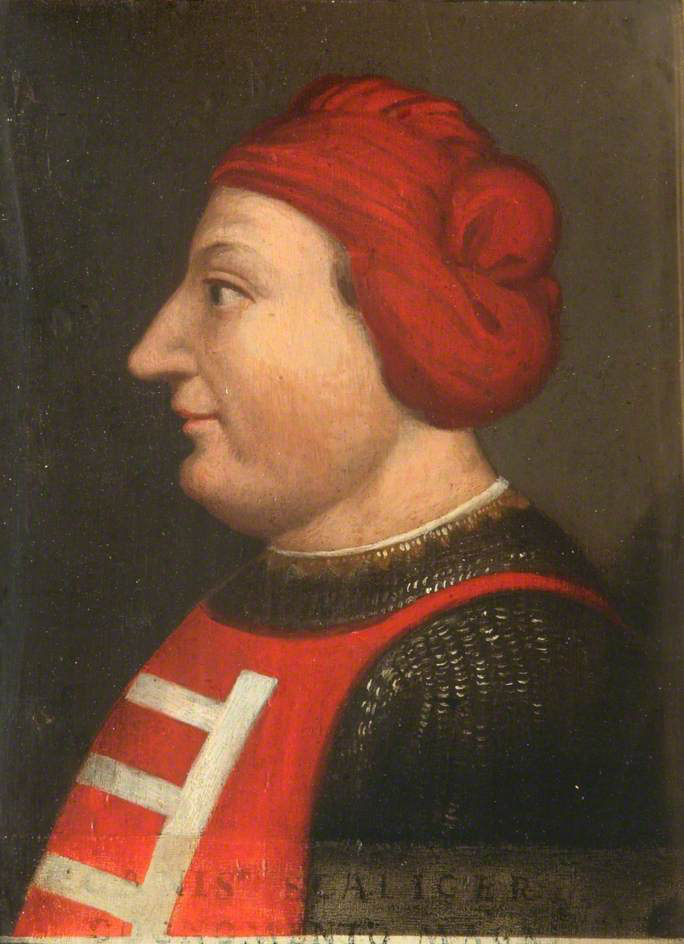
Cangrande I della Scala, l'esponente più conosciuto, amato e celebrato della dinastia Scaligera

La fazione ghibellina si rafforzò quando prese il potere Ezzelino III da Romano e soprattutto con Mastino I della Scala, quando la forma di governo della città passò in forma non traumatica da comune a signoria. Fu in particolare con Cangrande I della Scala, signore illuminato e rispettato, che la città riscoprì un nuovo periodo di splendore e importanza, tanto che Dante dedicò a lui l'intera cantica del Paradiso nella Divina Commedia. Il suo potere si estese su buona parte dell'Italia settentrionale: divenne signore di Verona, Vicenza, Montagnana, Padova, Belluno, Feltre, Monselice, Bassano, Treviso, oltre che vicario imperiale di Mantova e capo della fazione ghibellina in Italia. La politica espansionistica di Verona verso est fu interrotta dalla improvvisa morte di Cangrande a soli 38 anni, pochi giorni dopo la conquista di Treviso, per l'ingestione di una tossina naturale. La prematura e inaspettata morte di Cangrande lasciò la Signoria senza discendenti diretti e il potere venne preso dal nipote Mastino II della Scala, che, con l'acquisizione di Lucca, allargò la Signoria fino sul Mar Tirreno. Tale espansione territoriale preoccupò gli stati confinanti e provocò la formazione di una lega promossa dalla Repubblica di Venezia a cui aderirono i Visconti, i Da Carrara, gli Este e i Gonzaga, contro i quali l'esercito veronese combatté due grandi battaglie prima della resa. La signoria scaligera subì quindi un ridimensionamento territoriale e nel 1388, indebolita da discordie fra le famiglie influenti, venne sostituita dai Visconti. Il dominio visconteo e quello successivo dei Carrararesi, che si impadronirono del potere con l'aiuto di fuoriusciti Scaligeri, fu di breve durata, in quanto la Serenissima approfittò del malcontento dei veronesi e dei disordini che scoppiavano continuamente all'interno la città per entrarvi con l'esercito il 22 giugno 1405, aiutati anche dalla cittadinanza.

### Storia moderna
Il 24 giugno 1405 vi fu la dedizione di Verona a Venezia, sotto il cui governo la città godette di un lungo periodo di pace che si perpetuò sino al 1509, quando la Repubblica Veneta venne attaccata dalle potenze della lega di Cambrai. Conclusasi la guerra della Lega di Cambrai, ricominciò per Verona un nuovo periodo di pace che sarebbe finito non per la guerra, ma per una malattia devastante: la peste del 1630, portata in Italia da soldati tedeschi. Per la città fu un vero disastro: basti pensare che nel 1626 erano stati censiti 53 333 abitanti, che si erano ridotti a 20.738 alla fine del contagio, morirono dunque quasi due terzi della popolazione, tanto che città era piena di corpi che dovevano essere bruciati o gettati nell'Adige per mancanza di luoghi di sepoltura. Dal XVI secolo vi fu comunque un rifiorire dell'economia, con la costruzione di chiese e di palazzi in stile rinascimentale, di cui uno degli artefici più importanti fu l'architetto Michele Sanmicheli. In questo periodo di rinascita artistica e culturale nacque anche la famosa tecnica dei concerti di campane alla veronese, oltre a decine di importanti accademie che determinarono un fiorire di attività culturali di dimensione europea.

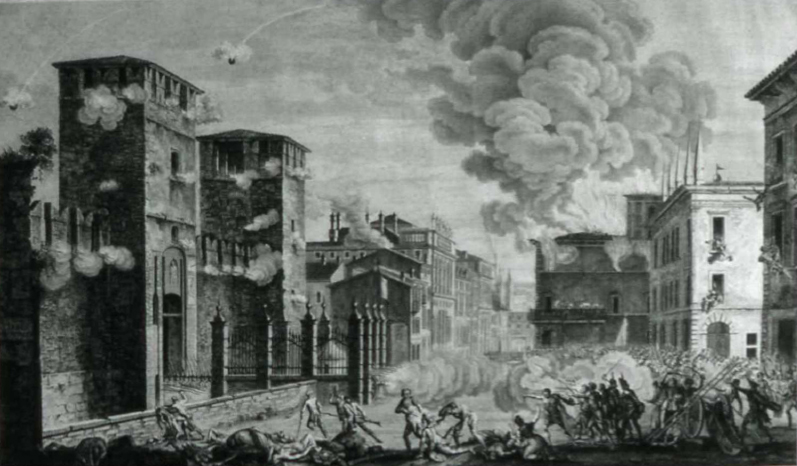
L'assalto di Castelvecchio durante la rivolta antifrancese delle Pasque veronesi

Nel maggio del 1796, durante la campagna d'Italia, combattuta dalla Francia rivoluzionaria contro le potenze monarchiche europee dell'Ancien Régime, l'esercito austriaco venne sconfitto in Piemonte dal generale Napoleone Bonaparte, e dovette darsi a una precipitosa ritirata, mentre Napoleone e le idee rivoluzionarie francesi andavano a sconvolgere la tranquillità dei veronesi. Gli austriaci in ritirata infatti occuparono Peschiera, violando la neutralità veneta, e Napoleone ne approfittò a sua volta per occupare temporaneamente Peschiera e quindi Verona. A questo periodo risale la spoliazione napoleonica della basilica di San Zeno, dove la Pala di San Zeno, opera dell'artista veneto Andrea Mantegna, venne smembrata a inviata al Louvre. Solo durante la Restaurazione, Antonio Canova ottenne la restituzione della pala centrale, mentre la tre predelle, un tempo unite alla pala centrale, rappresentati rispettivamente l'Orazione nell'Orto, la Crocifissione e la Resurrezione, sono rimaste in Francia, al Museo di Belle Arti di Tours e al Museo del Louvre di Parigi. Durante questa occupazione temporanea da parte delle milizie rivoluzionarie francesi, scoppiò una rivolta che prese il nome di Pasque veronesi, durante la quale i veronesi contrastarono le incursioni di pattuglie francesi e il cannoneggiamento della città, non riuscendo però a resistere all'accerchiamento della città da parte di 15.000 soldati. Dei 3.000 soldati francesi di guarnigione al momento della rivolta, i morti ammontarono a 500 soldati, i feriti furono circa un migliaio, e i prigionieri 2.400 (di cui 500 soldati e 1.900 loro famigliari). Il 1797 è l'anno che segna la fine della storia della Serenissima, cui conseguì, durante gli anni delle Guerre napoleoniche, il combattimento di una cruenta battaglia, ma indecisiva, tra francesi e austriaci e il passaggio della città scaligera tra le due parti, a seconda dei vari trattati che si susseguirono negli anni.

### Storia contemporanea

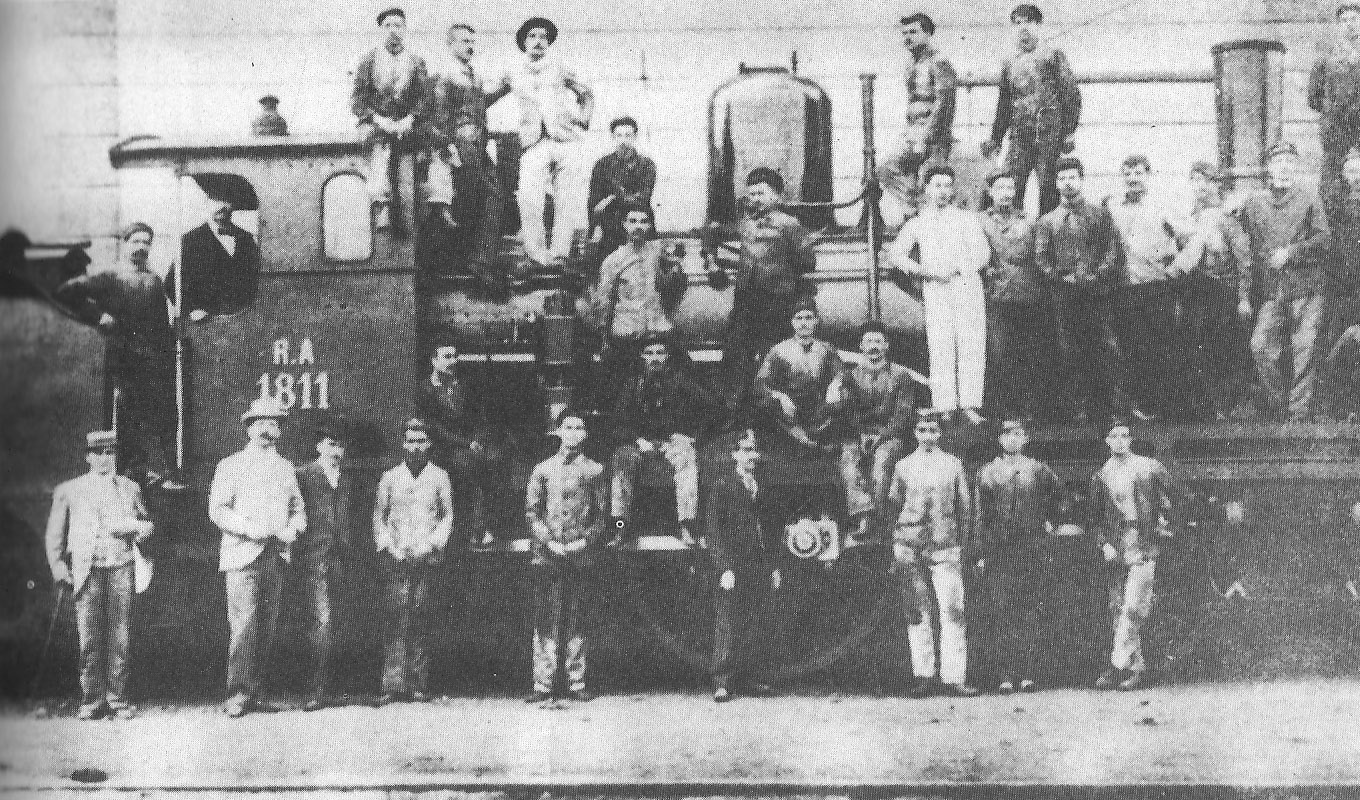
Le officine ferroviarie veronesi presso la stazione di Verona Porta Vescovo, fino al 1866 la più grande industria nell'area veronese

Con il Congresso di Vienna del 1815, la provincia di Verona venne assorbita nel Regno Lombardo-Veneto, uno Stato dipendente dall'Impero austriaco, sotto la cui bandiera rimase stabilmente fino al 1866. Il feldmaresciallo Josef Radetzky, nominato comandante del Regno, riconobbe in Verona un luogo strategicamente importantissimo all'interno del Quadrilatero fortificato, area di grande importanza militare nella strategia asburgica in quanto doveva fungere da cuscinetto contro gli eventuali assalti del Regno di Sardegna, e quindi diede grande stimolo alla sua fortificazione. Gli ingegneri militari austriaci cominciarono a realizzare un sistema difensivo composto da mura, forti, castelli, caserme e vari edifici, rendendo Verona una città-piazzaforte.
La storia di Verona italiana ebbe inizio il 16 ottobre 1866 con la conquista del Veneto da parte dei Savoia a seguito della terza guerra d'indipendenza: di qui in avanti la città passò un periodo di relativa tranquillità, turbato però da una crisi economica che durò fin dopo la Prima guerra mondiale e che ebbe come principale conseguenza l'emigrazione di centinaia di migliaia di veronesi. Nel 1882 la città fu inoltre colpita da una tremenda inondazione dell'Adige, che allagò buona parte del centro storico; negli anni successivi vennero così edificati i cosiddetti muraglioni, degli alti argini in laterizio destinati a proteggere la città da altre piene, anche se così la città dovette rinunciare al suo forte rapporto con l'acqua.
La prima guerra mondiale vide la città nelle retrovie, tuttavia venne colpita da alcuni attacchi aerei, il primo dei quali avvenuto il 14 novembre 1915, quando tre velivoli verniciati di nero sganciarono sulla città numerosi ordigni: in piazza delle Erbe ci fu una strage, alla fine si contarono un centinaio tra morti e feriti. Furono addirittura chiamati i pompieri per lavare il sangue dai marmi ed ebbe un notevole effetto psicologico: per la prima volta la Grande Guerra portava morti civili alla città.
Molto dura fu la parentesi della seconda guerra mondiale, durante la quale fu una delle città più colpite dai bombardamenti, con 11.627 vani completamente distrutti e 8.347 gravemente danneggiati.
Dopo la caduta del fascismo la città, sede di cinque ministeri e di importanti comandi tedeschi, era infatti diventata centro nevralgico della Repubblica Sociale Italiana. Proprio sotto la giurisdizione della RSI si tenne il processo di Verona, intentato contro Galeazzo Ciano e altri gerarchi fascisti, accusati di aver tramato con Badoglio per far arrestare Mussolini, alla conclusione del quale si decretò la loro esecuzione sommaria nel poligono di forte San Procolo.

### Simboli
Lo stemma comunale nasce intorno alla metà del XIII secolo, quando Verona si presentava come libero comune e il precedente stemma, portante croce bianca in campo rosso, venne sostituito dal vessillo delle arti veronesi, avente croce d'oro in campo azzurro, divenuti i colori araldici di Verona. Lo stemma e il gonfalone sono stati riconosciuti con decreto del Capo del Governo del 10 giugno 1939.
Altro simbolo di Verona, che viene ripreso anche nello stemma della provincia, è il vessillo scaligero: quello più conosciuto vede una scala bianca, con quattro o cinque pioli, in campo rosso. Ci sono anche due varianti di quest'ultimo stemma, anche se poco conosciute: la prima variante con due cani rampanti ai lati della scala; la seconda con l'aquila imperiale in cima alla scala, assunto ufficialmente, quest'ultimo, da Alboino della Scala e Cangrande I della Scala in quanto vicari imperiali, carica assegnata dall'imperatore Enrico VII di Lussemburgo.

### Onorificenze
Verona è insignita delle seguenti onorificenze:

## Monumenti e luoghi d'interesse
La città di Verona è universalmente riconosciuta come città d'arte, tanto che nel 2000 è stata inserita dall'UNESCO nella lista dei patrimoni dell'umanità, in particolare per due motivi: in quanto, nella sua struttura urbana e architettura, è un eccezionale esempio di città che si è sviluppata progressivamente e ininterrottamente nel corso di 2 000 anni, acquisendo, al succedersi di ogni periodo artistico e architettonico, opere della massima qualità (criterio II); in quanto rappresenta in maniera eccezionale il concetto di città fortificata europea, sviluppatasi e ampliatasi in diverse fasi (criterio IV).
Gli elementi del periodo romano, romanico, gotico, rinascimentale e successivi sono sopravvissuti integri, mentre il tessuto urbano mostra una coerenza e un'omogeneità notevoli; ciò lo si deve al fatto che la cinta muraria che circonda la città storica ha impedito all'industria e alla ferrovia di penetrare verso il centro. Solo la seconda guerra mondiale ha provocato gravi danni al suo patrimonio, tuttavia il piano di ricostruzione adottato nel dopoguerra ha consentito di mantenere la struttura originaria della città, grazie alla grande cura con cui è stato seguito il processo di ricostruzione.

### Architetture religiose

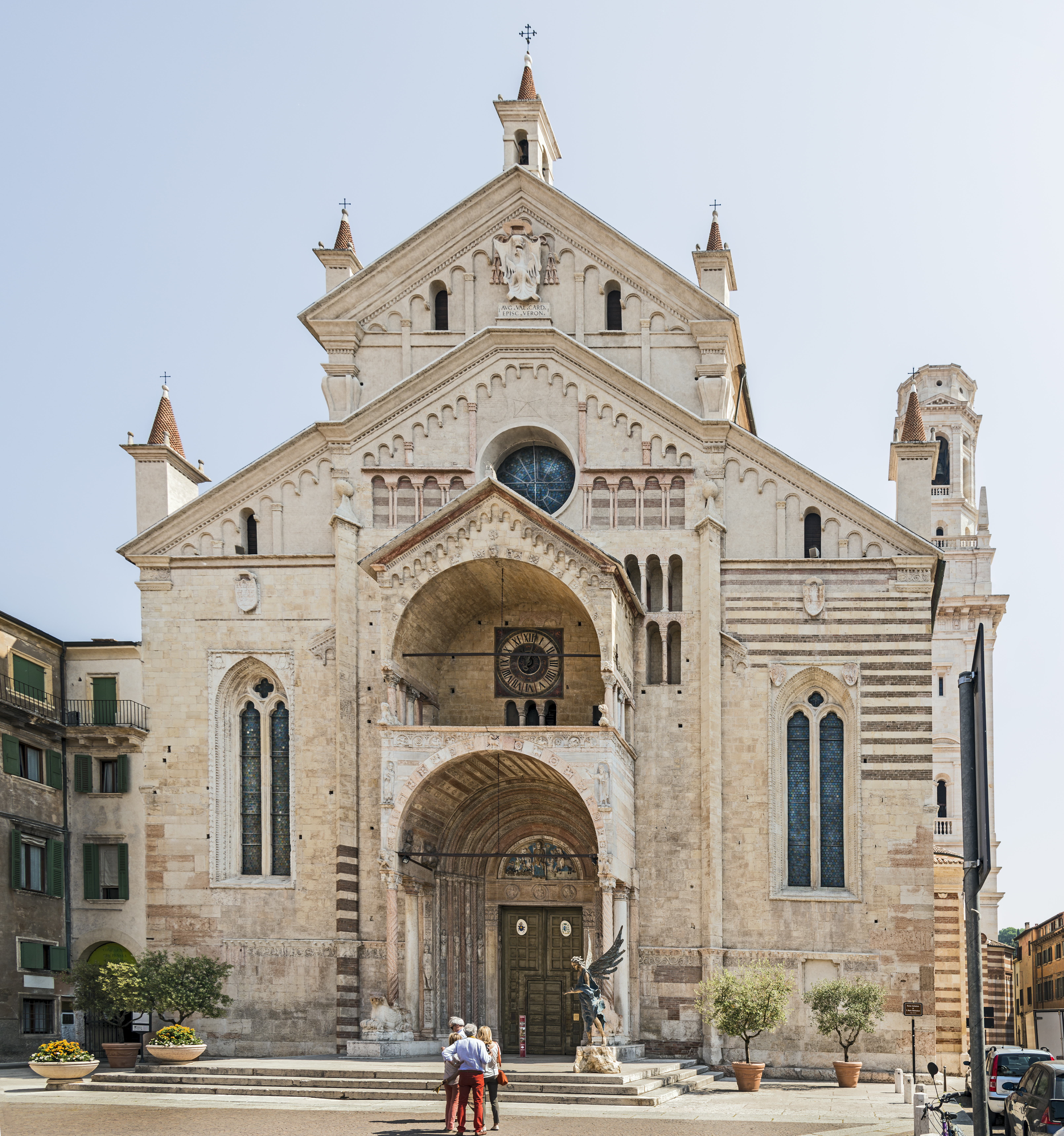
Il Duomo di Verona, chiesa cattedrale della diocesi di Verona

La città possiede un elevato numero di edifici religiosi cristiani, di cui alcuni di grande rilevanza dal punto di vista storico, artistico e architettonico.
Tra questi vi è sicuramente il complesso del Duomo di Verona, principale luogo di culto cattolico della città di Verona e chiesa madre dell'omonima diocesi, di cui fanno parte, oltre che la chiesa principale dedicata a Santa Maria Assunta, anche la chiesa di San Giovanni in Fonte, anticamente un battistero, la chiesa di Sant'Elena e la biblioteca capitolare. Il complesso sorge dove agli inizi del IV secolo venne edificata la prima basilica paleocristiana di Verona, i cui pavimenti rivestiti in eleganti mosaici sono in parte visibili. L'edificio tuttavia venne ricostruito a seguito del terremoto del 1117, che distrusse il precedente edificio d'età carolingia, a sua volta costruito al posto dell'edificio romano, andato distrutto a causa di un incendio; la chiesa romanica ha comunque subito nel corso dei secoli numerose trasformazioni, in particolare in età gotica e rinascimentale. All'interno, tra le numerose opere d'arte, è presente anche una pala di Tiziano: l'Assunzione della Vergine.

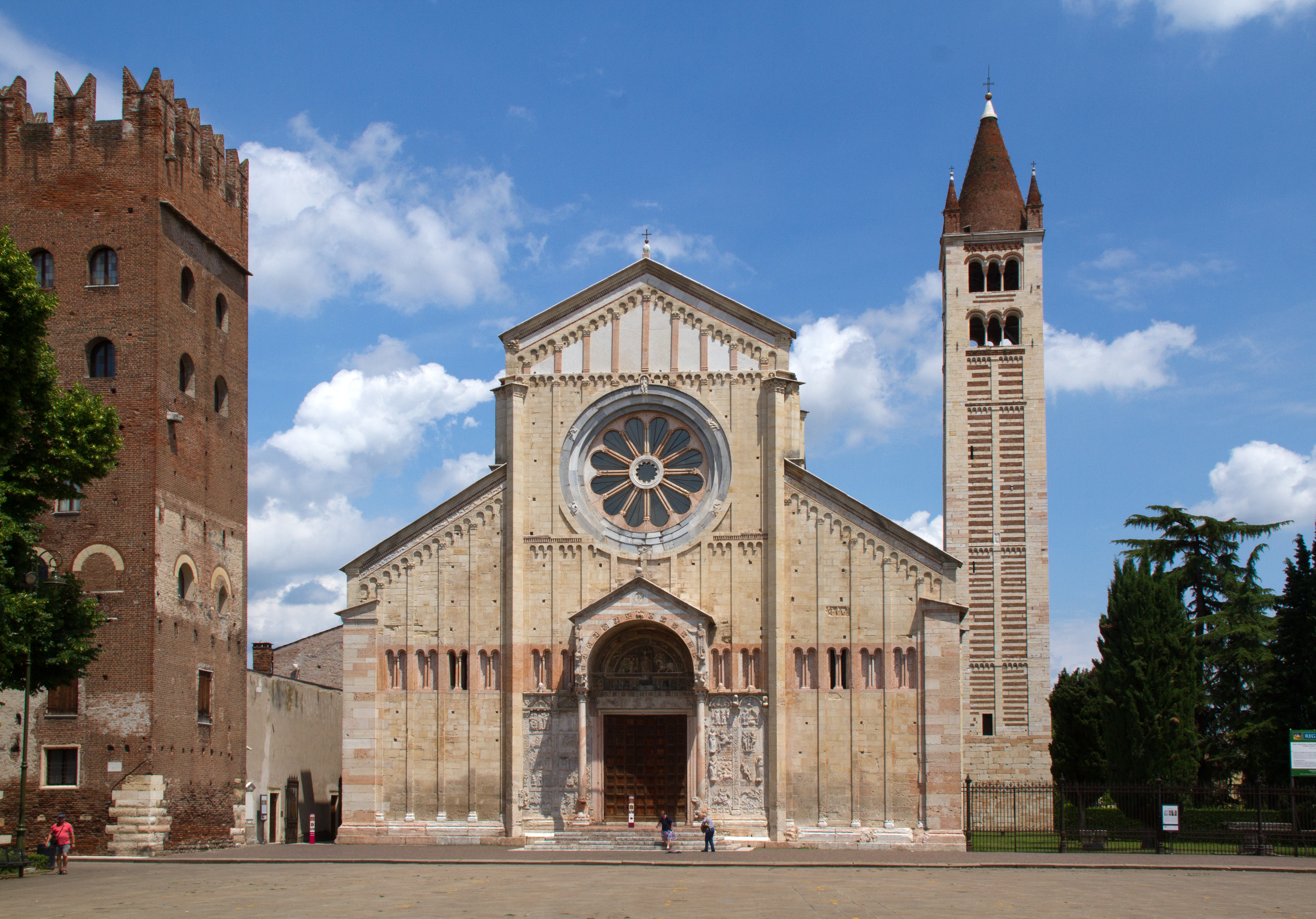
La romanica basilica di San Zeno

Altro edificio di grande valore è la basilica di San Zeno, la cui cripta custodisce il corpo del patrono della città, collocato in un sarcofago a vista consacrato nel 1939, con il volto coperto da una maschera d'argento e vestito con abiti pontificiali. La chiesa, che si affaccia nella stessa piazza su cui sorgono la torre abbaziale di San Zeno e la chiesa di San Procolo, è considerata uno dei capolavori del romanico lombardo e quindi padano. Ospita inoltre diverse opere d'arte, tra cui un'opera di Andrea Mantegna, la pala di San Zeno, il portale con le formelle bronzee e il grande rosone della facciata, chiamato "Ruota della Fortuna", opera del lapicida Brioloto de Balneo.
Infine la basilica di Santa Anastasia, che conserva il nome di una chiesetta preesistente di epoca longobarda dedicata alla martire del IV secolo Anastasia di Sirmio, un magistrale esempio di architettura gotica italiana. L'edificio sorge nel tratto terminale dell'antico decumano massimo, la principale strada romana di Verona prosecuzione della via Postumia, a fianco della più piccola e sconsacrata chiesa di San Pietro Martire. Sul finire del XIII secolo vi si insediò l'ordine dei domenicani, a cui si deve la costruzione della basilica gotica, anche questa dedicata a san Pietro martire, un domenicano originario di Verona e patrono della città insieme a san Zeno. Un grande contributo alla realizzazione della chiesa si deve alla famiglia dei Della Scala, signori della città, grazie alle generose donazioni e lasciti testamentari che finanziarono il lungo cantiere.

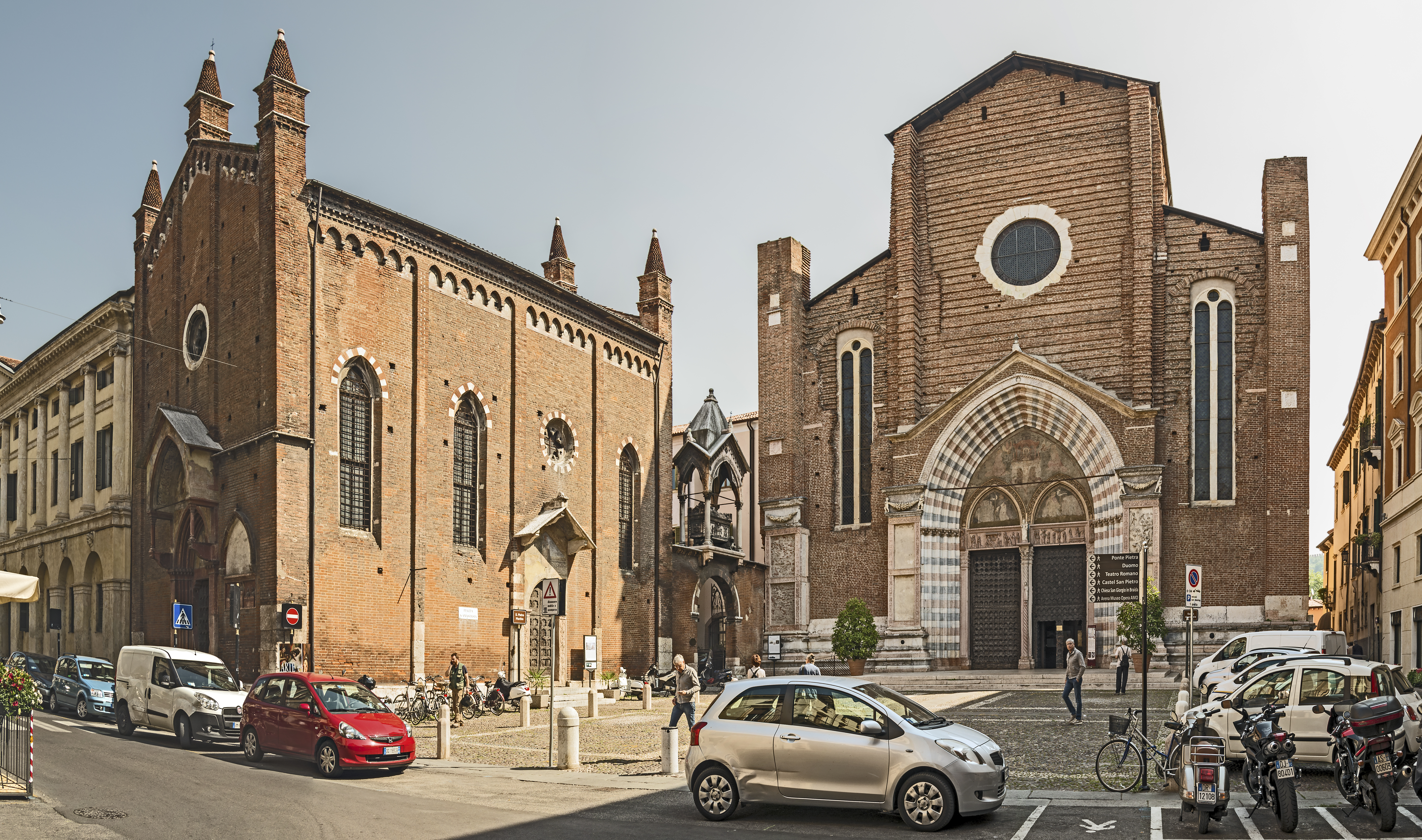
La facciata (non finita) della basilica di Santa Anastasia e, sulla sinistra, la chiesa di San Pietro Martire

Il citato terremoto del 1117 provocò ingenti danni alla maggior parte dei monumenti veronesi causando la sostanziale scomparsa dalla città della maggior parte delle testimonianze altomedievali, per cui tra i pochi edifici conservatisi (almeno in parte) si possono citare solo il sacello delle Sante Teuteria e Tosca e la chiesa di Santo Stefano; questo episodio, a sua volta, lasciò lo spazio per un'ampia diffusione dello stile romanico, utilizzato nella ricostruzione delle chiese colpite.
Il XII secolo fu quindi un periodo florido per l'architettura veronese; sia l'alto numero di edifici chiesastici che le loro peculiarità rendono l'architettura romanica di Verona tra le più interessanti nonostante sia meno nota rispetto all'architettura romanica lombardo-emiliana, probabilmente perché il romanico veronese, con la sola eccezione dell'esuberante basilica di San Zeno, presenta complessi edilizi discreti e severi, assenti da decorazioni scultoree. Tra i principali esponenti di questo periodo si possono menzionare la chiesa di Santa Maria Antica, la chiesa di San Lorenzo, la chiesa dei Santi Apostoli, la chiesa di San Giovanni in Valle e la chiesa della Santissima Trinità in Monte Oliveto.

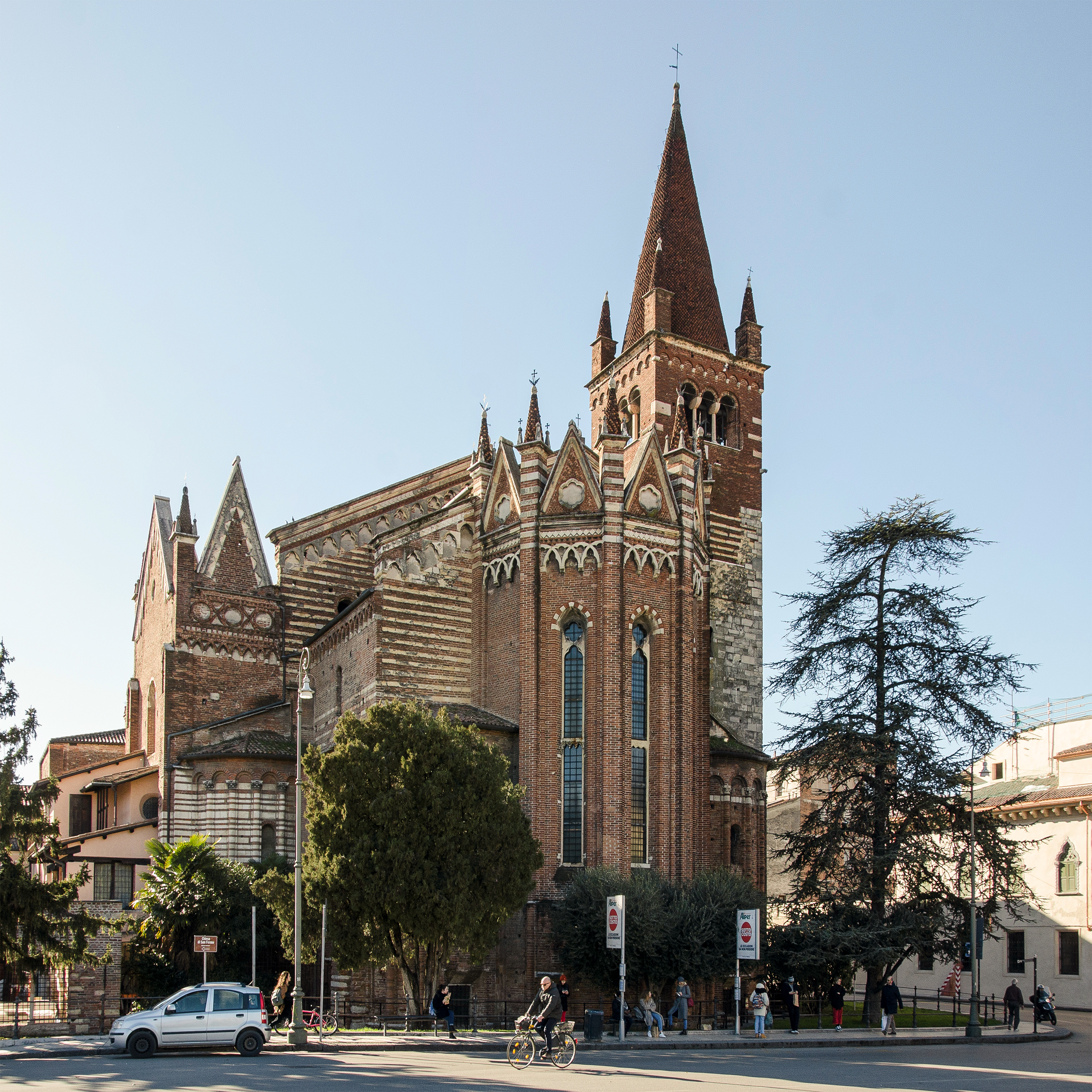
La zona absidale della chiesa di San Fermo Maggiore, ricca di cuspidi e pinnacoli

Il passaggio ad un linguaggio gotico avvenne a partire dal XIII secolo, in un primo momento coinvolgendo non edifici chiesastici quanto piuttosto le relative pertinenze, dove il romanico cominciò a lasciar posto a superfici più lisce e in cotto e a strutture semplificate; il rinnovamento dell'architettura religiosa in quel periodo si deve in particolar modo all'insediamento di nuovi ordini religiosi, che godettero del favore dei Della Scala e della nobiltà. Oltre alla già citata basilica di Santa Anastasia, tra i complessi interessanti si possono annotare la chiesa di Santa Maria della Scala, la chiesa di Sant'Eufemia e la chiesa di San Fermo Maggiore.
Tra gli edifici di passaggio tra il gotico e l'architettura rinascimentale vi sono invece la chiesa di San Tomaso Cantuariense, la chiesa dei Santi Nazaro e Celso, la chiesa di San Giorgio in Braida e la chiesa di Santa Maria in Organo. Quest'ultima è caratterizzata da una facciata marmorea completata solo per la parte inferiore e opera del noto architetto veronese Michele Sanmicheli, che segnò il Cinquecento veronese, in particolare con alcune strutture a pianta centrale: la chiesa della Madonna di Campagna, la cappella Pellegrini e il tempio posto al centro del lazzaretto di Verona.
Infine, tra le chiese barocche si ricordano la chiesa di San Nicolò all'Arena, la chiesa degli Scalzi, la chiesa di Santa Caterina alla Ruota oltre che la cappella Varalli, mentre tra quelle neoclassiche la chiesa di San Paolo, la chiesa di San Pietro Incarnario e la chiesa di San Fermo Minore di Brà.

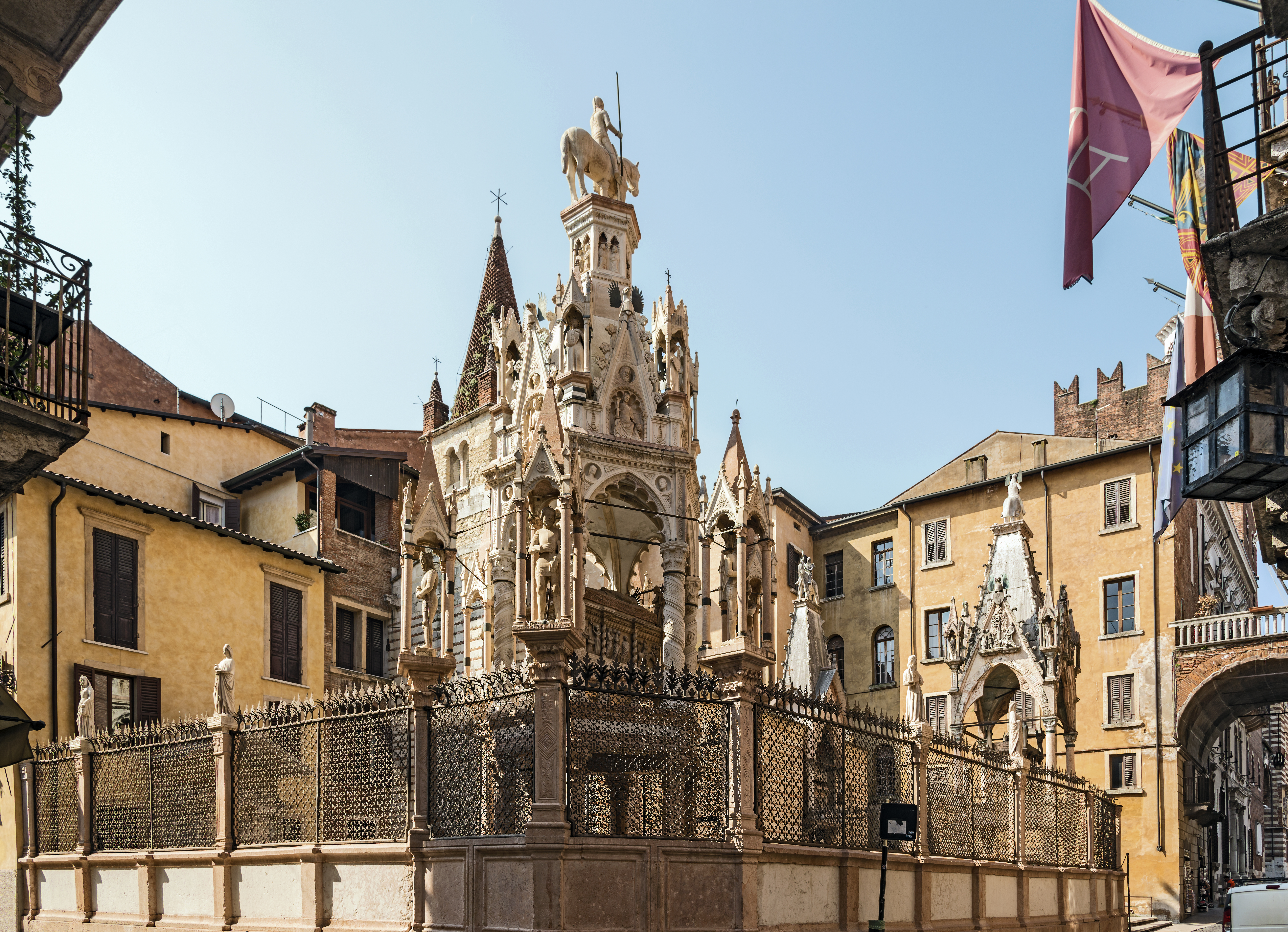
Le Arche scaligere, dove riposano i Della Scala

Monumento di grande interesse sono anche le arche scaligere, uno scenografico e monumentale complesso funerario della famiglia degli Scaligeri, destinate a contenere le spoglie di alcuni illustri rappresentanti della casata. Si tratta di un capolavoro dell'arte gotica, incredibile fusione tra scultura e architettura, tanto che lo storico francese Georges Duby, nel suo L'Europa del medioevo, ha definito le arche scaligere «uno dei più insigni e significativi monumenti dell'arte gotica».

### Architetture civili

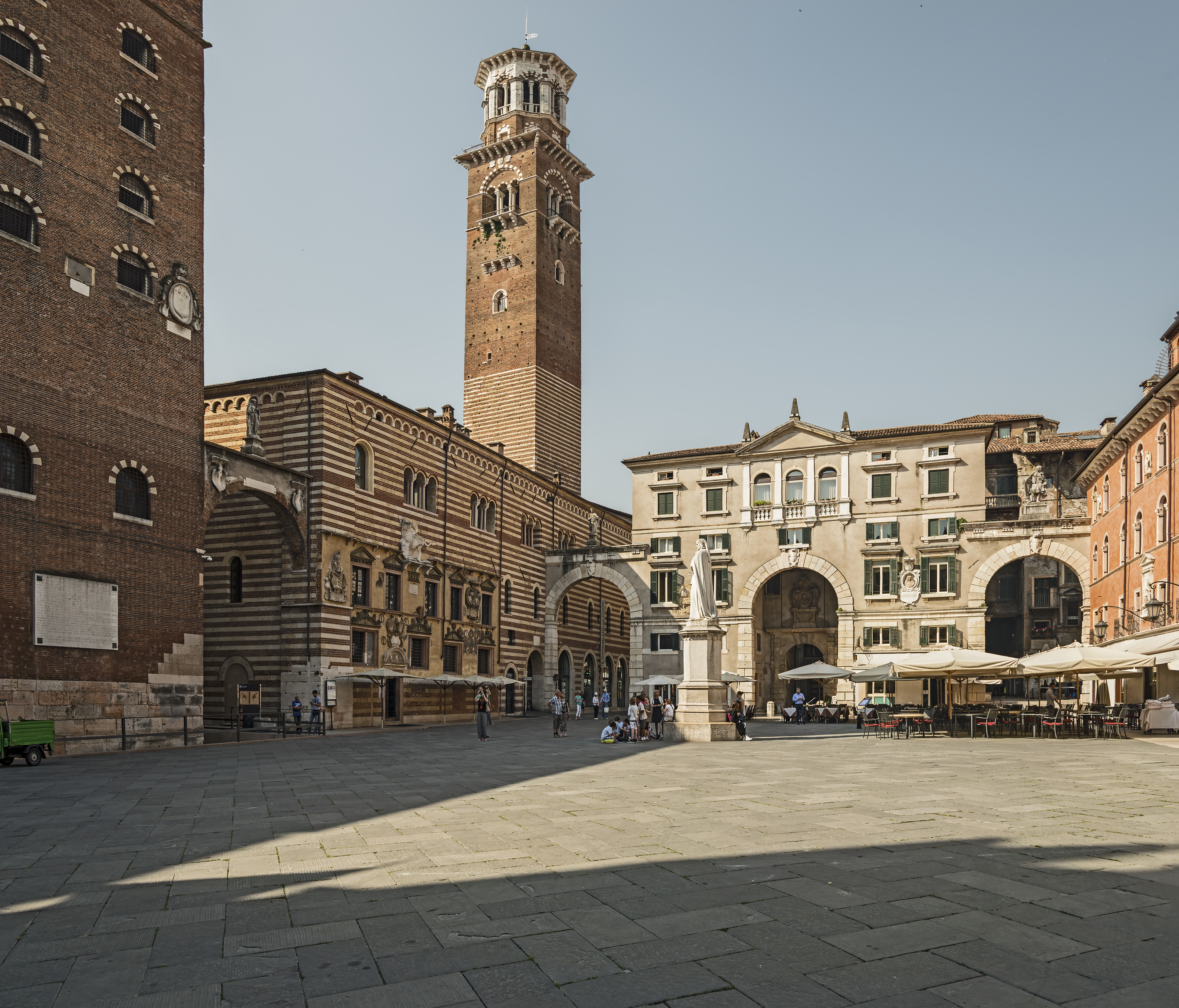
Palazzo della Ragione e la svettante torre dei Lamberti

Tra i più antichi e interessanti edifici civili della città vi è il palazzo della Ragione, così chiamato in quanto durante il governo della Serenissima ospitava il tribunale. Si tratta di un imponente complesso a corte centrale situato a cavallo tra piazza delle Erbe e piazza dei Signori, costruito sul finire del XII secolo per accogliere le nuove magistrature del Comune. Cuore del potere politico prima, e giudiziario poi, nel corso dei secoli subì alcune trasformazioni per adattarsi alle nuove funzioni ospitate. L'ambiente più prestigioso è la cappella dei Notai, realizzata tra il 1408 e il 1419, composto da quattro sale comunicanti coperte con volte a vela e ospita uno dei più importanti complessi decorativi realizzati su commissione pubblica a Verona, eseguiti nel XVIII secolo dai pittori veronesi Alessandro Marchesini, Giambattista Bellotti, Sante Prunati e dal francese Louis Dorigny. Del complesso edilizio fanno parte anche la torre dei Lamberti, edificata nel 1172 e sopraelevata varie volte fino a diventare la torre più alta della città, e la scala della Ragione, pregevole architettura tardogotica costruita in marmo rosso veronese. A seguito dello spostamento del tribunale, l'edificio è stato restaurato su progetto di Tobia Scarpa all'inizio del XXI secolo, diventando sede permanente della galleria d'arte moderna Achille Forti.

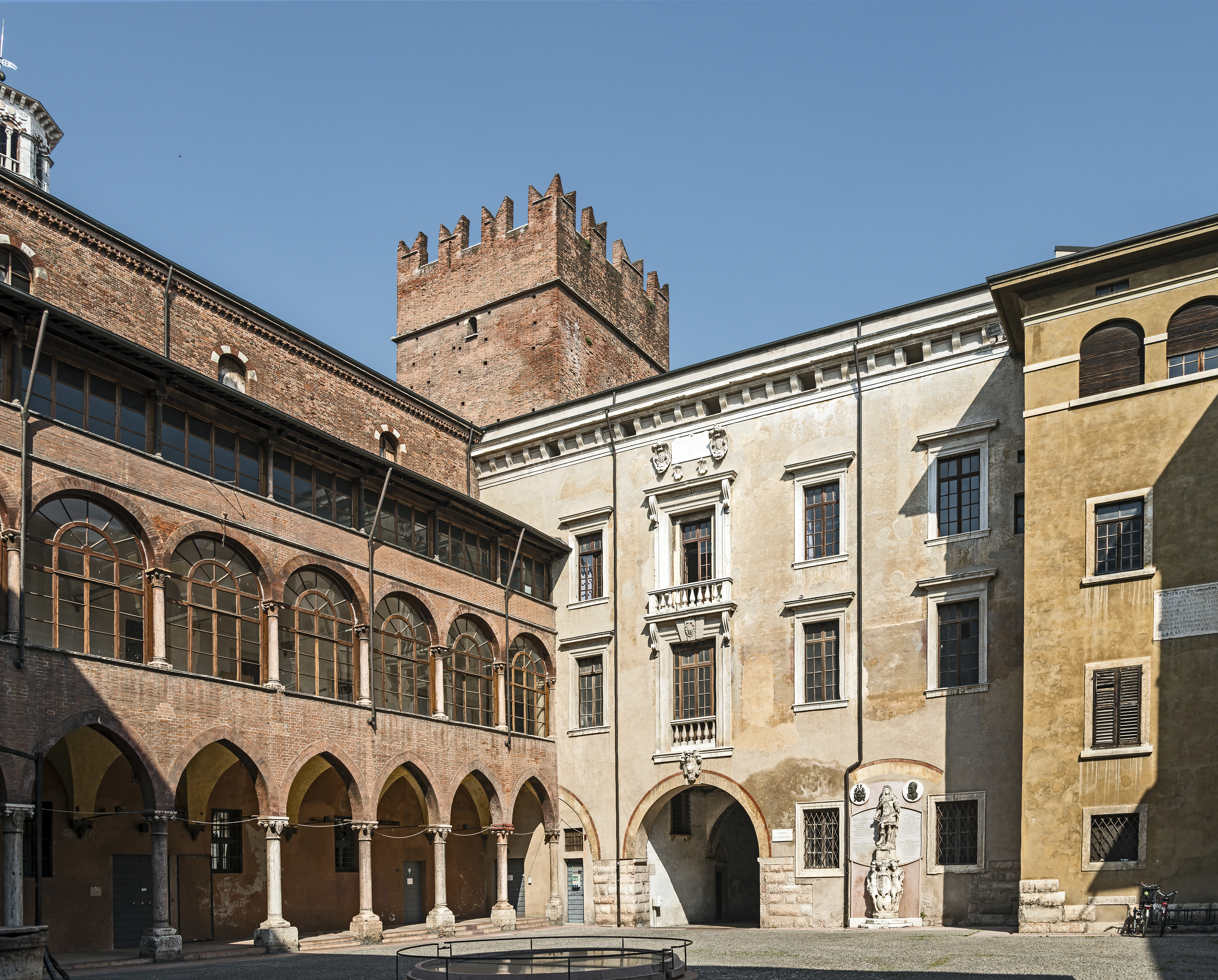
Il cortile del palazzo del Capitanio

Altro importante edificio è il palazzo del Capitanio, sempre a corte centrale, così chiamato in quanto in epoca veneziana vi si insediò il Capitano, ovvero il rettore della città. In origine il palazzo, fatto costruire da Cansignorio della Scala nel XIV secolo, era un edificio fortificato dall'aspetto austero, caratterizzato da tre imponenti torri che lo facevano apparire quasi un castello; di questo palazzo medievale sopravvive intatta solo una delle torri, mentre il resto dell'edificio ha subito alcune trasformazione nel corso del XVI secolo, per cui l'aspetto odierno appare in parte gotico e in parte rinascimentale. Di particolare interesse artistico sono il portale d'ingresso al cortile dell'edificio, probabile opera dell'architetto Michele Sanmicheli, e il portale barocco detto dei Bombardieri. Nel palazzo è presente il centro internazionale di fotografia Scavi Scaligeri, spazio espositivo sotterraneo che è stato realizzato all'interno di un sito archeologico venuto alla luce tra il 1981 ed il 1983.

La Gran Guardia, teatro di numerose mostre d'arte

Vi è poi il palazzo della Gran Guardia, un monumentale complesso che si affaccia su piazza Bra, a breve distanza da palazzo Barbieri e dall'anfiteatro romano. I lavori di costruzione partirono all'inizio del XVII secolo su progetto dell'architetto Domenico Curtoni: inizialmente prevedeva una destinazione d'uso a edificio d'armi, con un vasto porticato utilizzabile per passare in rivista le truppe e un piano nobile che avrebbe accolto l'accademia militare. I lavori però si interruppero e ripresero solo nel 1820, quando l'architetto Giuseppe Barbieri prese in mano il progetto di Curtoni e portò a conclusione i lavori precedentemente iniziati. Il disegno dell'edificio è stato influenzato sia da quello dal prospiciente anfiteatro romano, in particolare per il susseguirsi di ampie arcate al piano terreno, che dall'architettura del famoso architetto rinascimentale Michele Sanmicheli. L'edificio è stato restaurato e ampliato alla fine del XX secolo per poter ospitare un moderno e accessibile centro per congressi ed esposizioni su più livelli.

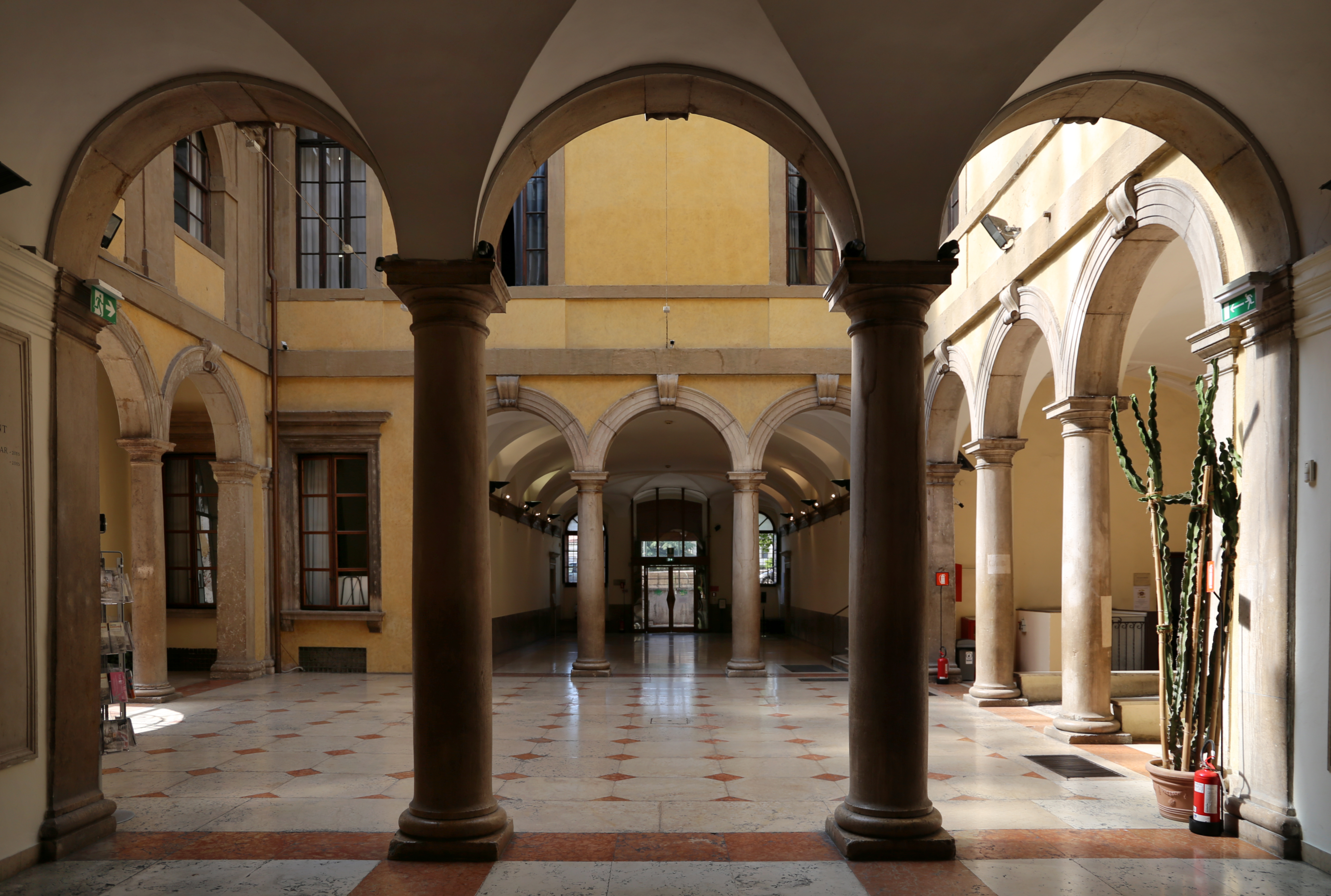
Il cortile di palazzo Pompei, sede del museo civico di storia naturale

Tra gli altri palazzi di particolare rilevanza di Verona si ricordano alcuni edifici realizzati dal già citato architetto veronese Michele Sanmicheli, maestro tardo rinascimentale: palazzo Bevilacqua, edificio mai completato, come dimostra la posizione asimmetrica del portale sulla facciata, il cui piano nobile è racchiuso tra una balconata continua e un ricco cornicione; palazzo Canossa, uno dei capolavori dell'architetto e decorato dai più importanti pittori veronesi, Bernardino India, Battista del Moro e Paolo Veronese, tanto importante che ospitò governanti europei quali Napoleone Bonaparte, lo zar Alessandro I, e gli imperatori d'Austria Francesco I, Ferdinando I e Francesco Giuseppe I; palazzo Pompei, commissionato nel XVI secolo dalla nobile famiglia Lavezzola all'architetto, ma donato dai proprietari al comune di Verona negli anni trenta dell'Ottocento, che lo restaurò in modo da potervi insediare una galleria, divenuta poi il museo civico di storia naturale.

### Architetture militari

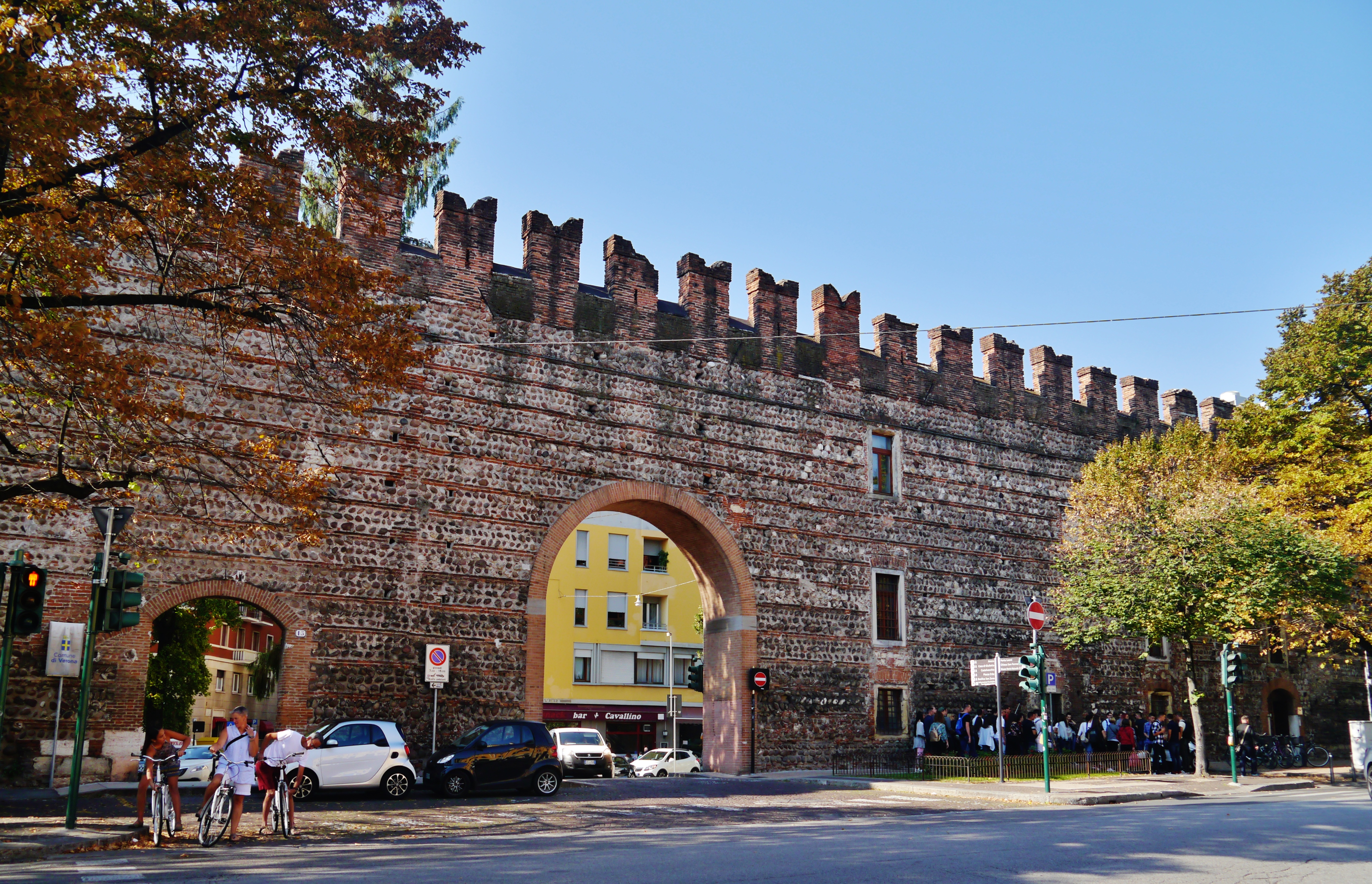
Le mura comunali lungo via Pallone

La città è circondata da una lunga cortina muraria realizzata in diverse fasi costruttive, nel corso dei secoli. Nel settore collinare delle cosiddette Torricelle si trovano le mura scaligere, una cortina muraria commissionata da Cangrande I della Scala all'architetto Calzaro, come informa un'iscrizione datata gennaio 1325, che fece così ampliare le fortificazioni cittadine dopo i primi interventi effettuati da Alberto I della Scala tra il 1287 e il 1289. Questa cinta muraria proseguiva naturalmente anche nel settore di pianura, tuttavia, durante il governo della Serenissima, questa parte venne completamente trasformata dando vita alla cinta muraria veneziana: quest'opera vide la realizzazione di muri a scarpa di grande spessore e la costruzione di diversi bastioni, circolari e poligonali, rendendo le fortificazioni più adatte all'introduzione della polvere da sparo. Parte delle fortificazioni veneziane e in particolare i bastioni furono però demoliti dalle truppe napoleoniche, per cui i bastioni vennero ricostruiti durante il successivo dominio austriaco, cosicché la cinta magistrale cittadina assunse la sua conformazione definitiva. Questo complesso sistema di cortine difensive e bastioni fanno parte di un parco urbano lineare e quindi è liberamente visitabile tramite un itinerario pedonale.

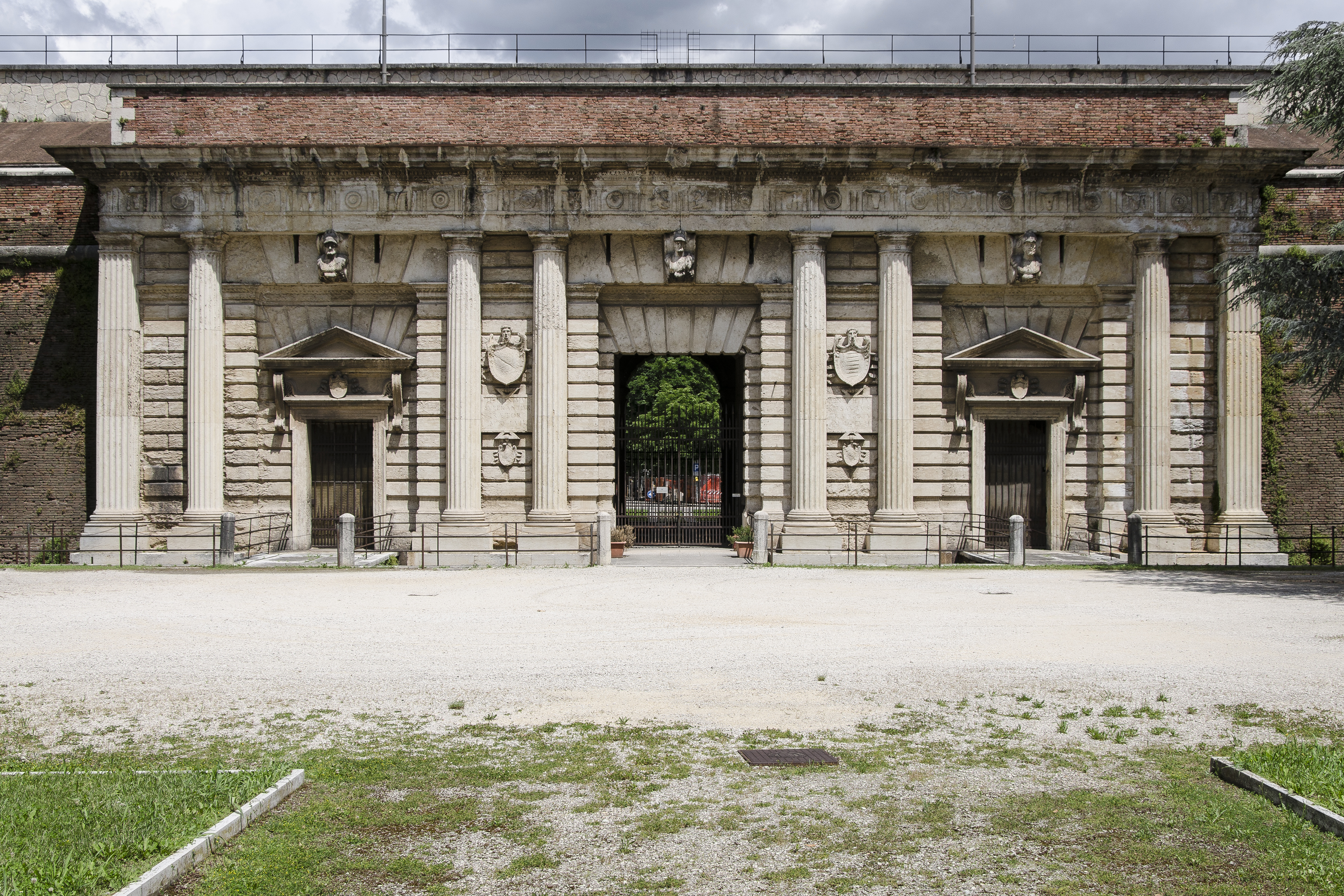
La facciata ad agro della sanmicheliana porta Palio

Oltre alla cortina esterna, sopravvivono le mura comunali cittadine, erette a sud del centro storico in età medievale, in prossimità dell'Adigetto, di cui rimangono visibili ampie tracce lungo via Pallone e all'interno di Castelvecchio, mentre delle diverse porte che si aprivano lungo la cortina rimangono scarse testimonianze a causa ai lavori che hanno portato all'allargamento dei fornici.
Tra i punti di accesso situati lungo le mura magistrali, se ne citano in particolare due: porta Nuova, ingresso monumentale eretto tra il 1532 e il 1540 su progetto dell'architetto Michele Sanmicheli, opera che fu giudicata molto positivamente da Giorgio Vasari, il quale asserisce che non vi fu «già mai altr'opera di maggior grandezza né meglio intesa»; porta Palio, sempre dello stesso architetto ma realizzata tra il 1550 e il 1561, che si tratta forse del monumento più considerevole nato dalla ricerca rinascimentale sul tema del trionfo nella porta urbica, oltre che estrema manifestazione architettonica della politica del munire et ornare. Oltre a queste vi sono però numerose altre porte d'ingresso, tra cui si ricordano i portoni della Bra, porta San Giorgio, porta San Zeno e porta Vescovo.

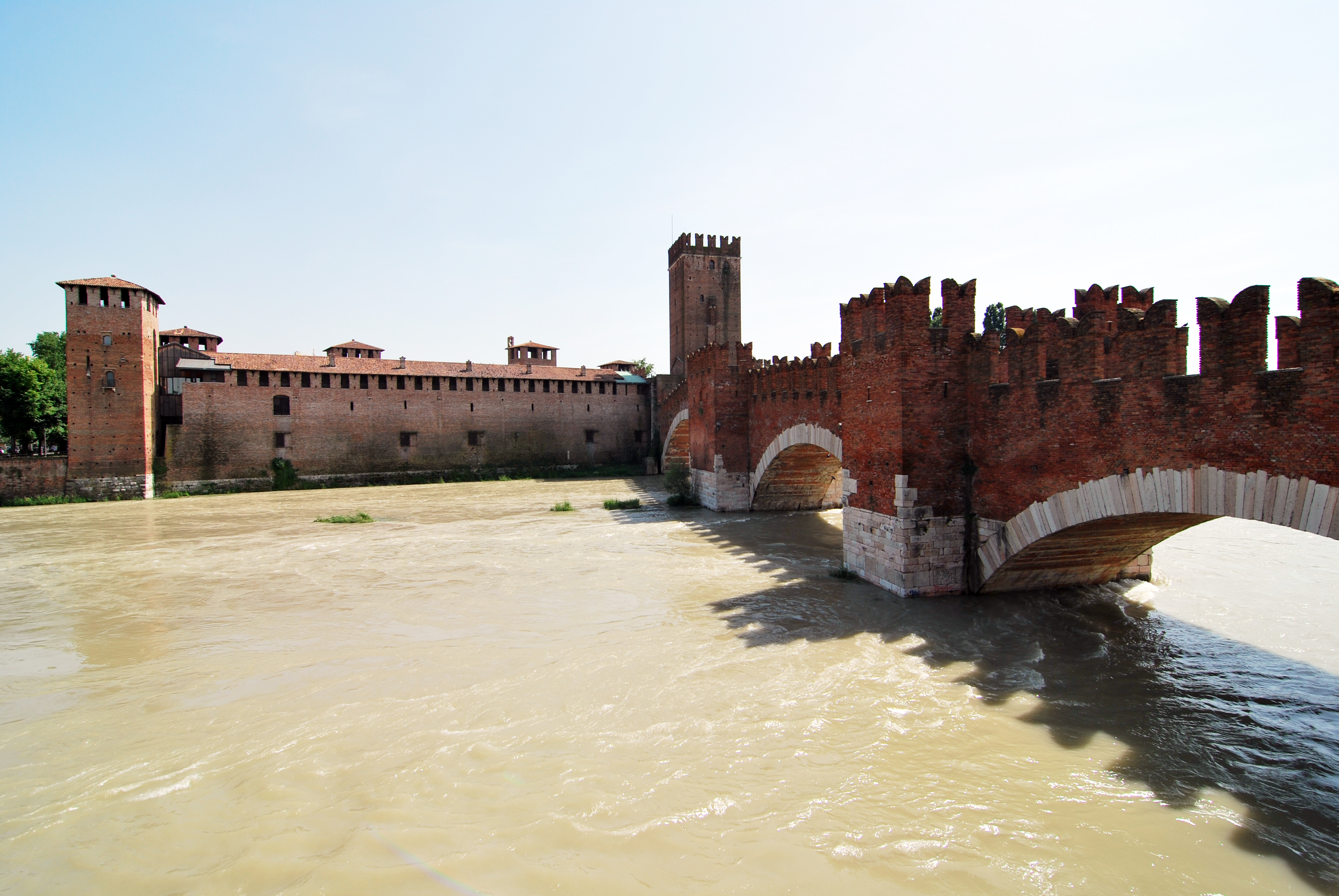
Castelvecchio e il ponte scaligero

Punto cardine, per diversi secoli, di questo sistema difensivo fu Castelvecchio, fatto erigere nel XIV secolo dal signore di Verona Cangrande II della Scala. Il complesso è diviso in due parti dalle imponenti mura comunali: ad ovest è presente la Reggia degli Scaligeri, protetta da uno stretto cortile a doppio ordine di mura, al cui centro svetta la torre più alta del castello, il mastio; ad est è invece presente il cortile maggiore, a pianta rettangolare, destinato in origine a piazza d'armi. Il complesso continuò a svolgere la sua funzione militare anche sotto il governo veneto, durante la breve occupazione napoleonica e infine sotto il dominio austriaco, quando venne utilizzato come caserma. Dopo essere stato bombardato durante la seconda guerra mondiale, Castelvecchio fu oggetto di un importante restauro e di un allestimento museale curato dal noto architetto Carlo Scarpa, che portò alla fondazione del museo di Castelvecchio, definito come uno delle più importanti opere di museografia italiana del dopoguerra.

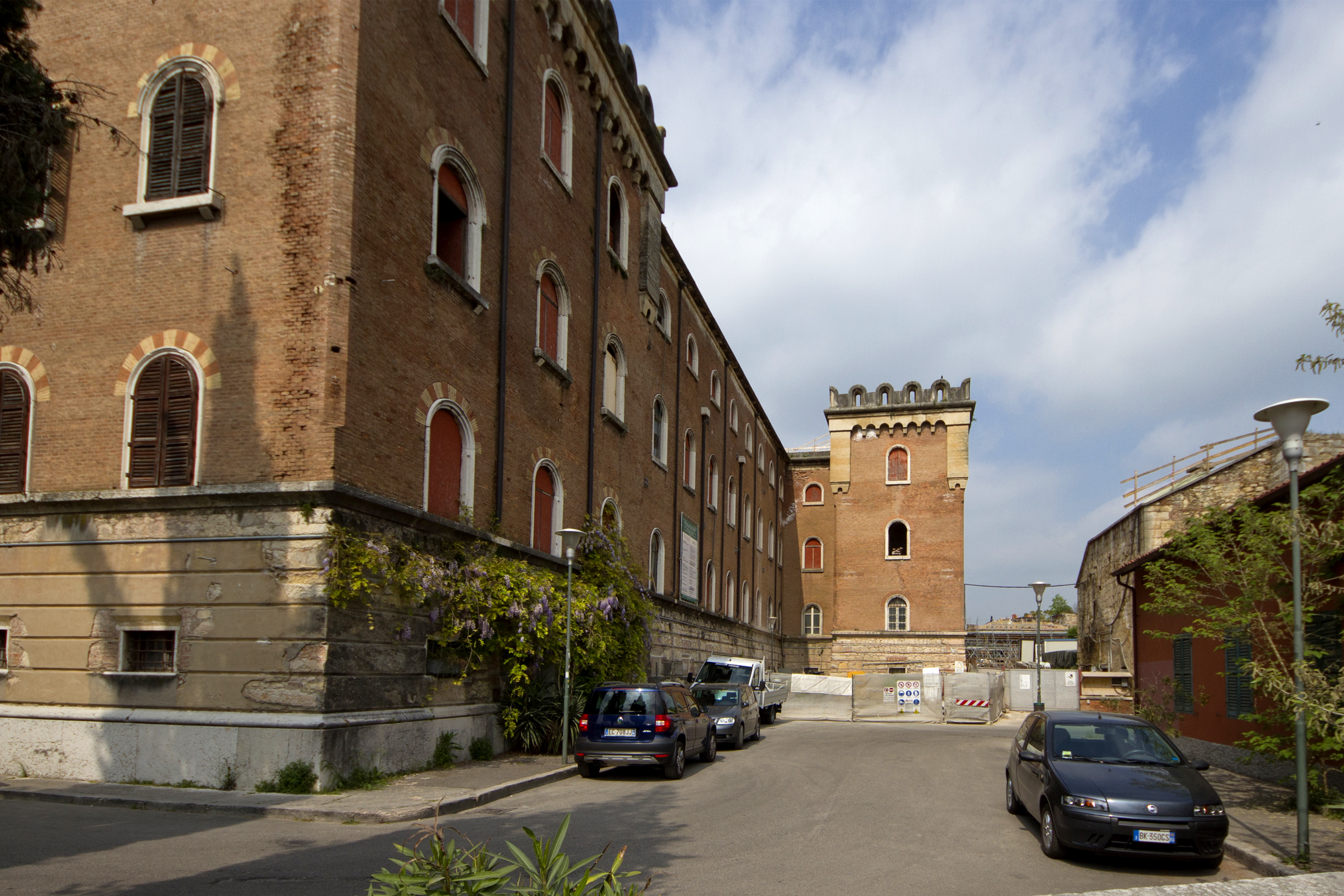
Castel San Pietro, dal cui piazzale si può ammirare Verona dall'alto

Altra opera fondamentale per diversi secoli fu castel San Pietro, situato in cima all'omonima collina e quindi dominante rispetto alla città che si apre a sud. L'imponente castello originale fu commissionato sul finire del Trecento dai Visconti e rinforzato durante la dominazione veneziana sopravvivendo fino al 1801, quando le truppe napoleoniche lo fecero demolire prima di consegnare la città agli austriaci; sulle rovine dei precedenti edifici fu costruita la caserma militare asburgica, in fase di restauro ed allestimento per ospitarvi un museo della città. Il piazzale antistante il castello, molto frequentato per la presenza di un'ampia terrazza panoramica sulla città, è raggiungibile sia tramite una scalinata che si dipana dal lato del teatro romano che tramite la funicolare di Verona, costruita agli inizi del XX secolo.

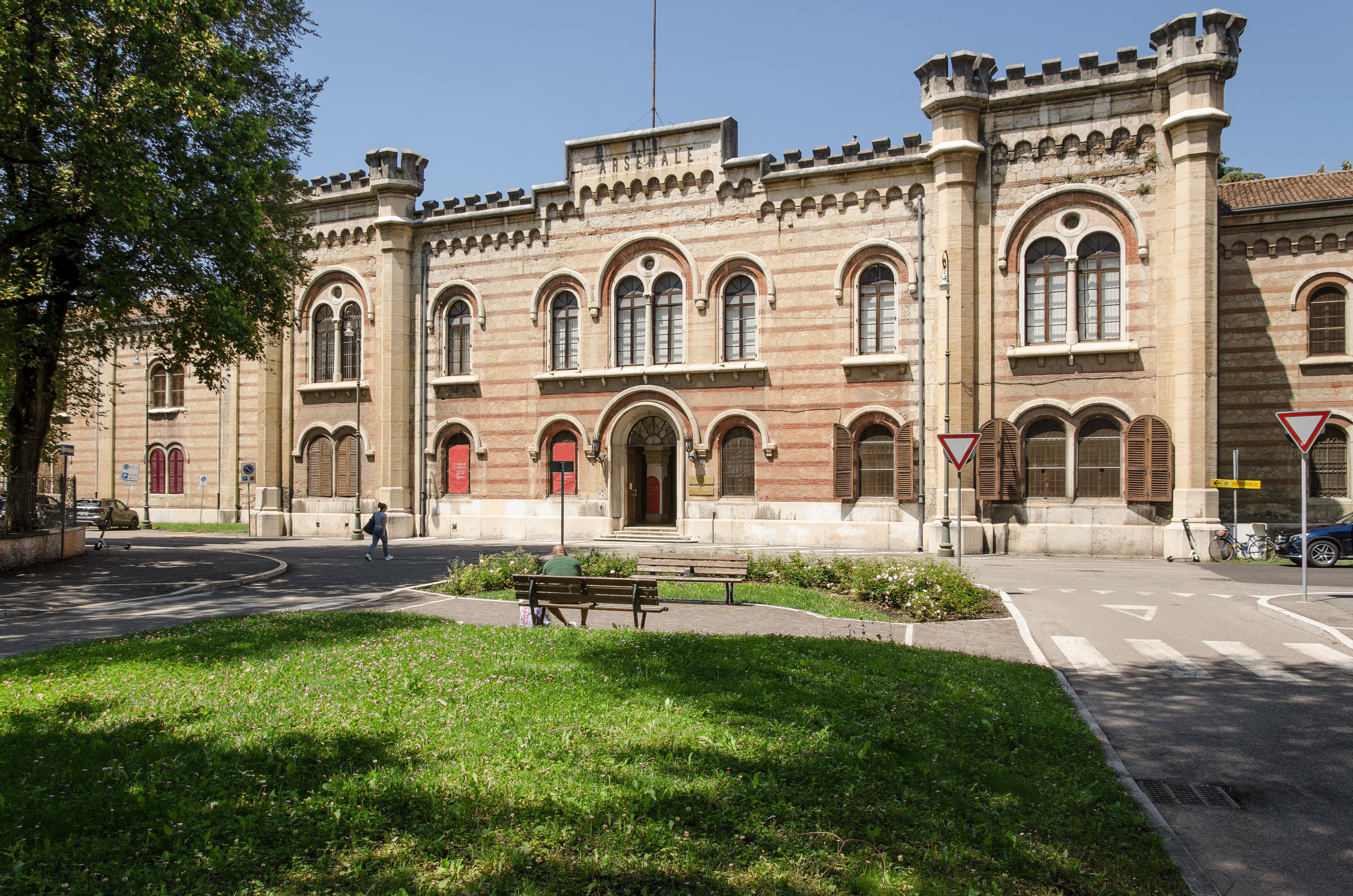
Il padiglione del Comando dell'arsenale di Verona

Vi sono infine due grandi stabilimenti militari realizzati nel XIX secolo: l'arsenale di Verona, costruito in stile neoromanico, che occupa una superficie molto ampia ed è organizzato lungo assi con ampi cortili che separano i nove edifici che contenevano magazzini, depositi e laboratori immersi nel verde, il tutto compreso entro un recinto difensivo; la provianda di Santa Marta, anche questa realizzata in stile neoromanico, e in origine destinato alla produzione di pane e gallette, al deposito e all'amministrazione di altri generi di sussistenza per l'esercito imperiale di stanza in Italia settentrionale, e ospita i dipartimenti e la biblioteca di economia dell'Università degli Studi di Verona.

### Siti archeologici

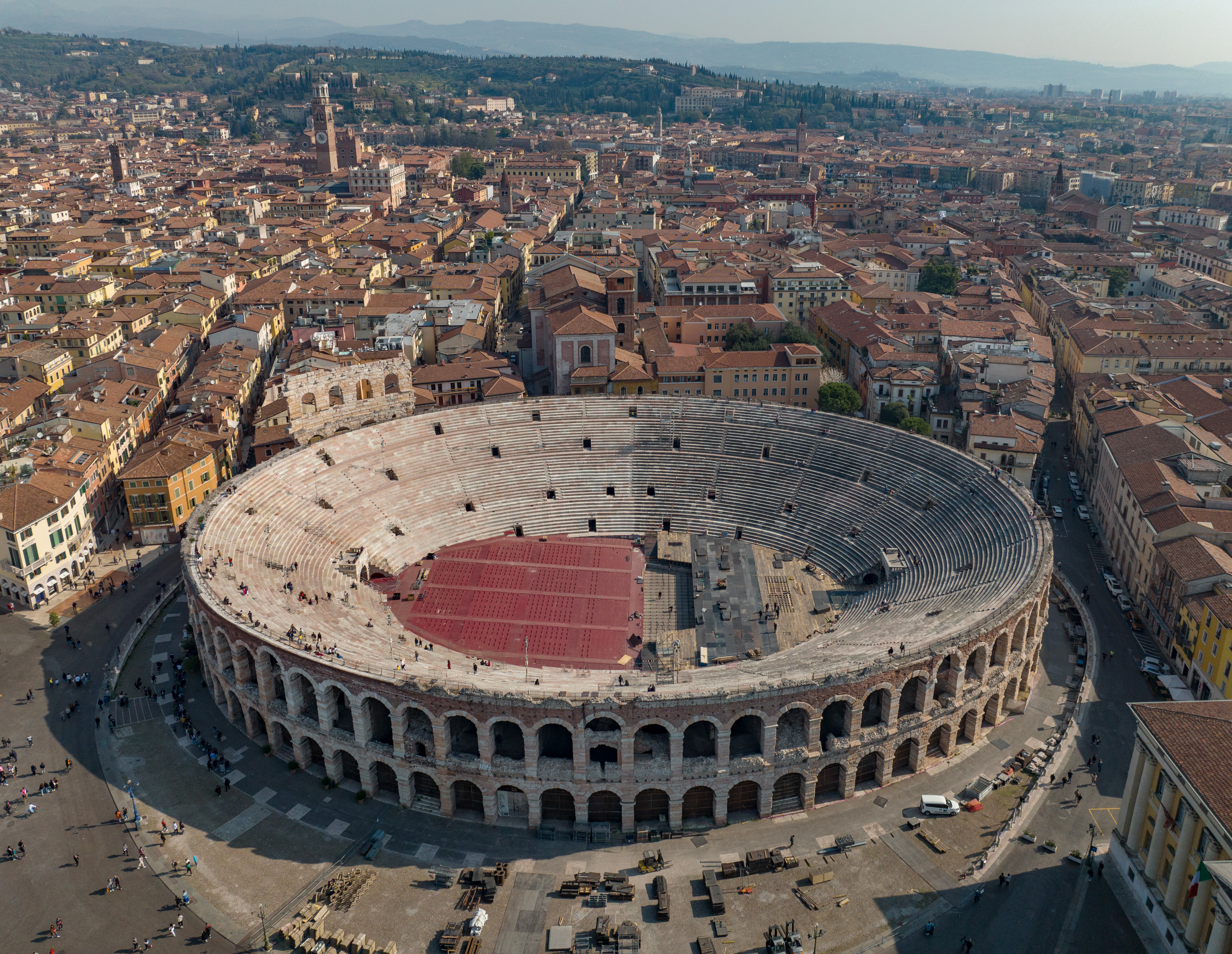
L'Arena di Verona, simbolo della città

Verona presenta numerosi monumenti di epoca romana, edificati a partire dalla metà del I secolo a.C., quando la città venne rifondata all'interno dell'ansa dell'Adige.
Il monumento più famoso, divenuto simbolo della città stessa, è l'Arena di Verona. Si tratta di uno dei grandi fabbricati che hanno caratterizzato l'architettura romana ed uno degli anfiteatri antichi giunto a noi con il miglior grado di conservazione, grazie ai sistematici restauri eseguiti fin dal Cinquecento; proprio per questo motivo, nonostante le numerose trasformazioni subite, esso consente al visitatore di poter facilmente comprendere la struttura di questo genere di edifici. Nella stagione estiva ospita il celebre festival lirico areniano, le cui stagioni si svolgono ininterrottamente dal 1913, mentre in quelle primaverile e autunnale è tappa di molti cantanti e musicisti internazionali.

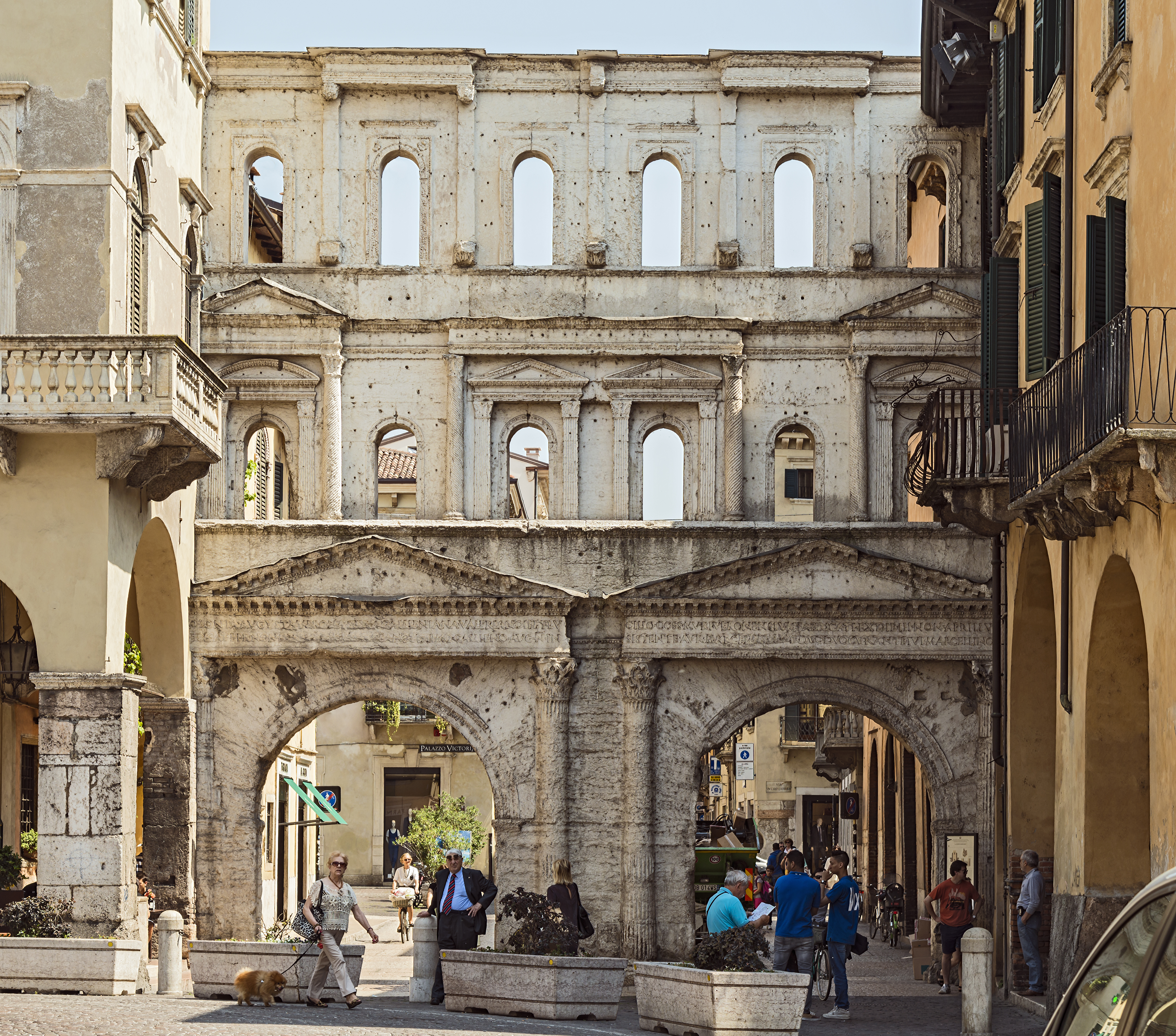
Porta Borsari, principale ingresso della città romana

Altro edificio di spettacolo è il teatro romano; costruito nel I secolo a.C. ai piedi del colle San Pietro, si tratta di uno dei teatri meglio conservati dell'Italia settentrionale, pertanto divenuto tappa principale del percorso espositivo dell'omonimo museo archeologico cittadino, oltre che spazio teatrale e sede, durante i mesi estivi, dell'estate teatrale veronese, le cui edizioni si svolgono ininterrottamente sin dal 1948.
Delle mura romane cittadine, importante cortina difensiva provvista di numerosi torrioni e porte monumentali, realizzata in più fasi costruttive che si sono succedute partendo dalla tarda età repubblicana fino a giungere ai primi regni romano-germanici, sopravvivono in buono stato di conservazione la porta Leoni, dove venne tra l'altro scoperta l'iscrizione considerata unanimemente l'atto di fondazione della Verona romana, e porta Borsari, in antichità conosciuta col nome di porta Iovia per la presenza del vicino tempio dedicato a Giove Lustrale.

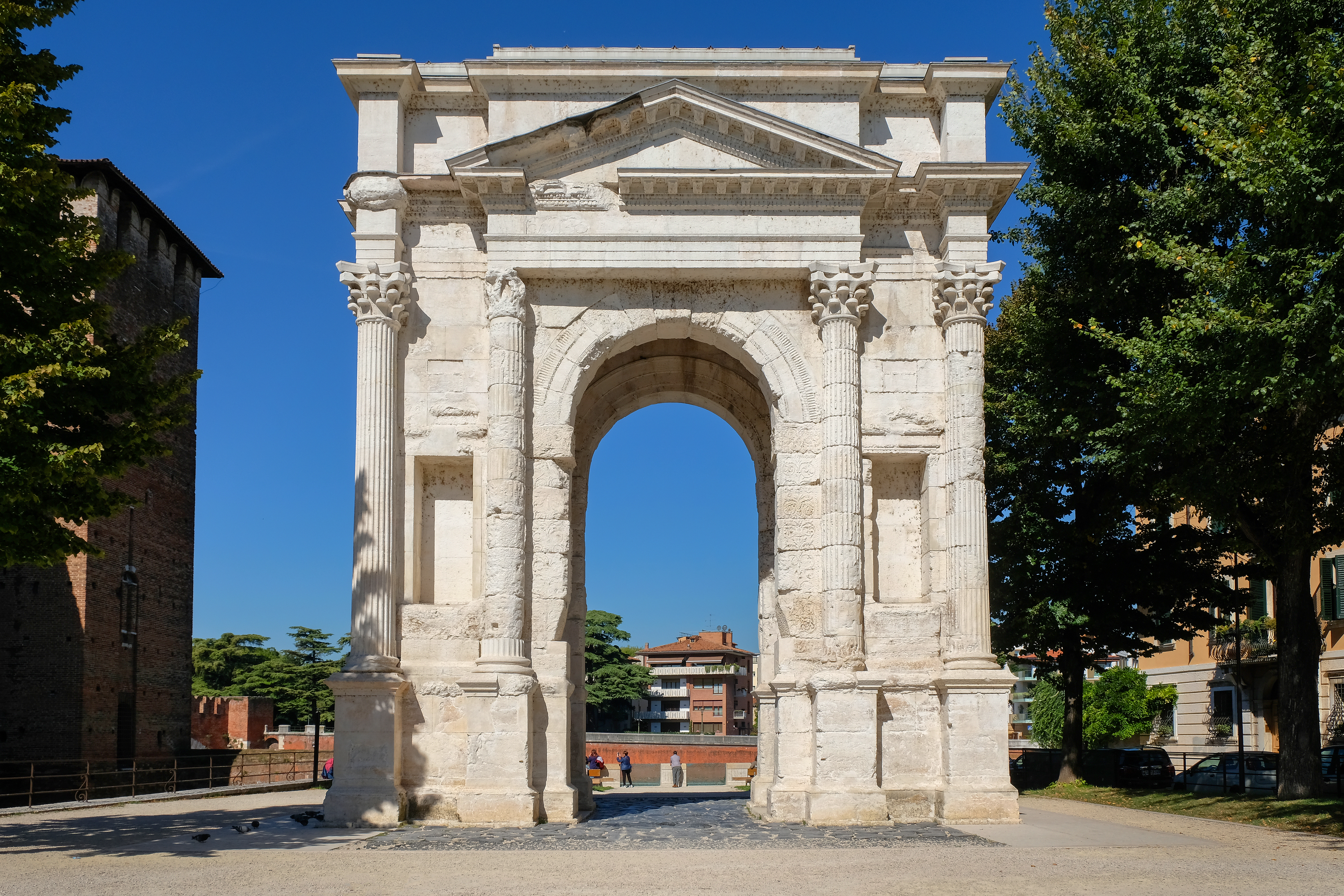
L'arco dei Gavi, collocato un tempo lungo la via Postumia e oggi a lato di Castelvecchio

Altro monumento di una certa rilevanza è l'arco dei Gavi, situato lungo l'antica via Postumia, in quanto si tratta un rarissimo caso di arco onorario e monumentale a destinazione privata nell'architettura romana; venne infatti realizzato intorno alla metà del I secolo per celebrare la gens Gavia. Durante il Rinascimento questa fu una delle più apprezzate tra le antichità veronesi, anche grazie alla presenza della firma di un Vitruvio, che rievoca il noto architetto romano autore del trattato De architectura. Il monumento fu quindi descritto da umanisti e antiquari, dettagliatamente riprodotto e studiato nei rapporti proporzionali e nelle decorazioni, infine ripreso come modello da architetti e pittori, quali Palladio, Sangallo, Serlio, Falconetto, Sanmicheli, ma anche Bellini e Mantegna.
Vi è quindi il ponte Pietra, il più antico ponte di Verona sul fiume Adige e l'unico rimasto di epoca romana. Sopravvissuto a diverse alluvioni, è stato fatto brillare durante la seconda guerra mondiale dai soldati tedeschi in ritirata, quindi ricostruito ricomponendo per anastilosi le pietre recuperate dal letto del fiume, grazie al contributo del professor Piero Gazzola, soprintendente ai monumenti di Verona, e dell'architetto Libero Cecchini.

## Società

### Evoluzione demografica

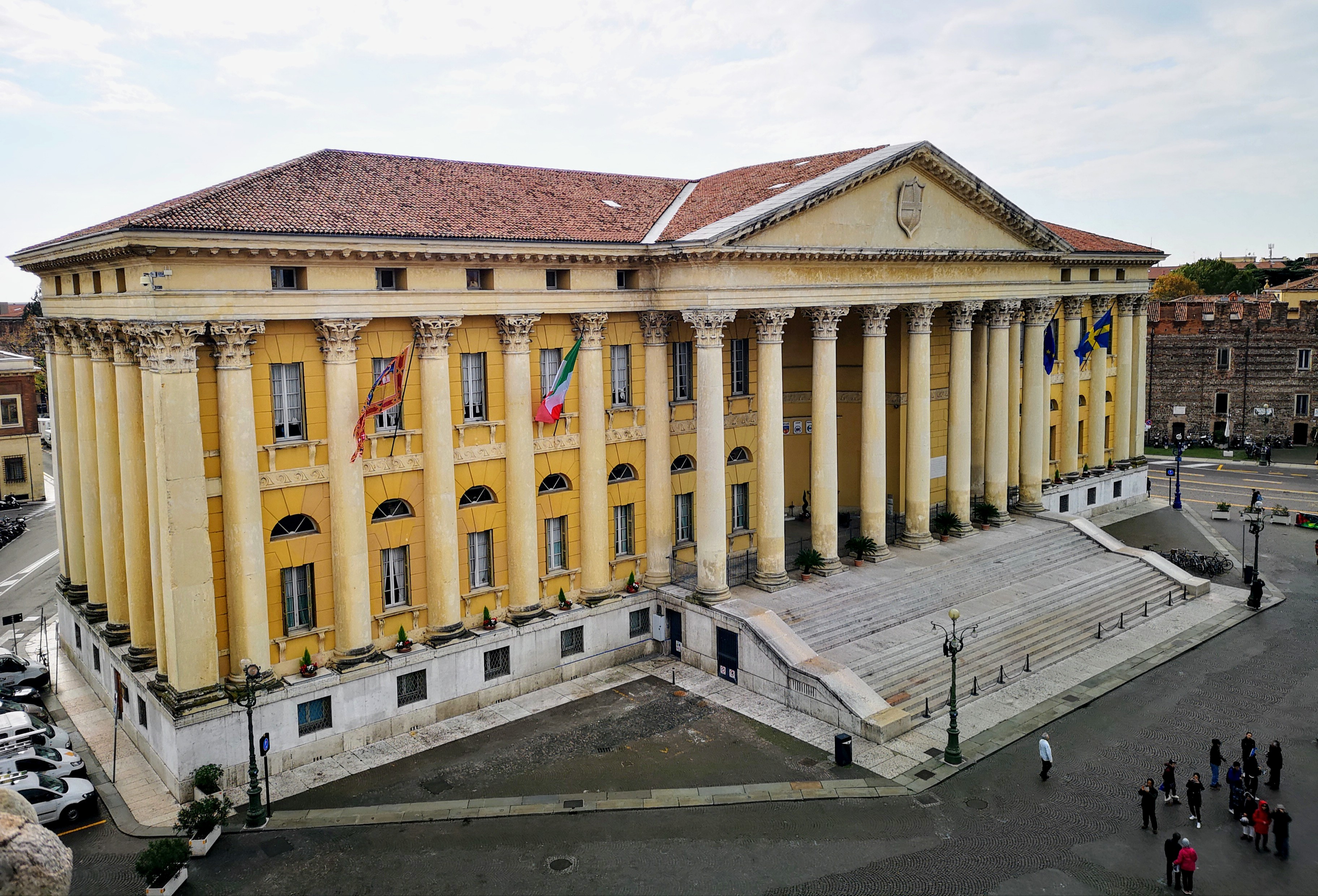
Palazzo Barbieri, sede del Comune di Verona

Del periodo antico e medievale sono presenti solo calcoli approssimati circa la popolazione residente all'interno del nucleo urbano, che si è stimato potesse attestarsi sui 25 000 abitanti in epoca romana, scesi poi fino ai circa 10 000 abitanti tra XI e XII secolo.
Dati più precisi si hanno invece a partire dal 1472; questi mostrano come la crescita della popolazione, invece di seguire uno sviluppo regolare nel tempo, procedette attraverso sbalzi intermittenti con aumenti e cali (anche repentini) del numero di abitanti. Le cause principali di queste oscillazioni sono da attribuirsi alle calamità che colpirono la città, quindi alle guerre, alle malattie, alle inondazioni e alle carestie. Furono in particolare due i momenti in cui avvenne un drastico e repentino calo della popolazione: prima tra il 1501 e il 1514, quando la popolazione scese da 50 084 a 31 184 abitanti, con un calo di quasi il 40% dei cittadini a causa della peste e della guerra della Lega di Cambrai; un secondo momento quando l'ultima grande peste del 1630 colpì l'Italia settentrionale, causando un calo ancora più drastico della popolazione, che nell'arco di un solo anno scese da 53 036 a 20 987 abitanti, con una diminuzione di addirittura il 70% dei cittadini residenti.
Verificando i dati raccolti durante i censimenti generali sulla popolazione residente a Verona si può osservare come dal 1871 (anno del primo censimento nel Veneto) fino al 1936 (unico anno in cui vi è un censimento intermedio) la popolazione crebbe abbastanza stabilmente, mentre a partire dalla fine della seconda guerra mondiale vi fu un rapidissimo incremento della popolazione, che passò dalle 178 415 unità del 1951 alle 266 205 unità del 1971, con una crescita di quasi il 50% in soli venti anni. Dal 1971 al 2011 vi è stata invece una leggera flessione con la popolazione residente, scesa a 252 520 abitanti.
Abitanti stimati

Abitanti censiti

### Etnie e minoranze straniere
Secondo i dati ISTAT al 31 dicembre 2019 nel comune risiedevano 38 173 stranieri su un totale di 259 608 cittadini, rappresentando quindi il 14,7% della popolazione totale.
Le nazionalità maggiormente rappresentate erano:
1. Romania, 9 559
2. Sri Lanka, 7 500
3. Moldavia, 2 965
4. Nigeria, 2 052
5. Cina, 1 885
6. Albania, 1 655
7. Marocco, 1 607
8. India, 943
9. Pakistan, 807
10. Ghana, 803

### Lingue e dialetti
Il dialetto veronese è una parlata della lingua veneta, una lingua neolatina che nel panorama dell'Italia settentrionale si distingue nettamente dalle lingue gallo-italiche (piemontese, ligure e lombardo) a causa di un lungo itinerario storico autonomo. Il veronese, che fino al XVII secolo presentava tracce del precedente carattere lombardo, in parte ancora presente lungo la sponda veronese del lago di Garda, rispetto al veneto ha un'originalità fatta di tratti arcaici e analoghi alle varietà di pianura delle aree venete periferiche, che però in area urbana tendono a essere sostituiti da tratti innovativi di tipo veneziano.
In Italia il Veneto è ai primi posti per la percentuale di persone che parlano le varietà locali, nonostante vi sia comunque un progressivo incremento dell'utilizzo dell'italiano: nel 2007 il 70% degli abitanti utilizzava prevalentemente la lingua veneta, in crescita anche tra i giovani. I motivi di questo ampio utilizzo delle parlate locali è da individuarsi nella vicinanza strutturale all'italiano, nell'uso nei secoli di questa lingua anche in situazioni formali, come osservato sin dai tempi della Serenissima, e nella prevalenza di centri abitati di piccole e medie dimensioni, che consentono di conservare il modello linguistico locale. Inoltre dal 2007 il patrimonio linguistico viene tutelato e valorizzato da una legge regionale.
Nella Biblioteca capitolare è custodito forse il più antico testo pervenuto in lingua romanza, il quale rappresenterebbe un possibile atto di nascita del volgare in Italia, anche se non tutti gli studiosi sono concordi: l'Indovinello veronese, ritenuto quindi il primo testo scritto in corsiva nuova volgare, redatto da un ignoto copista veronese tra l'VIII secolo e l'inizio del IX in forma d'appunto. Uno dei primi esempi di produzione letteraria in volgare veronese è invece costituito da due poemetti in versi alessandrini, il De Babilonia civitate infernali e il De Jerusalemi celesti, composti da un frate francescano detto Giacomino da Verona, mentre più recenti sono le poesie di Berto Barbarani (considerato il maggior poeta in dialetto veronese) e di Sandro Baganzani.

## Cultura

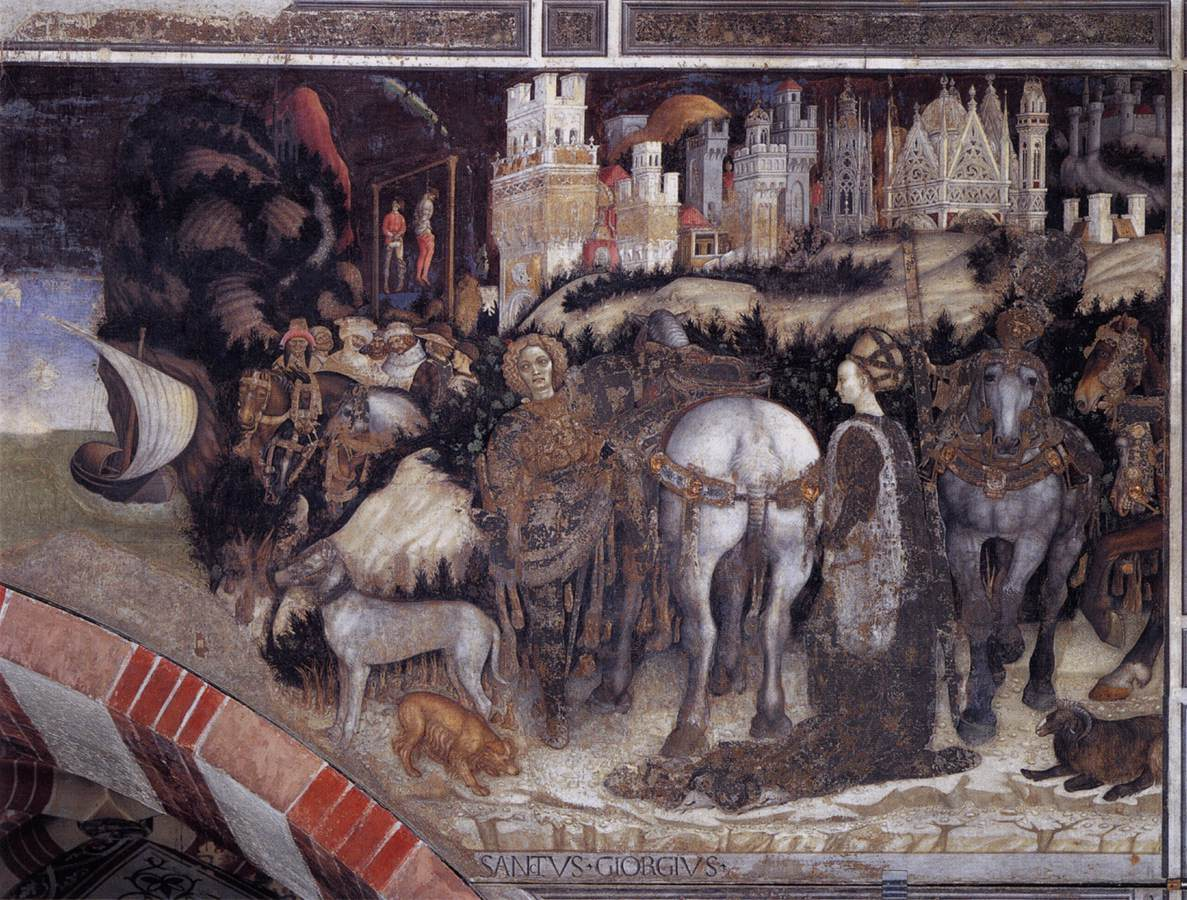
Pisanello, San Giorgio e la principessa, situato nella basilica di Santa Anastasia

L'aretino Giorgio Vasari scrisse nel suo trattato Le vite de' più eccellenti pittori, scultori e architettori che «sì come è vero che la città di Verona, per sito, costumi et altre parti, è molto simile a Firenze, così è vero che in essa, come in questa, sono fioriti sempre bellissimi ingegni in tutte le professioni più rare e lodevoli»: la città veneta venne quindi vista dal Vasari come città simile alla sua Firenze dal punto di vista geografico, in quanto ambedue poste tra collina e pianura, e urbanistico, entrambe sono infatti divise in due da un fiume, ma soprattutto per costumi, fioritura artistica e vivacità intellettuale. Egli vide nella città, romanica, gotica, ma anche classica e monumentale, il contraltare all'egemonia veneziana, ed effettivamente notevoli sono le differenze tra Verona e Venezia nonostante il dominio di quest'ultima sia durato nella città scaligera per ben quattro secoli: l'arte e l'architettura veneziana fanno pensare all'Oriente ortodosso, a delle origini bizantine e quindi greche, mentre Verona, distante solamente un centinaio di chilometri, colpisce per le mastodontiche chiese romaniche e gotiche, espressione di un'arte occidentale.

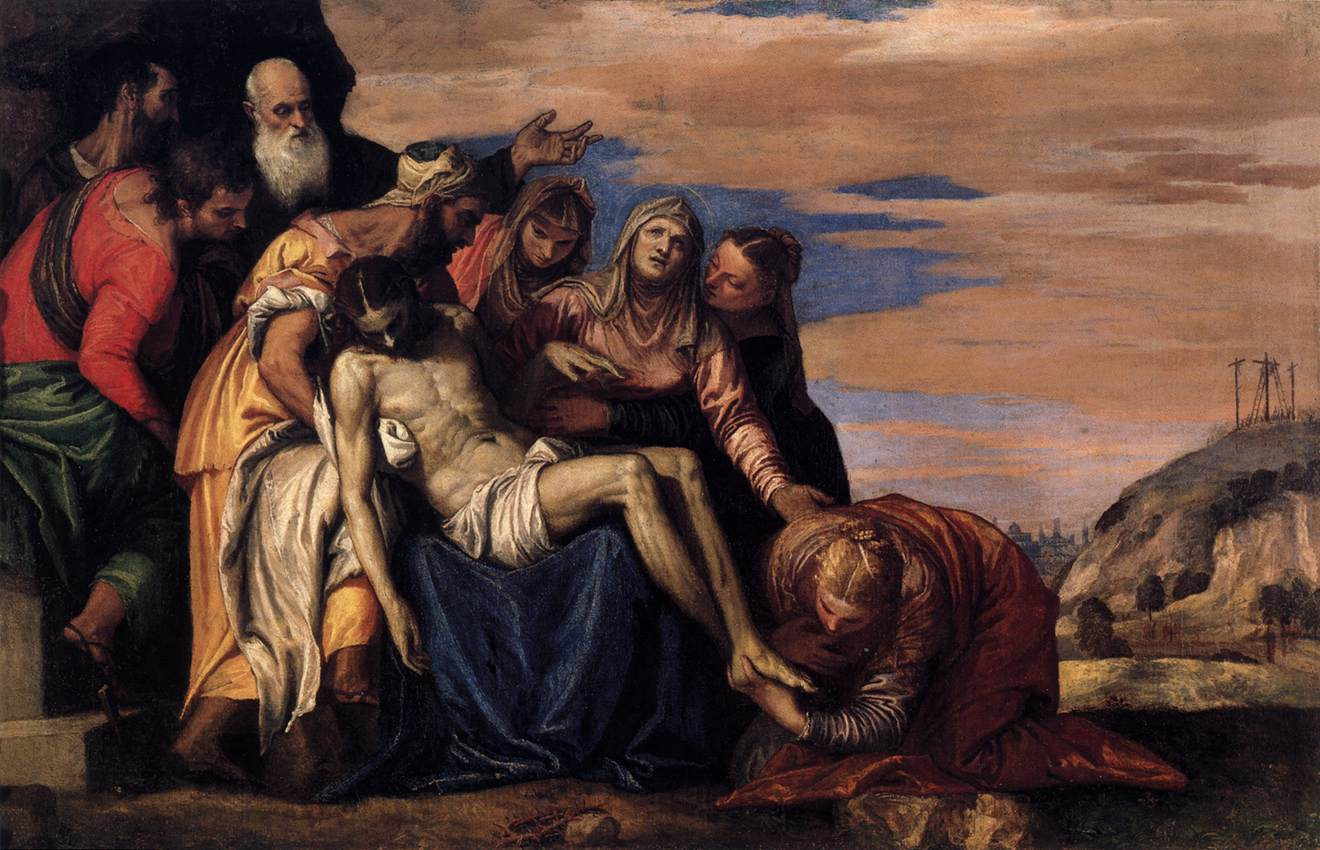
Paolo Veronese, Lamentazione su Cristo morto, custodito nel Museo di Castelvecchio

A Verona lavorarono nei secoli numerosi artisti, veronesi e non. Nel XII secolo lo scultore romanico Niccolò portò nella città una nuova arte, occidentale e romanza: è in questo periodo che si sviluppa la Verona romanica, mentre sotto la signoria scaligera la città sviluppò e mantenne a lungo un aspetto gotico e araldico, con uno stile che raggiunse la massima espressione nel Castelvecchio (e soprattutto nel suo monumentale ponte) e nelle arche scaligere. La civiltà pittorica veronese vide dal Trecento attivi artisti come l'Altichiero e, nel Quattrocento, personalità come Stefano da Zevio e il Pisanello, uno dei massimi esponenti italiani del Gotico internazionale. Più tardi, durante il Rinascimento, lavorarono Domenico Morone e il figlio Francesco, oltre all'eclettico Giovan Francesco Caroto e Girolamo dai Libri. L'arte veronese mantenne costantemente delle peculiarità che la rendono riconoscibile dall'arte portata da Venezia nei domini di Terraferma, grazie all'opera di artisti come il Veronese, Giambattista Tiepolo, Alessandro Turchi, e più tardi Giambettino Cignaroli e Angelo Dall'Oca Bianca, tanto che è lecito parlare di una "scuola veronese".

### Luoghi shakespeariani

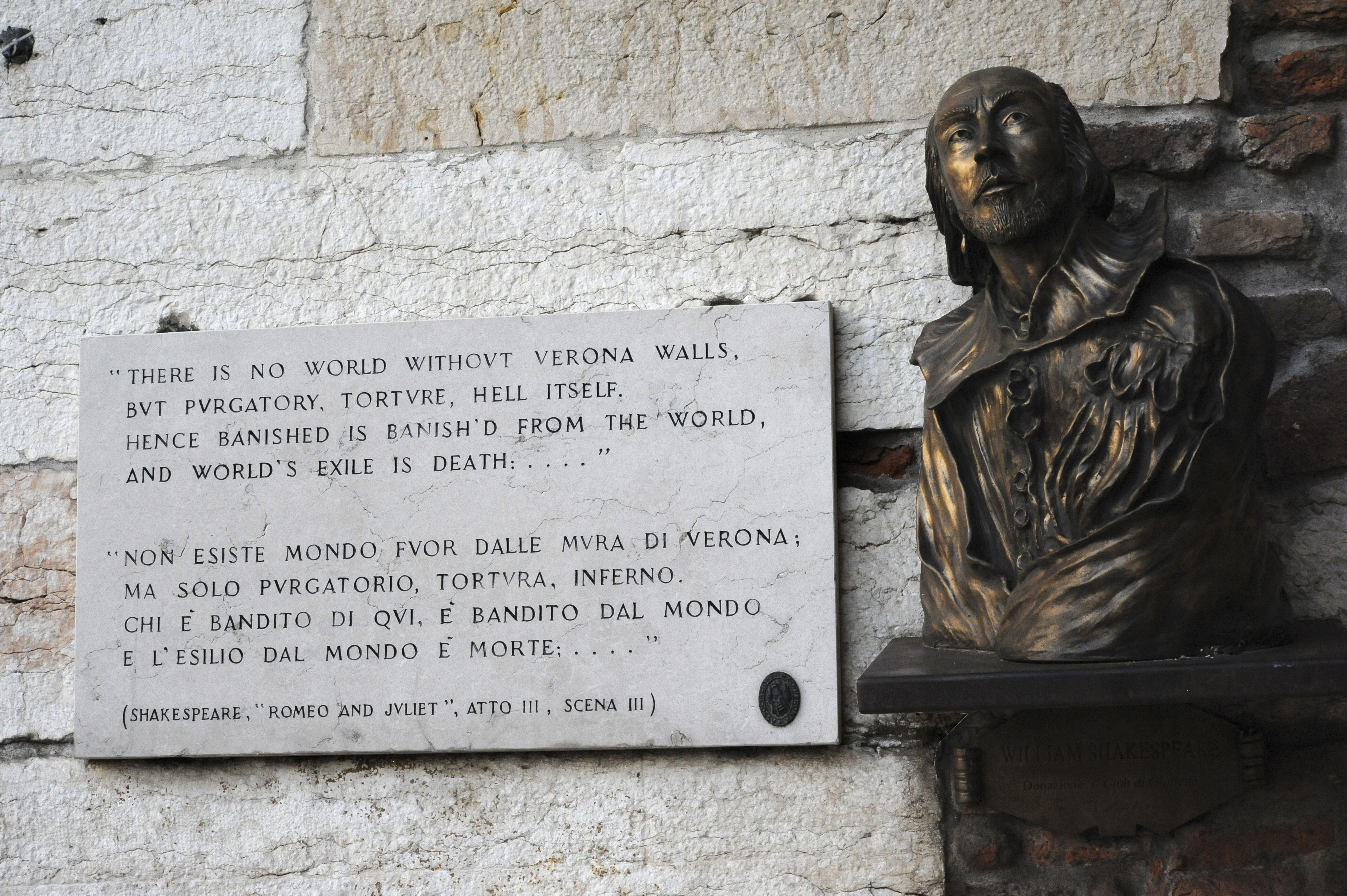
Busto di William Shakespeare in piazza Bra

È anche grazie a William Shakespeare se Verona è una città ampiamente conosciuta nel mondo: egli non la visitò mai, ma la conobbe attraverso gli scritti di Luigi da Porto e Matteo Bandello che lo ispirarono per la sua opera più famosa, la tragedia di Romeo e Giulietta, motivo per cui Verona viene spesso definita come "città dell'amore". Già il famoso poeta George Byron attesta l'importanza del ruolo avuto da William Shakespeare nel plasmare la fama della città nel mondo. Nelle sue lettere il poeta sottolineava come i veronesi sostenessero con ostinazione l'autenticità della storia di Romeo e Giulietta, d'altronde la rivendicazione della veridicità della leggenda e l'identificazione dei luoghi dove si svolge la vicenda erano cominciate già molto tempo prima. Il primo luogo a essere "riscoperto" fu la tomba dei due amanti, identificato nel Cinquecento in un sepolcro vuoto in marmo rosso veronese, nei pressi di un convento. Furono molti coloro che resero omaggio ai due amanti in questo luogo, tra cui Madame de Staël, Maria Luisa d'Austria, Heinrich Heine, Charles Dickens e lo stesso George Byron. La tomba venne più volte spostata in modo da trovare un luogo che potesse valorizzarla; la sua sistemazione definitiva si ebbe quindi nel 1937 grazie all'opera del direttore dei musei civici Antonio Avena. Essa venne traslata in ambienti sotterranei rivisitati in chiave gotica e scenografica.

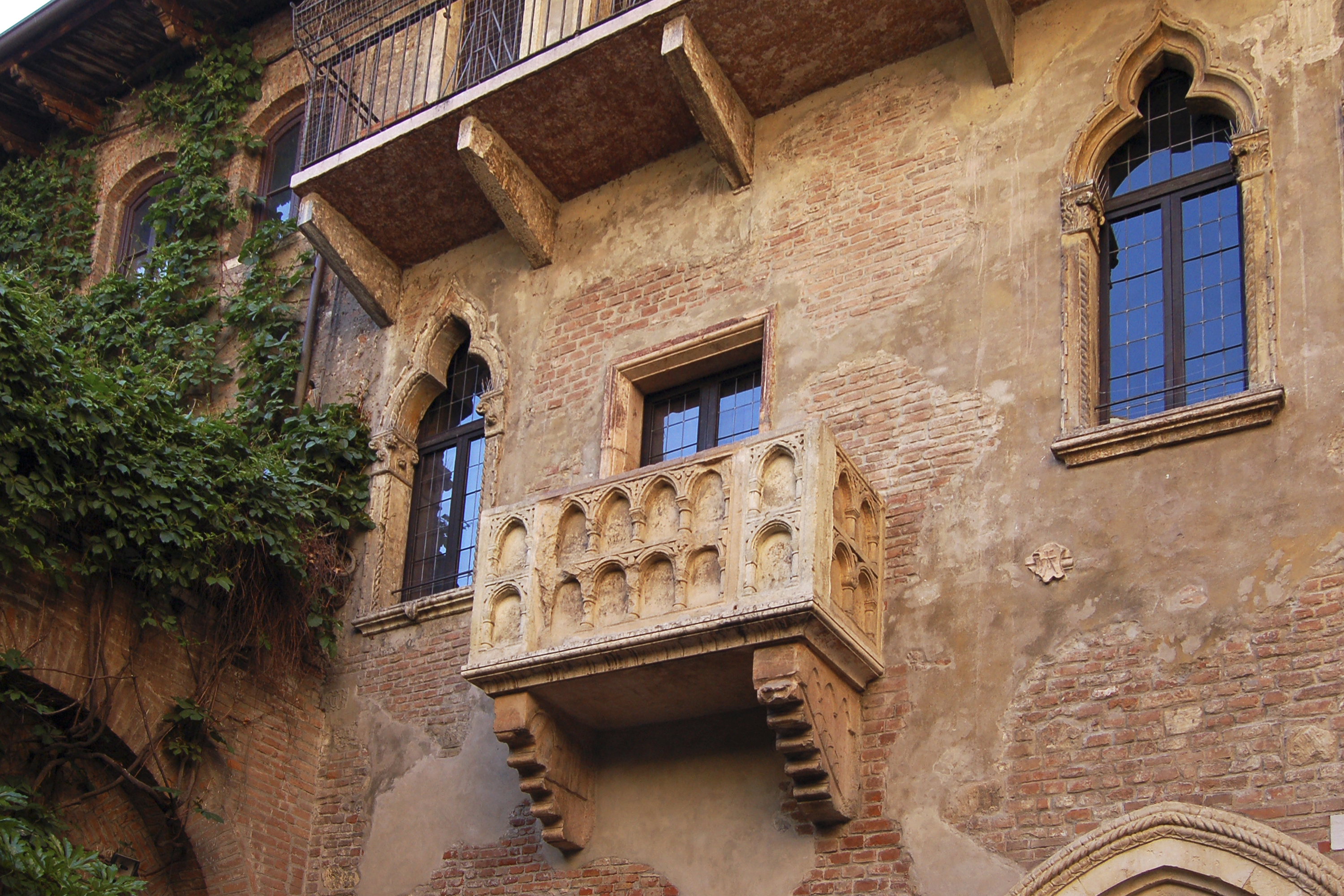
Il famoso balcone della casa di Giulietta

Contemporaneamente vi fu la sistemazione della casa di Giulietta, identificata in una casa medievale dotata dello stemma di un cappello, dimora della famiglia Capuleti, che Charles Dickens descrive nelle Pictures from Italy come un «miserabile alberguccio». In effetti a seguito dei rimaneggiamenti sette-ottocenteschi risultava essere diventata una casa popolare a ringhiera, anche se la stretta facciata in cotto evocava il Medioevo. Così Antonio Avena fece impiego di materiale di spoglio nei lavori di restauro e andò a inserire un nuovo balcone costituito da un lastrone di marmo che si trovava in stato di abbandono nel cortile di Castelvecchio. Tale opera fece diventare la casa di Giulietta nuova immagine simbolo di Verona, insieme all'Arena.
L'ultimo luogo in ordine cronologico a essere riconosciuto è la casa di Romeo, la quale mostra intatta la sua natura e aspetto di casa fortificata; essa appartenne ai Nogarola, amici fidati dei Della Scala, e si trova accanto alle arche scaligere, dove riposa anche Bartolomeo I della Scala, sotto il cui dominio si sarebbe svolta la vicenda secondo Luigi da Porto. Più che i singoli luoghi legati alla tragedia, è però l'idea della folcloristica Verona medievale in cui si sarebbe svolta la vicenda di cui si sono innamorati turisti, spettatori e lettori.
Le due famiglie protagoniste della tragedia shakespeariana effettivamente furono presenti sulla scena cittadina in epoca scaligera. In particolare i Montecchi furono importanti mercanti veronesi, coinvolti in lotte sanguinose per il controllo del potere a Verona nella fazione ghibellina, tanto da essere stati banditi dalla città dopo aver partecipato a una congiura insieme a Federico della Scala contro Cangrande. Si ha invece conoscenza della presenza dei Capuleti fino agli anni della permanenza di Dante a Verona, nella casa di Giulietta, dove la loro presenza è testimoniata dallo stemma del cappello sulla chiave di volta dell'arco nel cortile dell'edificio. Lo stesso Dante documenta la rivalità tra Montecchi e Capuleti (o meglio Cappelletti) nella Divina Commedia.

### Istruzione

#### Scuole
Tra le numerose scuole presenti sul territorio comunale meritano particolare menzione il liceo ginnasio statale Scipione Maffei, l'educandato statale agli Angeli e il liceo scientifico statale Angelo Messedaglia. Il primo, ospitato nell'ex convento domenicano della basilica di Santa Anastasia, è il più antico liceo d'Italia in attività essendo stato fondato per decreto napoleonico il 18 dicembre 1804. Il secondo, ospitato in quello che era un convento di suore benedettine, è una delle più antiche istituzioni cittadine, fondata da Napoleone Bonaparte in persona nel 1812. L'ultimo, infine, è stato istituito nel 1923 in seguito alla riforma Gentile, rimanendo a lungo l'unico liceo scientifico di tutta la provincia di Verona.

#### Università, accademie, biblioteche

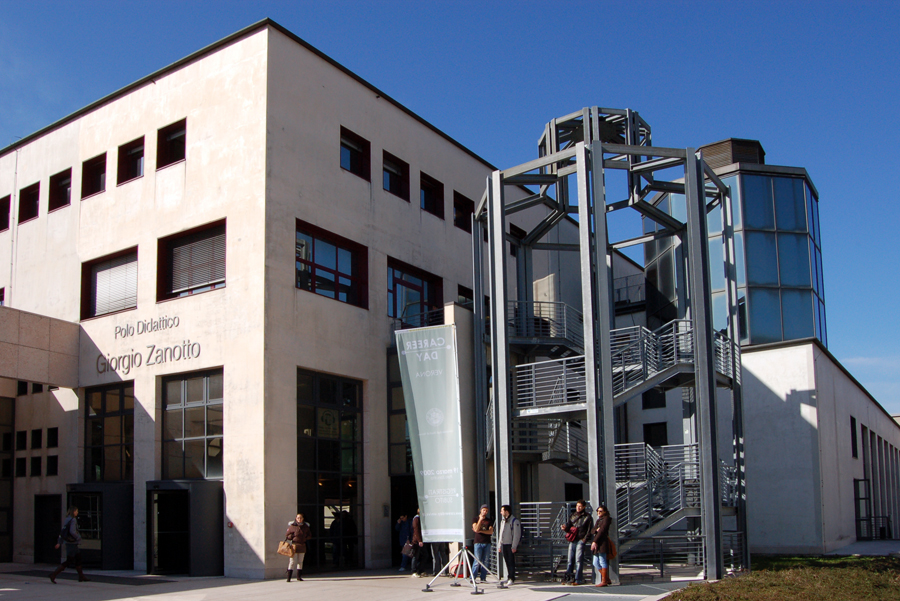
Il Polo Zanotto, centro polivalente dell'Università di Verona

Una prima forma di università nasce nell'825 quando Lotario, con il capitolario di Olona, fonda un istituto superiore di cultura che accoglieva studenti veronesi, mantovani e trentini, tuttavia solo nel 1339 papa Benedetto XII concesse alla città, tramite bolla papale, i privilegi universitari, e quindi la fondazione di una scuola universitaria. Nel 1440 vennero istituite le Scuole Accolitali presso il Duomo, una scuola di musica e lettere per il clero, a cui si affiancarono poi l'Accademia Filarmonica e l'Accademia degli Incatenati, le quali fecero della città una capitale della musica europea del Cinquecento.
La moderna Università di Verona nasce invece il 10 gennaio 1959 con il nome di "Libera Università di Economia e Commercio"; grazie alla fusione con l'ateneo patavino si aggiunsero un corso in lingue e letterature straniere, la facoltà di magistero e la facoltà di medicina. Nel 1982 l'Università di Verona divenne nuovamente un organismo autonomo, ampliando nel corso degli anni l'offerta formativa fino a includere le scuole economiche, giuridiche, in formazione, filosofia e servizio sociale, in lettere, arti e comunicazione, in lingue e letterature straniere, in medicina e chirurgia, in scienze motorie, e in scienze e ingegneria, configurandosi così come terzo polo universitario del Veneto, dopo Padova e Venezia.
Tra le più importanti istituzioni cittadine vi è la Biblioteca capitolare, una delle più antiche e note biblioteche ecclesiastiche del mondo, famosa in quanto vi hanno studiato illustri personaggi e in quanto possiede manoscritti di grande importanza, tra cui il Codice di Ursicino, che venne prodotto nella biblioteca nel 517 (rendendola la più antica biblioteca al mondo in funzione) e l'Indovinello veronese, che rappresenterebbe un possibile atto di nascita del volgare in Italia. Nel Settecento furono invece istituite la Biblioteca civica, l'Accademia di agricoltura scienze e lettere, con il compito di dare slancio all'economia veronese, e l'Accademia di pittura, fondata da Giambettino Cignaroli e poi a lui dedicata, mentre nel secolo successivo fu costituita la Società letteraria, importante centro di cultura e luogo di convegni.

#### Musei

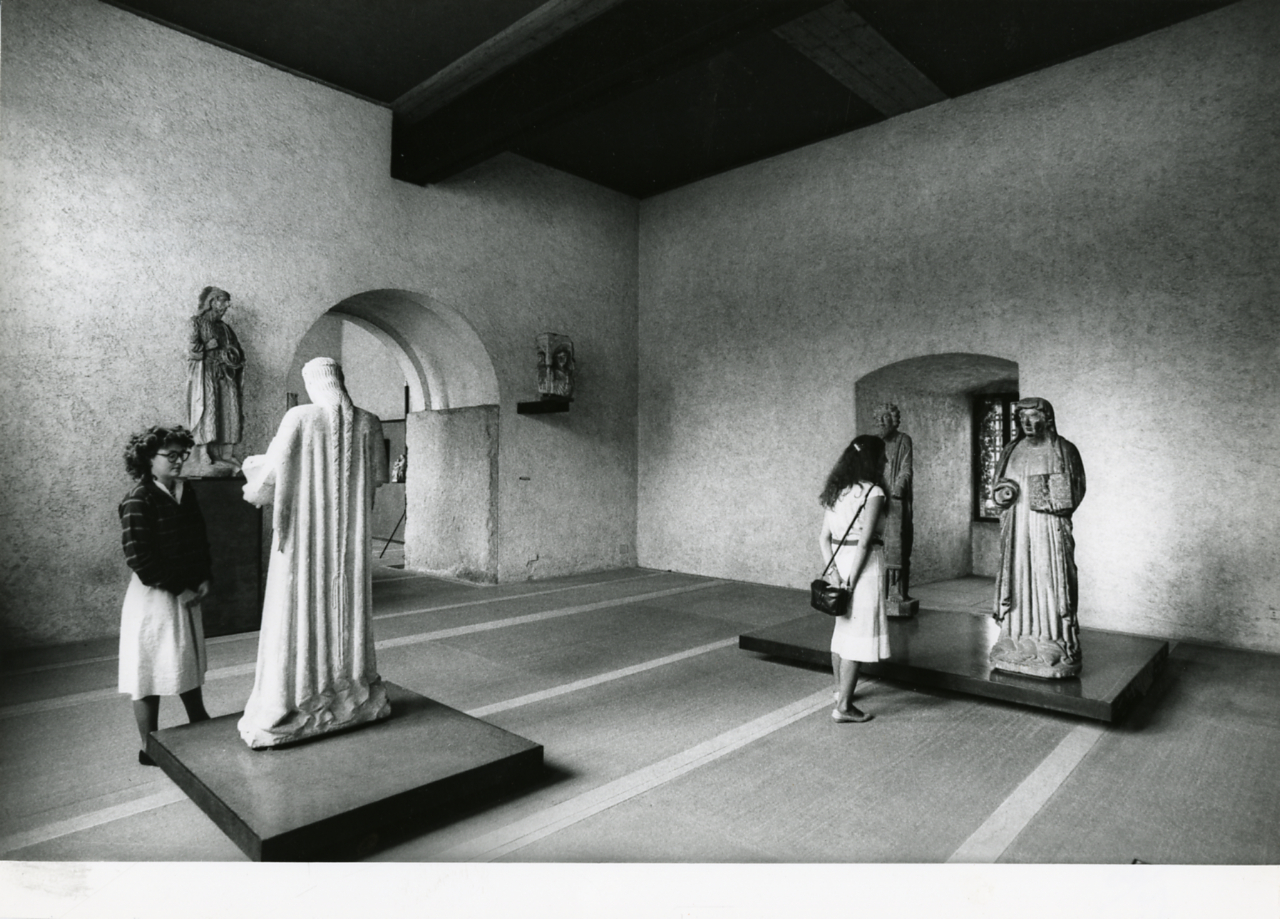
Il Museo di Castelvecchio, opera di Carlo Scarpa, in una fotografia scattata nel 1982 da Paolo Monti

La forte identità culturale di Verona si è tradotta nell'impegno di numerosi personaggi che con la loro impronta sono andati a determinare la configurazione museale odierna di Verona. Di grande importanza fu per esempio Scipione Maffei, che nel Settecento diede l'avvio alla museologia europea con la sua raccolta di lapidi ed epigrafi che furono poi sistemate nel museo che prende il suo nome, il museo lapidario maffeiano, situato a lato del teatro Filarmonico.
Altro importante personaggio fu Antonio Avena, direttore dei musei civici, che si prodigò nell'acquisizione del teatro romano e quindi all'istituzione dell'omonimo museo, nella sistemazione di Castelvecchio, in cui preparò il primo allestimento museale, nella sistemazione della casa di Giulietta, nell'acquisizione di palazzo Emilei Forti, in cui trovò posto la galleria d'arte moderna Achille Forti (successivamente spostata nel palazzo della Ragione), e nell'istituzione del museo degli affreschi Giovanni Battista Cavalcaselle. Di primaria importanza il museo di Castelvecchio che subito divenne punto di riferimento nel sistema museale di Verona, in particolare dopo il recupero realizzato dal famoso architetto Carlo Scarpa in collaborazione con il direttore Licisco Magagnato, dalla cui collaborazione nacque una delle più pregevoli e conosciute realizzazioni museografiche del secondo dopoguerra. Un rilievo particolare ha assunto Verona anche per quanto riguarda le raccolte naturalistiche, infatti è l'unica città europea a poter vantare una tradizione ininterrotta in tale ambito fin dal Cinquecento, quando furono raccolte varie collezioni private nel primo museo a carattere naturalistico che si conosca, poi confluite nel museo civico di storia naturale.
Vi sono poi il museo Miniscalchi-Erizzo, un palazzo-museo donato al Comune dall'omonima famiglia nobile veronese, in cui sono esposti collezioni e oggetti di interesse storico, archeologico e artistico, il museo archeologico nazionale di Verona, con sede negli spazi di un ex edificio militare asburgico, il centro internazionale di fotografia Scavi Scaligeri, il museo africano e il museo canonicale.

### Media

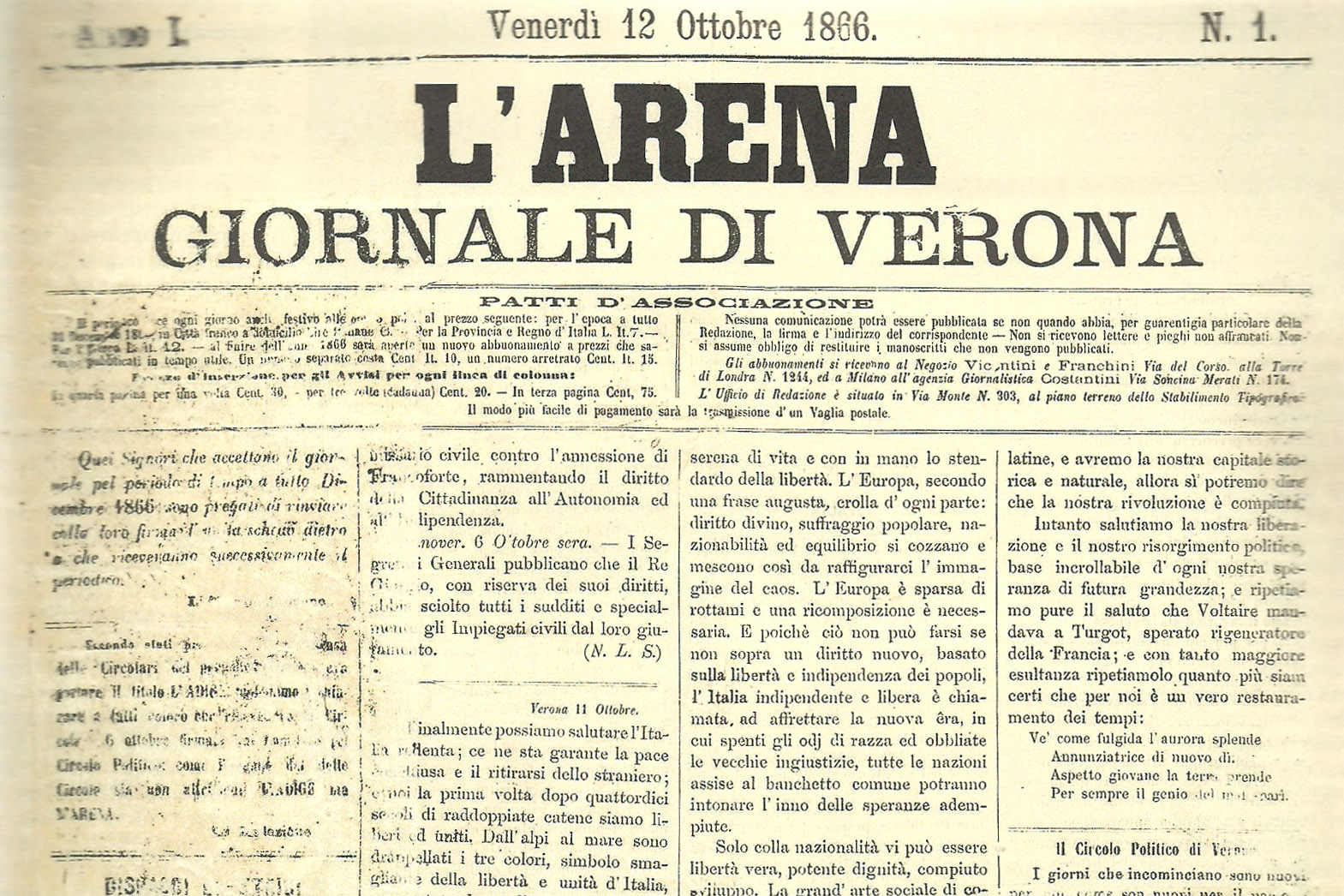
Prima pagina del primo numero de L'Arena

Il quotidiano storico di Verona è L'Arena, fondato il 12 ottobre 1866 a pochi giorni dall'annessione del Veneto al Regno d'Italia; nato inizialmente come espressione dei circoli politici cittadini che avevano vissuto in clandestinità durante il dominio austriaco, si è evoluto nel corso degli anni seguendo in modo approfondito le vicende della città e diventando così punto di riferimento dei veronesi. Verona Fedele è invece il settimanale edito della Diocesi di Verona, fondato nel 1872 e rinato nel 1946 dopo che la sua stampa era stata interrotta alla fine della prima guerra mondiale. A Verona viene inoltre pubblicata la rivista Nigrizia, nata nel 1883 con lo scopo di diffondere i testi di Daniele Comboni, primo vescovo di Khartum, anche se ben presto allargò il campo di interesse alla realtà sociopolitica, economica, culturale e religiosa di tutta l'Africa.
Radio Verona è stata la prima emittente radiofonica a nascere nella provincia di Verona, nel 1975; si contraddistingue per l'attenzione alla cronaca e attualità e per le radiocronache in diretta delle partite dell'Hellas Verona. Già l'anno successivo venne inoltre fondata Radio Adige, che però chiuse le trasmissioni via etere nel 2017 per andare in onda esclusivamente sul web. Sempre due sono anche le emittenti televisive: Telenuovo, prima emittente veneta per ascolti, nata a Verona nel 1979, dal 1984 fa debutto il primo telegiornale e da quel momento l'informazione giornalistica diviene uno dei cardini del canale; nello stesso anno nasce anche TeleArena, particolarmente impegnata nell'informazione locale e sportiva.

### Eventi

Fotografia della prima rappresentazione dell'Aida pubblicata sul quotidiano L'Arena nel 1913

Il più celebre evento che si tiene nella città scaligera è il festival lirico areniano, le cui stagioni si svolgono ininterrottamente dal 1913 all'interno dell'anfiteatro romano, che con i suoi 30 000 posti si trasforma nel più grande teatro lirico all'aperto al mondo; lo stesso diviene anche tappa, nelle stagioni primaverili e autunnali, di molti cantanti e musicisti internazionali. Durante la stagione estiva il teatro romano ospita invece l'estate teatrale veronese, che da 1948 propone spettacoli di prosa, con i testi più noti e controversi di William Shakespeare, danza e musica, in particolare jazz.
Nel 1969 nasce invece la Settimana Cinematografica Internazionale, che dal 1996 si trasforma in Schermi d'amore, un festival cinematografico del cinema sentimentale e melodrammatico, che quindi prosegue il filone della tematica amorosa in naturale continuità con l'immaginario collettivo che vede la città sede della romantica vicenda di Romeo e Giulietta, e quello del melodramma come ramo che trova la sua origine nel centenario festival areniano. Da 1981 si tiene anche il festival di cinema africano, organizzato dalla rivista Nigrizia e dal centro missionario per dare un'immagine critica dell'Africa attraverso le storie e le immagini raccontate dagli africani stessi con l'ottica di conoscerne meglio i popoli e le loro culture.
Tra le varie manifestazioni podistiche, particolarmente degno di nota è il palio del drappo verde, istituito nel 1208 come corsa di velocità a piedi e a cavallo per festeggiare la vittoria di Ezzelino II da Romano contro i guelfi, citato anche nella Divina Commedia di Dante Alighieri. Abolito durante la dominazione napoleonica nel 1796, è stato riorganizzato a partire dal 2008 per festeggiare l'ottocentesimo anniversario della corsa.
Più recente è invece Tocatì, organizzato dall'Associazione Giochi Antichi per le strade e piazze della città, punto di riferimento mondiale per tutti gli appassionati di gioco tradizionale che ha come obiettivo la valorizzazione del patrimonio della cultura tradizionale a partire dal gioco, ma comprendente anche espressioni come la musica e la danza tradizionali.

## Geografia antropica

### Urbanistica
A seguito della romanizzazione della Gallia Transpadana nella primavera del 49 a.C., il villaggio che era sorto lungo le pendici del colle San Pietro in epoca preistorica non era più sufficiente né per consentire il futuro sviluppo dell'abitato né per una sua ordinata pianificazione. Il centro abitato venne quindi spostato sull'altra sponda del fiume Adige, dove i suoi ampi meandri formano una sorta di penisola naturale, valida difesa da possibili attacchi. In questo modo fu inoltre possibile realizzare due soli tratti di cortina muraria lungo il lato meridionale della città, l'unico che non erano difeso naturalmente dal fiume. L'impianto di nuova fondazione della città, tipico dell'urbanistica romana, previde la realizzazione di una maglia di strade che si incrociavano ad angolo retto, formando isolati quadrati di 74 x 76,5 metri, struttura che si è mantenuta inalterata nei secoli e che risulta perfettamente leggibile. Le vie principali della città, quindi il decumano massimo, che corrispondeva al proseguimento della via Postumia, e il cardine massimo, confluivano nell'area del foro veronese, il quale nel corso del tempo si trasformò divenendo l'attuale piazza delle Erbe.
Piazze Erbe e gli spazi contigui in età medievale e moderna rimasero centro della vita politica ed economica cittadina nonostante la graduale espansione della città verso sud fino all'Adigetto e verso est oltre l'Adige, dove si sviluppò il quartiere di Veronetta. Nonostante la crescita della città le difese di epoca romana rimasero sostanzialmente immutate fino all'epoca pre-comunale, quando la necessità di dotare di solida difesa le porzioni di città sorte fuori dal recinto romano portarono nel XII secolo alla realizzazione della cerchia di mura comunali. Nel XIV secolo Cangrande della Scala fece edificare un ulteriore recinto difensivo, le mura scaligere, le quali abbracciarono una porzione ancora più ampia di territorio, compreso il quartiere di San Zeno e quella che poi divenne la Cittadella viscontea.

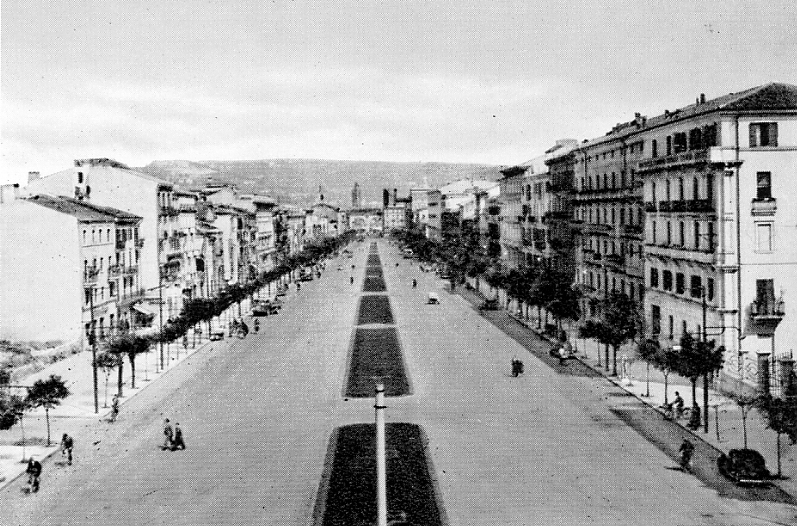
Corso Porta Nuova, l'asse viario pianificato da Michele Sanmicheli, divenuto uno dei principali punti d'ingresso alla città antica

Durante il governo veneziano una parte delle mura scaligere furono pesantemente ristrutturate e trasformate in una vera e propria cinta bastionata alla moderna. Fondamentale fu l'apporto dell'architetto veronese Michele Sanmicheli, il cui progetto fu anche e soprattutto occasione di rinnovamento urbanistico: egli assecondò la spinta dell'organismo urbano verso sud organizzando un nuovo asse viario monumentale, lo stradone di Porta Nuova, che dalla nuova porta sanmicheliana conduceva, attraverso i portoni della Bra, a piazza Bra e all'anfiteatro romano. Il successivo periodo di dominio austriaco porto novità soprattutto dal punto di vista militare, con la ristrutturazione di mura e bastioni della cinta magistrale che assunse il suo assetto definitivo, rimasto invariato, e la creazione di un campo trincerato militare.
All'inizio del Novecento la città registrò un notevole incremento demografico a causa del trasferimento di popolazione dai centri minori e dalle campagne, ciò determinò la necessità di realizzare nuovi quartieri al di fuori della cinta militare magistrale: per consentire quindi l'espansione della città, nel 1910 venne emanato un decreto che annullò la servitù militare e il divieto di edificazione nella cosiddetta "Spianà", la grande area posta fuori dalle mura e parte del sistema difensivo cittadino. Si poterono così predisporre i primi piani d'ampliamento: a est ci furono i primi interventi di ampliamento nei quartieri di Borgo Venezia e Porto San Pancrazio mentre a sud, dove erano già presenti alcune industrie nate durante la prima industrializzazione veronese, cominciarono a sorgere i quartieri operai di Borgo Roma, Basso Acquar e Tombetta. Dopo la prima guerra mondiale, invece, presero forma i quartieri di Borgo Trento, Borgo Milano e Valdonega.
Nel 1927 i confini amministrativi della città si ampliarono notevolmente, con l'annessione dei comuni di Avesa, Cadidavid, Montorio, Parona, Quinto di Valpantena, Quinzano, Santa Maria in Stelle, San Massimo e San Michele Extra, mentre nel 1933 fu annesso il comune di Mizzole.
Dopo la seconda guerra mondiale Verona, che era stata una delle città più colpite dai bombardamenti, venne inclusa tra i comuni che dovevano adottare un Piano di Ricostruzione. Il piano venne adottato già nell'ottobre 1946 e riguardò in particolar modo la ricostruzione del centro storico e lo spostamento a Sud delle funzioni fieristiche e agricolo-industriali, che portarono alla fondazione accanto ai Mercati generali della nuova Fiera di Verona, del Mercato ortofrutticolo e dell'ampliamento della Manifattura tabacchi.

### Suddivisioni amministrative
Amministrativamente il territorio comunale è ripartito in otto circoscrizioni amministrative. A fini toponomastici e statistici sono suddivise a loro volta in ventitré quartieri, ulteriormente ripartiti in zone omogenee (tra parentesi):
Circoscrizione 1 Centro storico
1. Città Antica
2. Cittadella (Valverde)
3. San Zeno (San Bernardino)
4. Veronetta (Filippini - San Giovanni in Valle - Santo Stefano)
Circoscrizione 2 Nord-ovest
10. Borgo Trento (Arsenale)
11. Valdonega (San Mattia)
18. Ponte Crencano
30. Avesa
38. Parona (Saval di Parona)
39. Quinzano (Saval di Quinzano)
Circoscrizione 3 Ovest
16. Borgo Milano (Borgo Nuovo, Chievo, Navigatori, Porta Nuova, San Procolo, Spianà, Stadio)
37. San Massimo (Basson, Croce Bianca, La Sorte)
Circoscrizione 4 Sud-ovest
15. Santa Lucia (Madonna di Dossobuono, ZAI)
17. Golosine
Circoscrizione 5 Sud
14. Borgo Roma (Palazzina, Pestrino, Polidore, Primo Maggio, Tomba, Tombetta, ZAI)
36. Cadidavid (Fracazzole, Genovesa, La Rizza, Sacra Famiglia)
Circoscrizione 6 Est
12. Borgo Venezia (Biondella, Fincato, Santa Croce, Borgo Trieste, San Felice Extra)
Circoscrizione 7 Sud-est
13. Porto San Pancrazio
35. San Michele (Casotti, Frugose, Madonna di Campagna, Mattozze, Molini)
Circoscrizione 8 Nord-est
31. Quinto (Marzana, Poiano)
32. Santa Maria in Stelle (Sezano, Novaglie)
33. Mizzole (Trezzolano, Cancello, Moruri, Pigozzo)
34. Montorio (Ponte Florio)

## Economia

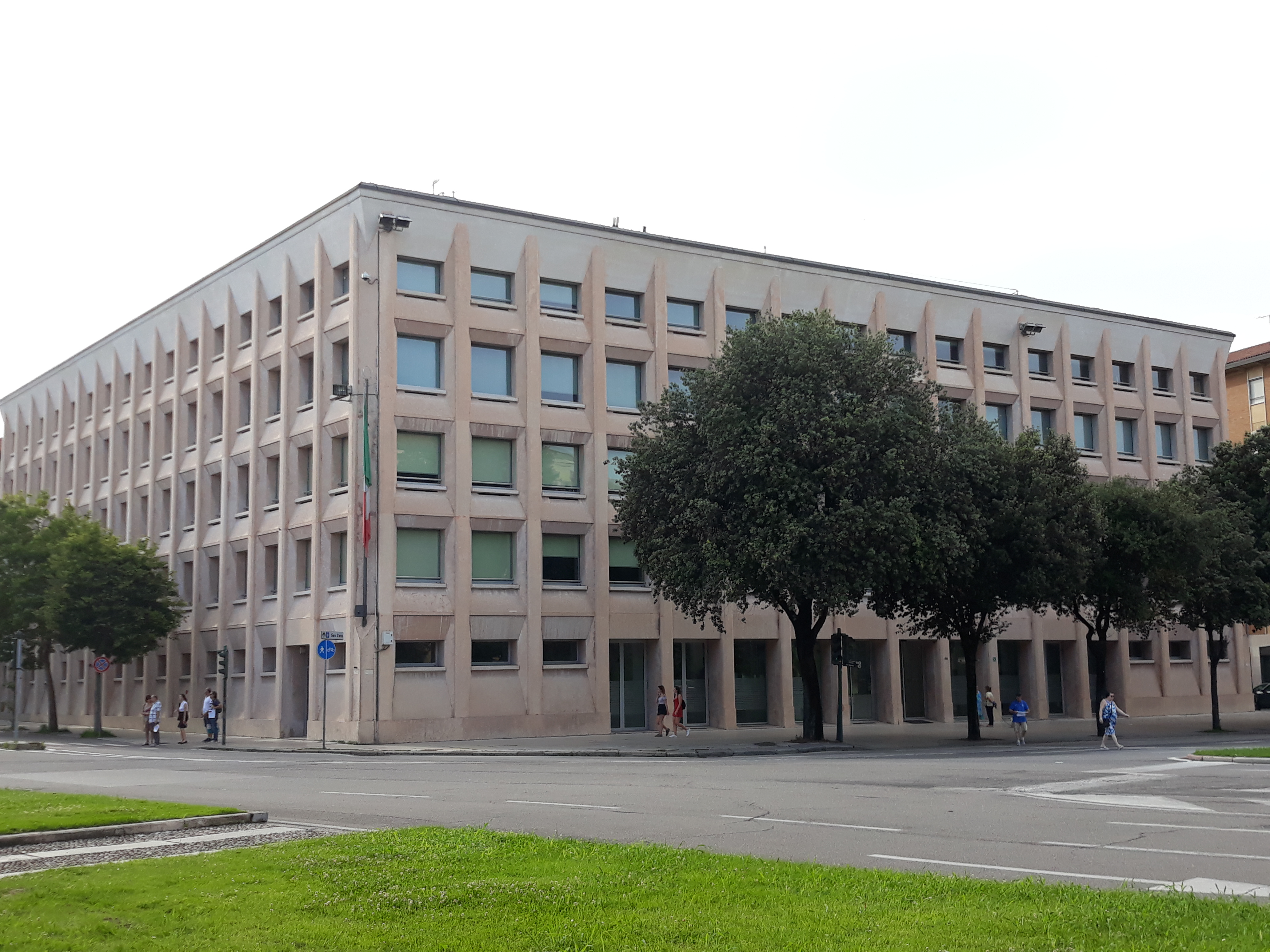
La sede della Camera di Commercio Industria Artigianato Agricoltura di Verona, opera dell'architetto veronese Libero Cecchini

L'economia scaligera è caratterizzata da una polisettorialità spinta, con le imprese che si dividono quasi equamente tra agricoltura, industria, costruzioni, settore turistico, commercio e servizi, raggiungendo posizioni di leadership in diversi campi: nel settore agricolo, essendo la provincia veronese la prima in Italia per l'esportazione di vino e ortofrutta; nel manifatturiero, in particolare nei segmenti dell'industria alimentare, dei macchinari e termomeccanica, dell'estrazione e lavorazione del marmo, e della moda; infine nel settore ricettivo, essendo la quinta provincia italiana per presenze turistiche.
In particolare il settore agricolo è una risorsa fondamentale per il territorio, con produzioni tipiche protette da marchi di origine e tutela, con un importante indotto a livello di ristorazione e di turismo enogastronomico. A questo settore si collega anche quello industriale dell'agroalimentare, che è divenuto nel tempo uno dei settori più importanti per l'economica veronese, con numerose eccellenze: il vino (si citano in particolare i prodotti DOCG Amarone della Valpolicella, Recioto della Valpolicella e di Soave, il Soave superiore e il Bardolino superiore), i prodotti lattiero-caseari, il settore dolciario, la produzione di alimenti conservati, la lavorazione della carne e la produzione di mangimi per l'alimentazione animale. Altre attività particolarmente dinamiche sono quelle alberghiere e della ristorazione, collegate alla vivacità del turismo, un settore che gioca un ruolo di assoluta importanza: insieme al turismo lacustre sul Garda, che attira ogni anno milioni di turisti, e il turismo culturale, legato a Verona città d'arte, al festival lirico areniano e all'estate teatrale veronese, convivono il turismo montano del Baldo e della Lessinia, quello enogastronomico della Valpolicella e delle Valli Grandi Veronesi, oltre a quello d'affari e congressuale, legato in particolare alle manifestazioni che si tengono presso Veronafiere.

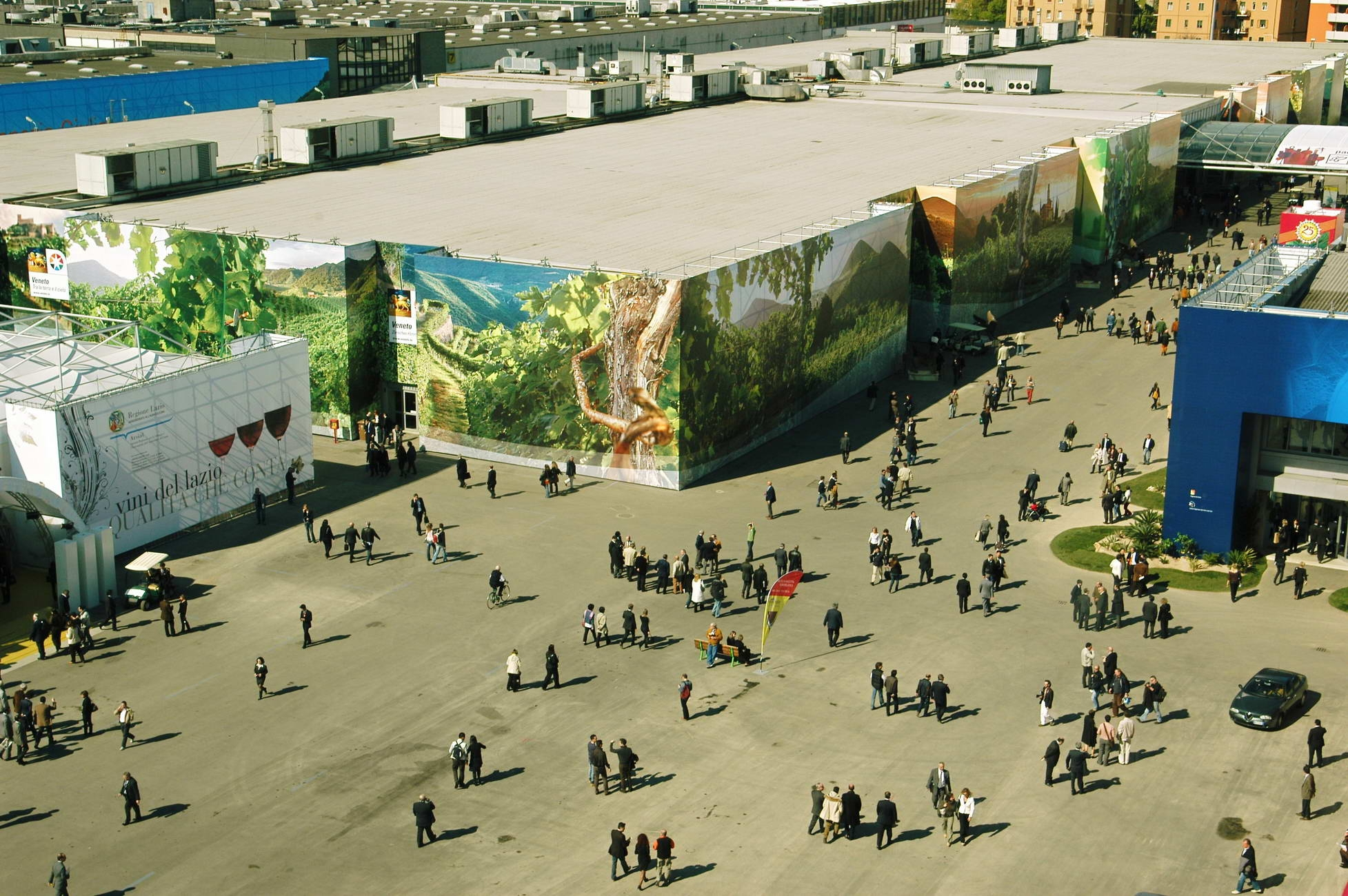
I padiglioni della Fiera di Verona durante il salone internazionale Vinitaly dei vini e distillati

La posizione particolarmente favorevole, anzi strategica, in cui si trova Verona, ha favorito il suo inserimento in importanti vie di comunicazione stradali, ferroviarie e aeree, e quindi la nascita di uno dei più importanti centri europei intermodali di trasporti, il Quadrante Europa, generando così le condizioni ideali per fare di Verona un importante punto di riferimento nell'ambito dei flussi internazionali di interscambi sia economici che culturali. A livello di scambi, Paese di riferimento è la Germania, di gran lunga il principale partner commerciale veronese sia per quanto riguarda le esportazioni che per le importazioni, tanto che proprio a Verona hanno basato le loro sedi alcune realtà imprenditoriali tedesche di grande rilievo, in particolare Volkswagen Group, MAN e Lidl.
Sebbene l'economia veronese sia in larga parte costituita da piccole e medie imprese, vi hanno sede anche grandi aziende tra cui AIA, che insieme a Negroni e Mangimi Veronesi fanno parte del Gruppo Veronesi, Bauli, Pastificio Rana e Vicenzi, tutte nel settore alimentare; quindi il Gruppo Calzedonia, di cui fanno parte anche Intimissimi e Tezenis, e Fedrigoni, industria cartiera attiva dal 1717; nel settore bancario e assicurativo, invece, posizione di grande importanza assumono Banco BPM, le cui filiali locali fanno capo a Banca Popolare di Verona, Fondazione Cariverona, incorporata in UniCredit ma che prosegue la propria attività di utilità sociale, e Cattolica Assicurazioni.

## Infrastrutture e trasporti

### Strade
Verona si colloca in una posizione geografica strategica, allo sbocco in pianura della valle dell'Adige, e quindi lungo il percorso che attraverso i passi alpini, in particolare il Brennero, conduce a Nord. La realizzazione della via Postumia tra Genova e Aquileia nel 148 a.C. diede una spinta notevole alla crescita dell'abitato, tanto che quando la città divenne un municipio romano l'asse stradale fu utilizzato come asse generatore della nuova maglia di isolati. Successivamente furono realizzate altre due strade, la via Gallica, che collegava Torino a Grado, e la via Claudia Augusta, che collegava la Rezia a Ostiglia tramite una diramazione meridionale definita vicus Veronensium.
Negli anni sessanta del Novecento, a seguito della motorizzazione di massa, furono realizzate due nuove importanti arterie autostradali che s'intersecano a Verona: l'autostrada A4 Serenissima, che collega Torino a Trieste, con uscite a Verona Est e Verona Sud, e l'autostrada A22 del Brennero, che collega Modena e l'A1 con l'Austria e la Germania, con uscita a Verona Nord. La città, servita da un sistema di tangenziali, nello specifico la tangenziale Ovest, Sud ed Est, è inoltre raggiunta dalla strada statale 434 Transpolesana che la collega con Rovigo, dall'ex strada statale 11 Padana Superiore che collega Torino a Venezia, dall'ex strada statale 12 dell'Abetone e del Brennero che collega Pisa al passo del Brennero e dall'ex strada statale 62 della Cisa che collega Verona a Sarzana.

### Ferrovie e mobilità extraurbana

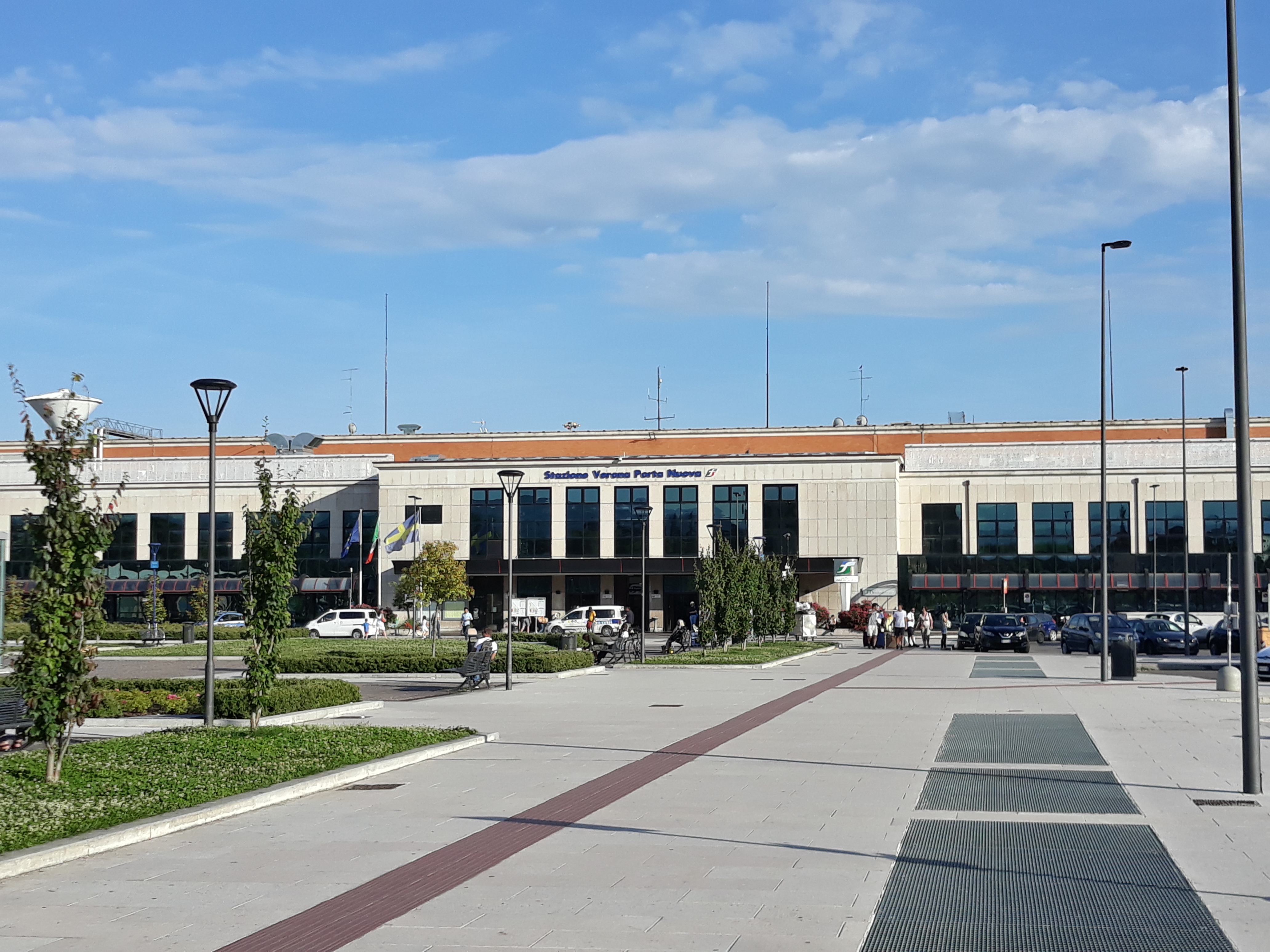
La stazione di Verona Porta Nuova col piazzale antistante

A cavallo tra Ottocento e Novecento il rapido sviluppo della tecnologia ferroviaria e il successo del sistema portò alla realizzazione di una rete di trasporto che investiva la città scaligera del ruolo di nodo, afferendovi infatti dal 1857 la ferrovia Milano-Venezia, dal 1867 la ferrovia del Brennero, dal 1874 la ferrovia Verona-Mantova-Modena, dal 1877 la ferrovia Verona-Rovigo e dal 1924 la ferrovia Bologna-Verona. Inoltre, fra il 1889 e il 1959 era attiva la ferrovia Verona-Caprino-Garda, che aveva capolinea alla dismessa stazione di porta San Giorgio. Tra le stazioni ferroviarie presenti vi sono quella di Verona Porta Nuova, principale impianto passeggeri della città e tra i maggiori d'Italia, quella di Verona Porta Vescovo, presso la quale sorge un importante impianto di manutenzione, e due stazioni passeggeri fuori servizio, Verona Parona e Verona Ca' di David. Il traffico ferroviario merci invece si dirige presso il Quadrante Europa, che funge da interporto per il trasporto merci stradale, ferroviario e aereo.
Verona in passato fu inoltre al centro di un vasto sistema di tranvie extraurbane: dall'area di Porta Nuova originava la tranvia Verona-Albaredo-Coriano in servizio fra il 1898 e il 1925, interessata da un esperimento di trasporto integrato che prevedeva la costruzione di un grande porto fluviale sull'Adige presso Albaredo; presso la stazione di Porta Vescovo trovava invece capolinea un sistema metrotranviario che aveva nella tranvia Verona-Caldiero-San Bonifacio, in esercizio fra il 1881 e il 1958, il tronco principale da cui si diramavano altre tratte verso Tregnago, San Giovanni Ilarione e Cologna Veneta, oltre a un tratto secondario rappresentato dalla tranvia Verona-Grezzana, che fra il 1922 e il 1958 fece da forte volano per l'economia della Valpantena. Successivamente queste tranvie vennero rimpiazzate da linee filoviarie extra-urbane, il cui servizio si protrasse fino agli anni ottanta, oppure dismesse.

### Mobilità urbana

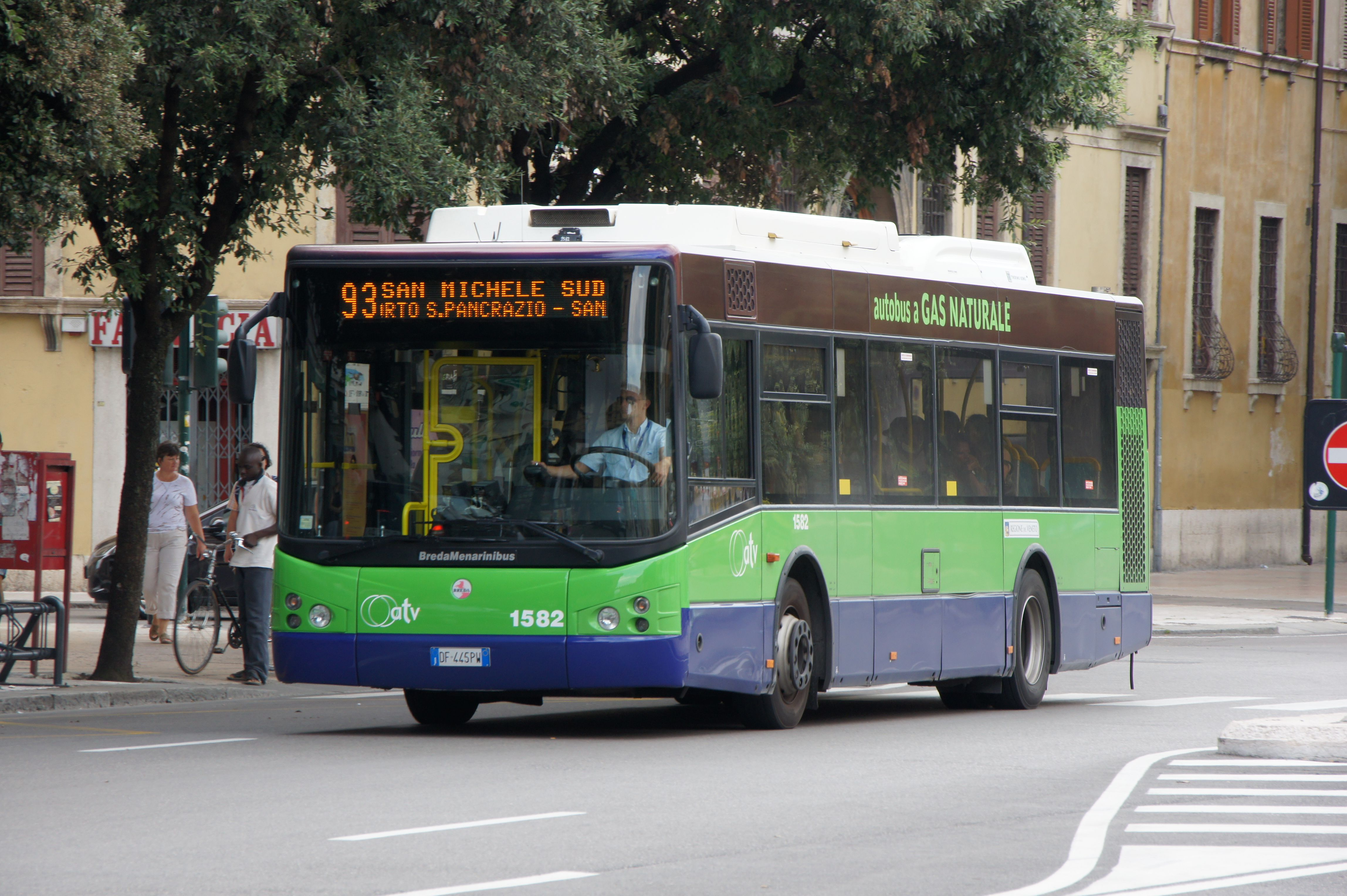
Autobus ATV lungo corso Porta Nuova

Il servizio di trasporto pubblico dal 1884 al 1951 si basò su una rete tranviaria urbana che veniva inizialmente percorsa da tram trainati da cavalli, sostituiti nel 1908 dai primi mezzi elettrici, che diedero la possibilità ai cittadini di usufruire di un trasporto pubblico più efficiente e in linea coi tempi. La rete si componeva di tre linee, di cui la principale collegava le due stazioni ferroviarie della città, Verona Porta Nuova e Verona Porta Vescovo, mentre altre due collegavano il centro con porta San Zeno, in direzione Borgo Milano, e porta San Giorgio, in direzione Borgo Trento, nuove zone di forte espansione edilizia della città. Dal 1937 si attuò la riconversione della linee tranviarie e si andò così a costituire una nuova rete filoviaria in loro sostituzione; l'esercizio delle linee filoviarie terminò però nel 1975, quando vennero a loro volta sostituite da un servizio di autobus di linea.
Dal 2007 la mobilità urbana ed extraurbana di Verona è svolta con autoservizi gestiti dall'Azienda Trasporti Verona, anche se è in fase di costruzione una nuova rete di filobus composta da quattro linee per un totale di quasi 24 km. Completa il sistema di trasporti cittadino la funicolare di Castel San Pietro, che è stata progettata e realizzata tra il 1938 e il 1941 con lo scopo di collegare l'omonimo castello, dove si trovava l'Accademia di Belle Arti Cignaroli, al centro cittadino. La funicolare rimase in funzione fino al 1944, dopodiché seguì un lungo periodo di chiusura terminato nel 2017. La nuova soluzione adottata ha previsto il recupero delle stazioni esistenti e l'installazione di un moderno ascensore inclinato panoramico.

### Aeroporti

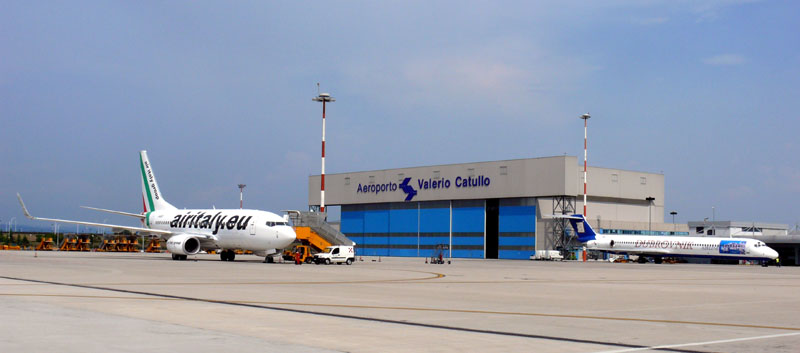
Hangar per la manutenzione dell'aeroporto di Verona-Villafranca

La realizzazione dell'aeroporto di Verona-Villafranca, principale aerostazione del territorio, ebbe inizio nel 1954, quando in base agli accordi NATO venne definitivamente dismesso il vicino aeroporto militare di Ganfardine, già bombardato dagli Alleati sul finire della seconda guerra mondiale e ulteriormente danneggiato dai tedeschi in fuga, e costruito un nuovo campo di aviazione militare, spostato per ragioni tecniche e per una migliore funzionalità al confine tra i comuni di Sommacampagna, Villafranca e Verona. A partire dal 1958 si cominciarono a operare pionieristici voli charter e cargo diretti verso alcuni Stati dell'Europa settentrionale per arrivare nel 1961 all'inaugurazione dei primi voli di linea verso Roma, grazie all'interessamento del sindaco Giorgio Zanotto. Con l'intensificarsi del traffico nel 1973 si decise di realizzare strutture più adeguate, portando così alla nascita di una vera e propria aerostazione civile che nel tempo fu oggetto di diverse ristrutturazione fino a quella principale del 1990, che portò al raddoppio degli spazi a disposizione.
A nord del territorio comunale si trova invece l'aeroporto di Verona-Boscomantico, che cominciò a operare dal 1911 come base militare per dirigibili e utilizzato per manifestazioni e voli turistici.

## Amministrazione
La storia amministrativa del comune di Verona dall'istituzione della Repubblica Italiana ad oggi può essere suddivisa in due fasi: per i primi quarant'anni si sono succeduti esclusivamente sindaci della Democrazia Cristiana, mentre dal 1994 al 2022 la città è stata amministrata prevalentemente da esponenti di centro-destra, con una parentesi tra il 2002 ed il 2007 in cui la città fu amministrata dal Sindaco Paolo Zanotto, di centro-sinistra. Alle elezioni amministrative del 2022, dopo vent'anni, il centro-sinistra è tornato a vincere le elezioni cittadine con Damiano Tommasi.

### Gemellaggi
Verona è gemellata con le seguenti città:
- Monaco di Baviera, dal 1960, in quanto, essendo equidistanti dal passo del Brennero, sono porte gemelle verso i reciproci stati e sono legate da intensi rapporti commerciali;[191]
- Nîmes, dal 1960, in quanto hanno in comune le vestigia di antichi monumenti romani;[192]
- Saint-Josse-ten-Noode, dal 1960, per attivare scambi culturali tra due città importanti dal punto di vista storico-artistico (la cittadina belga fa parte del nucleo urbano di Bruxelles);[193]
- Salisburgo, dal 1973, per il comune amore per l'arte e la musica e per determinare quindi un sodalizio duraturo tra la cittadina scaligera, sede del festival lirico areniano, e la cittadina austriaca, patria di Mozart;[194]
- Pola, dal 1982, per il comune passato scandito dall'appartenenza alla decima Regio romana, periodo di cui entrambe le città possiedono numerose testimonianze, dalla dipendenza nella prima età cristiana al patriarcato di Aquileia e quella secolare alla Repubblica di Venezia;[195]
- Albany, dal 1992, sostenuto dagli enti e istituti economici e bancari della città, per avere un più stretto scambio culturale, economico, finanziario e turistico con lo stato di New York;[196]
- Nagahama, dal 1992, in quanto la città giapponese e quella scaligera mostrano di essersi sviluppate parallelamente, di essere insediamenti a misura d'uomo e, nonostante la lontananza, di avere un substrato economico molto simile;[197]

## Sport

Lo Stadio Marcantonio Bentegodi, principale impianto sportivo della città

### Calcio
Le principali formazioni calcistiche cittadine sono quelle dell'Hellas Verona, che dall'istituzione della Serie A a girone unico è stata l'unica squadra di una città non capoluogo di regione, durante la stagione 1984-1985, a vincere il massimo campionato, e del Chievo Verona, che costituisce un unicum nel panorama calcistico italiano, essendo l'unico club proveniente dalle categorie regionali minori ad aver scalato l'intera piramide calcistica nazionale, fino a giungere dapprima in Serie A e poi nelle coppe europee. Le due squadre, che fino al 2021 (anno del fallimento del Chievo) hanno disputato le gare casalinghe allo stadio Marcantonio Bentegodi, realizzato nel 1963 per prendere il posto dell'omonimo stadio, demolito nello stesso anno, hanno dato vita al derby cittadino. Due squadre che partecipano a categorie minori ma che sono comunque arrivate a giocare in Serie C sono invece la Virtus Verona e l'Audace.
Nel calcio femminile la città è rappresentata dal Women Hellas Verona, ma in passato sono state attive altre quattro squadre, sciolte rispettivamente nel 1986, nel 2000, nel 2004 e nel 2018: il Verona Ritt Jeans; il Verona Calcio Femminile, vincitore di uno scudetto nella stagione 1995-1996; il Foroni Verona, che ha vinto due scudetti nelle stagioni 2002-2003 e 2003-2004, una Coppa Italia nel 2002, la Supercoppa italiana del 2002 e del 2003; l'AGSM Verona Calcio Femminile, già Bardolino Verona, vincitore di ben cinque scudetti (nelle stagioni 2004-2005, 2006-2007, 2007-2008, 2008-2009 e 2014-2015), tre Coppe Italia (nel 2006, 2007 e 2009) e quattro Supercoppe italiane (nel 2001, 2005, 2007 e 2008).

### Pallacanestro
La principale società di pallacanestro di Verona è la Scaligera Basket Verona, una formazione nata nel 1951 ma che visse il momento agonisticamente migliore durante gli anni novanta, quando raggiunse i vertici italiani ed europei vincendo la Coppa Italia del 1991, la Supercoppa italiana del 1996 e la Coppa Korać nel 1998, oltre a ottenere la seconda posizione durante l'Eurocoppa 1996-1997. Infine nel 2015, mentre partecipava alla seconda serie del campionato italiano di pallacanestro, è riuscita a vincere la Coppa Italia LNP. Le partite interne sono giocate al Pala AGSM AIM.

### Pallavolo

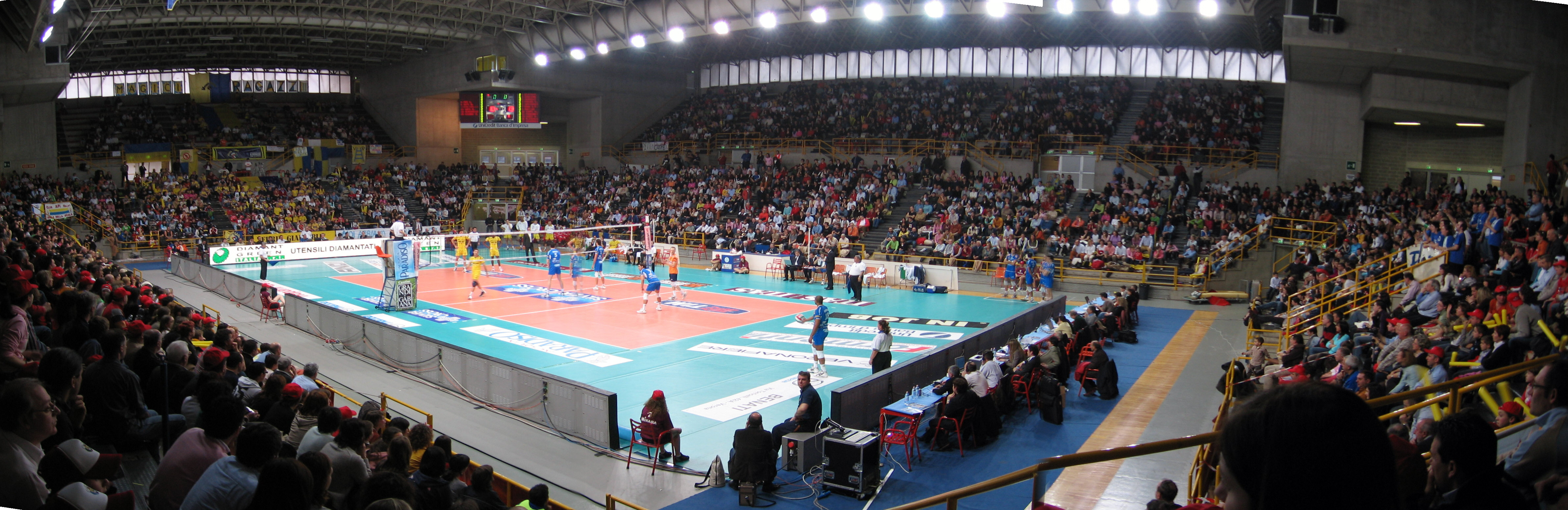
Il Pala AGSM AIM durante una partita di pallavolo

La principale squadra di pallavolo maschile è la BluVolley Verona, una società nata nel 2001 dalla fusione di altre due. La squadra veronese è riuscita a vincere una prima volta la Coppa Italia di Serie A2 nel 2004, stagione in cui vince tutte le partite giocate, e una seconda volta nel 2008. A livello europeo, invece, ha vinto la Challenge Cup nel 2016. Le partite interne sono giocate al Pala AGSM AIM.

### Ciclismo
Tra i grandi campioni del ciclismo veronese si ricordano Paola Pezzo, medaglia d'oro alle Olimpiadi di Atlanta e di Sydney, Damiano Cunego, vincitore del Giro d'Italia 2004, ed Elia Viviani, iridato alle Olimpiadi di Rio de Janeiro.
A Verona si sono disputate due edizioni del campionato del mondo di ciclismo su strada, nel 1999 e nel 2004. 
Giro d'Italia
Verona è stata sede della cosiddetta "Grande Partenza" del Giro d'Italia nell'edizione del 1985, con il via ufficiale della corsa dato il 16 maggio dal Ponte Scaligero per effettuare un prologo tra le strade cittadine vinto da Francesco Moser.
È stata inoltre sede di arrivo finale del Giro d'Italia in cinque occasioni, tutte contraddiste da una cronometro individuale quale ultima tappa della corsa, terminate all'Arena. Nel dettaglio:
- 1981, Soave-Verona, con vittoria di tappa il 7 giugno del norvegese Knut Knudsen e successo finale di Giovanni Battaglin;
- 1984, Soave-Verona, con vittoria di tappa il 10 giugno sia del Giro sia della tappa di Francesco Moser;
- 2010, Verona-Verona, con vittoria di tappa il 30 maggio dello svedese Gustav Larsson e successo finale di Ivan Basso;
- 2019, Verona-Verona, con vittoria di tappa il 2 giugno dello statunitense Chad Haga e successo finale dell'ecuadoriano Richard Carapaz;
- 2022, Verona-Verona, con vittoria di tappa il 29 maggio di Matteo Sobrero e successo finale dell'australiano Jai Hindley.

### Altri sport
Tra le altre società sportive scaligere competitive sono presenti il Verona Rugby, la squadra di football americano Redskins Verona e la società canoistica Canoa Club Verona.
Nel Comune ha inoltre sede un Centro Federale di Alta Specializzazione gestito dalla Federazione Italiana Nuoto e intitolato ad Alberto Castagnetti.